# Kairo
Kairo (arabisch القاهرة, DMG al-Qāhira ‚die Starke‘ oder ‚die Eroberin‘, wahrscheinlich nach dem Mars, arabisch القاهر, DMG al-Qāhir, benannt; Von Ägyptern wird die Stadt oftmals auch einfach mit dem Landesnamen – arabisch مصر, DMG Miṣr, ägyptisch-arabisch Maṣr – bezeichnet.) ist die Hauptstadt Ägyptens und die größte Stadt der arabischen Welt. Sie wurde 969 von dem fatimidischen Feldherrn Dschauhar as-Siqillī gegründet. Die Stadt hat keine klar definierten Grenzen und unter dem Namen Kairo kann entweder die Metropolregion, das Gouvernment, der urbane Kern des Gouvernements oder der urbane Kern des Metropolgebiets, das sich über mehrere Gouvernements erstreckt, gemeint sein.
Kairo ist das politische, wirtschaftliche und kulturelle Zentrum Ägyptens und der Arabischen Welt. Die Stadt ist Sitz der ägyptischen Regierung, des Parlaments, aller staatlichen und religiösen Zentralbehörden (Mogamma) sowie zahlreicher diplomatischer Vertretungen. Kairo ist der bedeutendste Verkehrsknotenpunkt Ägyptens und besitzt zahlreiche Universitäten, Hochschulen, Theater, Museen sowie Baudenkmäler. Die Altstadt von Kairo ist ein Ensemble islamischer Baukunst und wird seit 1979 von der UNESCO als Weltkulturerbe anerkannt.
Kairo hat gut 10 Millionen Einwohner im administrativen Stadtgebiet (2022), und die Metropolregion Kairo ist mit etwa 20,75 Millionen Einwohnern (2022) vor Lagos in Nigeria die größte in Afrika. Das administrative Stadtgebiet ist bezüglich der Einwohnerzahl, nach Kinshasa und Lagos, das drittgrößte Afrikas. In Ägypten existiert allerdings keine Meldepflicht, weswegen die angegebenen Einwohnerzahlen Hochrechnungen auf Basis der Volkszählungsergebnisse darstellen.

## Geographie

### Stadtgebiet

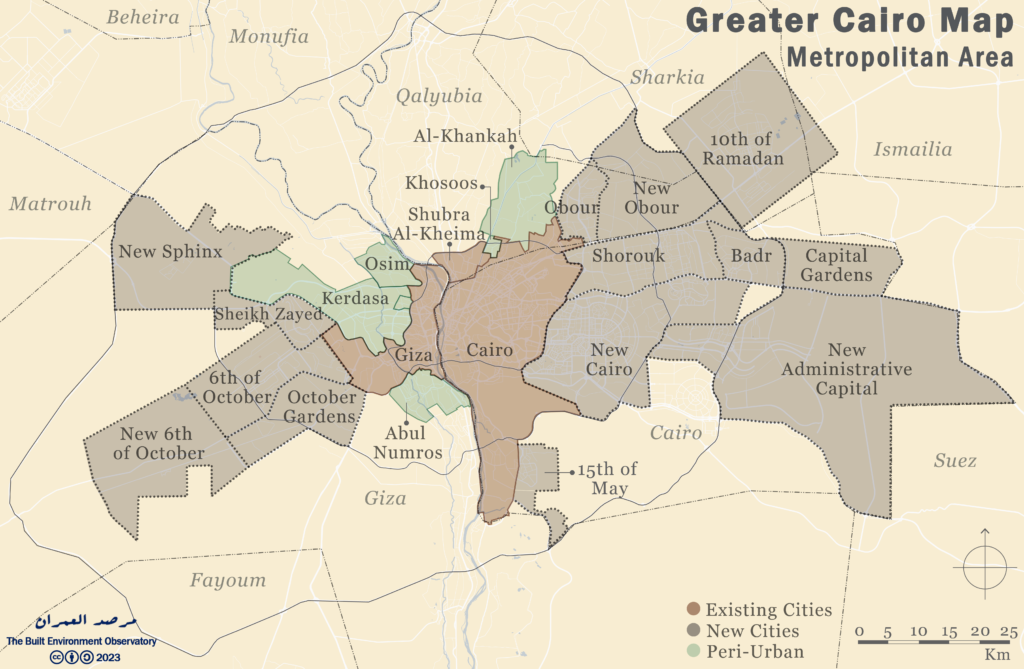
Schematische Karte der Stadt Kairo. Die rot eingezeichneten Gebiete (Cairo, Gizeh, Shubra al-Kheima) stellen den im Artikel primär dargestellten urbanen Kern der Metropolregion Kairo dar.

Die Stadt Kairo hat keine einheitlich definierte Ausdehnung und kein definiertes administratives Stadtgebiet. Die Metropolregion Kairo (Greater Cairo) wird meist aufgeteilt in einen urbanen Kern, eine peri-urbane (gemischt ländlich und städtisch) Zone und die im Osten und Westen gelegenen neueren Siedlungsgebiete, die ab dem Ende des 20. Jahrhunderts entstanden und sich zum größten Teil in die Wüste ausbreiten. Die Gesamtfläche der urban geprägten Metropolregion wurde in einer Studie 2024 veröffentlichten Studie auf 5.020 km2 geschätzt, wovon etwa 16 % (778 km2) der Fläche als urbaner Stadtkern bezeichnet wurden und die bevölkerungsreichen (79 % der Bevölkerung der Metropolregion) und eng besiedelten Stadtkerne von Kairo, Gizeh und Schubra al-Chaima beinhaltet. 3.600 km2 machen die vornehmlich im 21. Jahrhundert entstandenen Wüstensiedlungen östlich und westlich des traditionellen Stadtgebiets aus. Die Metropolregion ist auf vier Gouvernements verteilt, 47 % liegen im Gouvernement Kairo, 35 % liegen im Gouvernement Gizeh, 9 % im Gouvernement al-Qalyubiyya und  8 % im Gouvernement asch-Scharqiyya.

### Lage

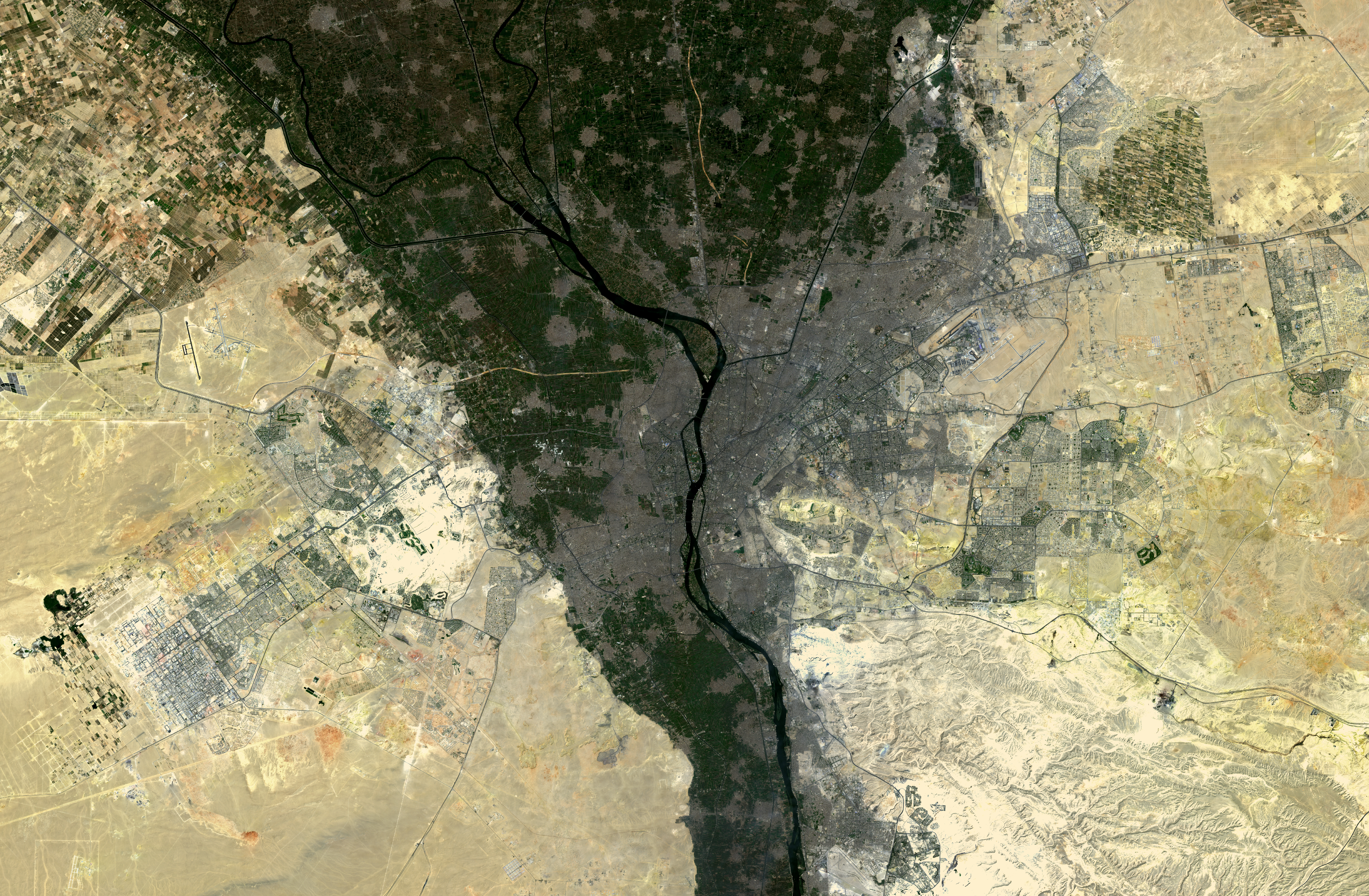
Sentinel-2-Aufnahme der Metropolregion Kairo, August 2015

Kairo liegt im Nordosten des Landes am Nil, nur wenige Kilometer nördlich beginnt das Nildeltas  durchschnittlich 68 Meter über dem Meeresspiegel. Die geographischen Koordinaten von Kairo sind 30° 03' nördlicher Breite und 31° 15' östlicher Länge. Der zum Gouvernement al-Qahira gehörende Teil Kairos liegt auf dem rechten Nilufer und umfasst auch die beiden Inseln Gezira (الجزيرة, mit dem Stadtteil Zamalek) und Roda (الروضة). Ihr gegenüber liegt am westlichen Nilufer direkt anschließend Gizeh, die zur Metropolregion Kairo gezählt wird und die altägyptischen Pyramiden, Sphinx und Nekropole von Gizeh miteinschließt. Im Norden des Stadtgebiets liegt das stark industriell geprägte Schubra al-Chaima.
Die erste Siedlung wurde ursprünglich zwischen dem Gebirgsausläufer Muqattam im Osten und dem Nil im Westen errichtet. Doch auch wenn diese Kairo schon lange nicht mehr eingrenzen, so bilden die Viertel, die sich zwischen diesen beiden natürlichen Schranken befinden, den alten Stadtkern. Nördlich der Stadt erstreckt sich bis zum Mittelmeer das Nildelta. Im Westen befinden sich die Pyramiden von Gizeh. Im Süden liegt das alte Memphis.

### Geologie
Kairo liegt im Tal des Nils, des weltweit längsten, jedoch nicht wasserreichsten Stromes, als dessen Quellfluss der im Hochland von Ruanda entspringende Kagera angesehen wird. Der Nillauf folgt einer tektonischen Linie. Die sich dort befindenden Plateaus brechen hier stufenförmig oder mit einheitlichem Steilhang 100 bis 140 Meter tief ab. Im Tal hat der Fluss eine Reihe von Schotterterrassen gebildet und ein Schwemmland aus schwarzem Schlamm von durchschnittlich zehn Metern Mächtigkeit abgelagert.
Die Gesamtbreite des Tales beträgt im Süden, im Bereich des nubischen Sandsteins, zwei bis fünf Kilometer, im Bereich der tertiären Kalke, etwa von Assuan flussabwärts, zehn bis 15 Kilometer. Stellenweise hat die Erosion des Flusses das widerständige Gestein des kristallinen Unterbaues erreicht. Westlich des heutigen Tales sind Reste eines älteren Niltales erhalten, beispielsweise in der vom Fluss gespeisten Senke des Fayyum. Unterhalb von Kairo öffnet sich das Tal und geht in die weiten, von Kanälen durchzogenen Flächen des 23.000 Quadratkilometer großen Deltas über.

### Stadtgliederung

#### Innenstadt
Die Innenstadt lässt sich grob in einen traditionellen und einen modernen Teil einteilen. Das traditionelle Kairo liegt abseits des Nils vor der Zitadelle und dem Berg Muqattam (المقطّم). Es umfasst hauptsächlich das islamische Kairo rund um die Azhar- und andere Moscheen. Des Weiteren sind hier die Wohnviertel nördlich, östlich und südlich des Viertels um die al-Azhar-Moschee zu nennen, so etwa Bāb el-Chalq (باب الخلق), Darb el-Ahmar (الدرب الأحمر), el-Mūskī (الموسكي) oder Sayyida Zeinab (السيّدة زينب es-Sayyeda Zēnab).
Neben den Ausgrabungen von al-Fustat im Süden liegt das koptische Viertel oder Alt-Kairo (مصر القديمة, hocharabisch Misru l-qadīma, ägyptisch-arabisch Masr el-edīma). Eine Besonderheit ist die Stadt der Toten südöstlich des islamischen Viertels, eine Nekropole, die bewohnt ist und sich heute (fast) wie ein normales Stadtviertel gibt.

Panorama des Talaat-Harb-Platzes, gesäumt mit kolonialzeitlicher Architektur. In der Mitte des Platzes steht eine Statue des Unternehmers und Gründers der Banque Misr, Talʿat Harb.

Das moderne Kairo besteht aus den Geschäftsvierteln, die vom Mīdān et-Tahrīr (ميدان التحرير), dem Mīdān el-Ōperā (ميدان الأوبرا), dem Ramses-Bahnhof (محطة رمسيس Mahattat Ramsīs) und dem Nil eingegrenzt werden. Diese Bereiche sind noch durch kolonialzeitliche Architektur, einen mediterranen Baustil, geprägt. Westlich davon befindet sich das Viertel Zamalek (الزمالك ez-Zamālek) auf der Insel Gezīra, südwestlich liegen Insel Roda und die Garden City (جاردن سيتي), wo viele Botschaften untergebracht sind.

#### Vororte
Der wohl bekannteste Vorort ist Heliopolis (مصر الجديدة, hocharabisch Miṣru l-Dschadīda, ägyptisch-arabisch Masr el-Gedīda) im Nordosten der Stadt. Im Süden liegt das in der Kolonialzeit geplante Maadi (المعادي al-Maʿādī), welches durch zahlreiche Villengrundstücke mit umgebendem Garten geprägt ist und somit zu den teureren Wohngebieten zählt. Südlich schließt sich das zum Gouvernement Kairo zählende Helwan (حلوان) an. Ein weiterer Vorort ist Schubra al-Chaima (شبرا الخيمة Schubrā al-Chaima) im Norden.
Weiter außerhalb ist zu unterscheiden zwischen ehemaligen Dörfern und Städten, die sich in die Peripherie Kairos integriert haben, und den auf dem Reißbrett geplanten Satellitenstädten, die sich teilweise direkt an Kairo anschließen, teilweise bis zu 50 Kilometer von der Innenstadt entfernt in der Wüste liegen.
Für Letztere sind auf der östlichen Nilseite unter anderem Nasr City (مدينة نصر Mādīnat Nasr) und die Stadt des 15. Mai (مدينة ١٥ مايو Mādīnat Chāmāstaschar Māio) zu nennen, auf der westlichen Seite die Stadt des 6. Oktober (مدينة ٦ أكتوبر Madīnat Sitta Oktobar) und Sadat City (مدينة السادات Madīnat es-Sādāt). Die Stadt des 6. Oktober gehört zum neu gegründeten Gouvernement as-Sadis min Uktubar, dem auch die Oase Bahariya angehört. Sadat City gehört zum Gouvernement Al-Dschiza.

#### New Cairo
Das seit 2004 laufende Stadtplanungsprojekt New Cairo geht über die übliche Projektierung eines Vorortes weit hinaus. Es ist die Antwort auf die empfundene Enge, den Wohnraummangel, den Lärm und teilweise Unwirtlichkeit der alten Stadtviertel Kairos. Rund 17 bis 28 Kilometer östlich der Innenstadt sind auf einer bis vor kurzem hügeligen Wüstenfläche von etwa 120 Quadratkilometern private Investoren eingeladen, die erschlossenen Baufelder zu nutzen.
Erreichbar durch ein radiales Schnellstraßensystem werden bodennivellierte Sektoren von mindestens 240 Feddan (entsprechen 100 Hektar) in einem Guss in Angriff genommen, ihre Vernetzung ist im Masterplan-Raster gewährleistet. Diese moderne Entlastungsstadt soll bei ihrer Fertigstellung nach 2020 einmal 2 bis 2,4 Millionen Menschen aufnehmen. Es ist eine neuzeitlichen Anforderungen entsprechende soziale und freizeitorientierte Infrastruktur geplant, mit gebietsweiser Versorgung durch Einkaufszentren, mit öffentlichen Grünflächen sowie vereinsbetriebenen Sportzentren, gekennzeichnet durch eine überdurchschnittliche Qualität der Appartements, Eigenheime und Villen. Die ersten Abschnitte sind Anfang 2011 fertig: eine Campushochschule, mehrere Siedlungen bzw. Teilsiedlungen und teilweise private Schulen verschiedener europäischer Länder. Auffallend ist das rasante Tempo der Entwicklung, die Teilabschnitte wachsen in für europäische Verhältnisse unvorstellbar kurzen Zeiträumen. New Cairo dürfte vom Miet- bzw. Kaufpreisniveau her überwiegend eine Urbanisation für den neuen Mittelstand und für ausländische Fachkräfte werden.

Wachsende Bebauungsfläche 2015–2025
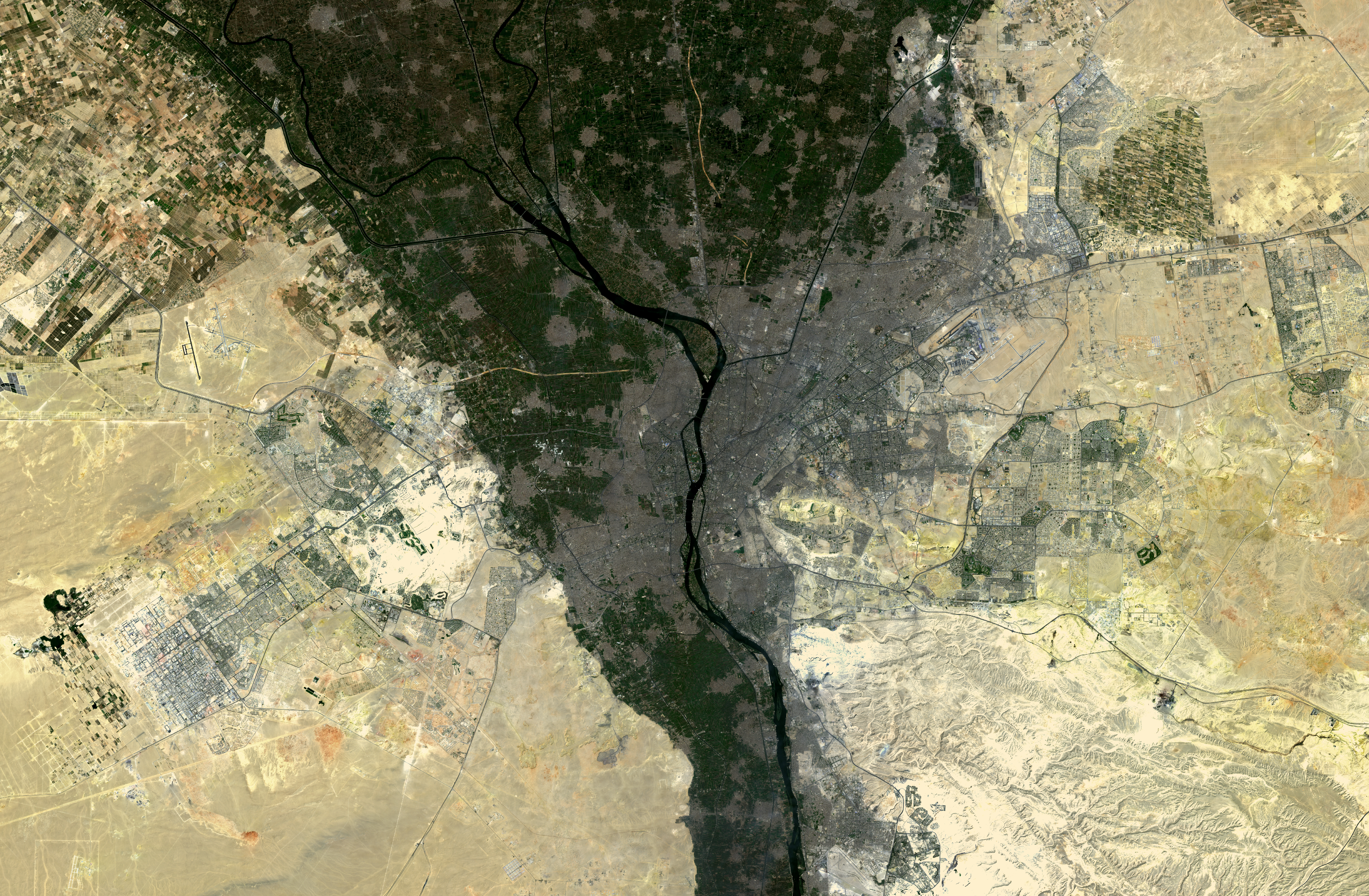
Metropolregion Kairo, August 2015
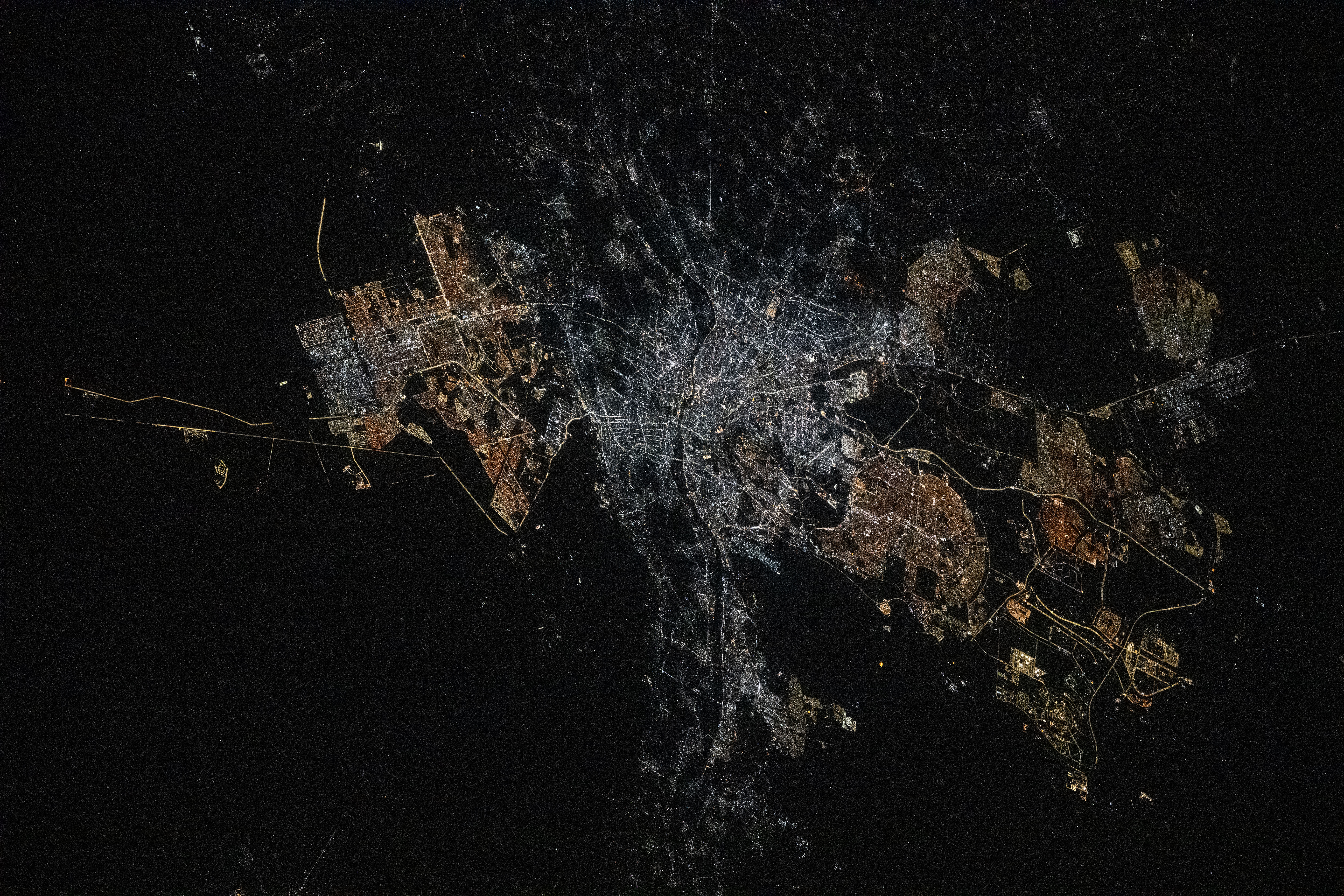
Metropolregion Kairo, Mai 2025

### Klima

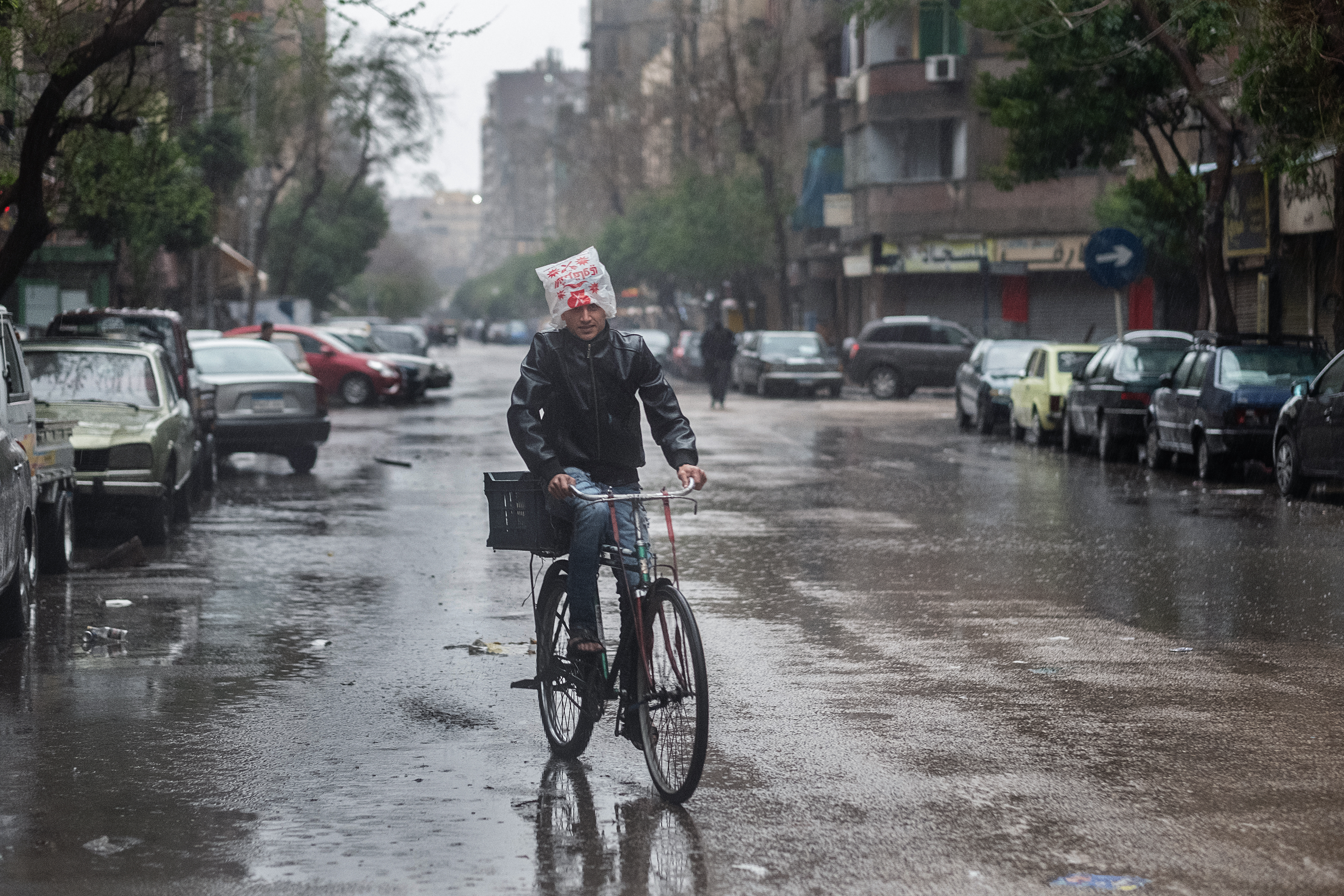
Regentag im März 2020

Kairo befindet sich in der subtropischen Klimazone. In der Region herrscht ein warmes und trockenes Wüstenklima. Die Jahresdurchschnittstemperatur beträgt 21,7 Grad Celsius, die jährliche Niederschlagsmenge 24,7 Millimeter im Mittel. Der wärmste Monat ist der Juli mit durchschnittlich 28 Grad Celsius, der kälteste der Januar mit 13,9 Grad Celsius im Mittel. Etwas Niederschlag fällt nur zwischen November und März mit durchschnittlich 3,8 bis 5,9 Millimeter.
Im Sommer, von Mai bis September, wird es sehr heiß, wobei es zu Sandstürmen aus dem Süden des Landes kommen kann. Die Temperaturen erreichen Tageshöchstwerte bis zu 35 Grad Celsius bei einer täglichen Sonnenscheindauer von bis zu 13 Stunden im Mittel. Nachts fallen die Temperaturen nicht unter 20 Grad Celsius. In der Zeit von Oktober bis April betragen die Tageshöchstwerte 20 bis 28 Grad Celsius im Mittel bei einer täglichen Sonnenscheindauer von neun bis elf Stunden. Im Winter, von Dezember bis Februar, fallen die durchschnittlichen Tageshöchsttemperaturen teilweise unter 20 Grad Celsius und die nächtlichen Tiefstwerte unter zehn Grad Celsius im Mittel.

Im Dezember 2013 war Kairo zum ersten Mal seit über hundert Jahren von Schneefall betroffen.
|                       | Jan  | Feb  | Mär  | Apr  | Mai  | Jun  | Jul  | Aug  | Sep  | Okt  | Nov  | Dez  |   |      |
| Mittl. Tagesmax. (°C) | 18,8 | 20,5 | 23,4 | 28,4 | 32,0 | 34,2 | 34,4 | 33,9 | 32,6 | 29,6 | 24,7 | 20,2 | ⌀ | 27,8 |
| Mittl. Tagesmin. (°C) | 9,0  | 9,8  | 11,7 | 14,7 | 17,5 | 20,4 | 21,7 | 21,9 | 20,4 | 17,9 | 13,8 | 10,3 | ⌀ | 15,8 |
|                       |      |      |      |      |      |      |      |      |      |      |      |      |   |      |
| Niederschlag (mm)     | 7    | 4    | 4    | 2    | 0    | 0    | 0    | 0    | 0    | 1    | 3    | 5    | Σ | 26   |
|                       |      |      |      |      |      |      |      |      |      |      |      |      |   |      |
| Sonnenstunden (h/d)   | 7,1  | 7,5  | 8,6  | 9,2  | 10,2 | 11,9 | 11,3 | 10,9 | 9,4  | 9,4  | 8,1  | 6,4  | ⌀ | 9,2  |
|                       |      |      |      |      |      |      |      |      |      |      |      |      |   |      |
| Regentage (d)         | 1    | 1    | 0    | 0    | 0    | 0    | 0    | 0    | 0    | 0    | 0    | 1    | Σ | 3    |
|                       |      |      |      |      |      |      |      |      |      |      |      |      |   |      |
| Luftfeuchtigkeit (%)  | 59   | 54   | 53   | 47   | 46   | 49   | 58   | 61   | 60   | 60   | 61   | 61   | ⌀ | 55,8 |

| 9,0 |

| 9,8 |

| 11,7 |

| 14,7 |

| 17,5 |

| 20,4 |

| 21,7 |

| 21,9 |

| 20,4 |

| 17,9 |

| 13,8 |

| 10,3 |

| 9,0 |

| 9,8 |

| 11,7 |

| 14,7 |

| 17,5 |

| 20,4 |

| 21,7 |

| 21,9 |

| 20,4 |

| 17,9 |

| 13,8 |

| 10,3 |

## Geschichte

### Vorgeschichte

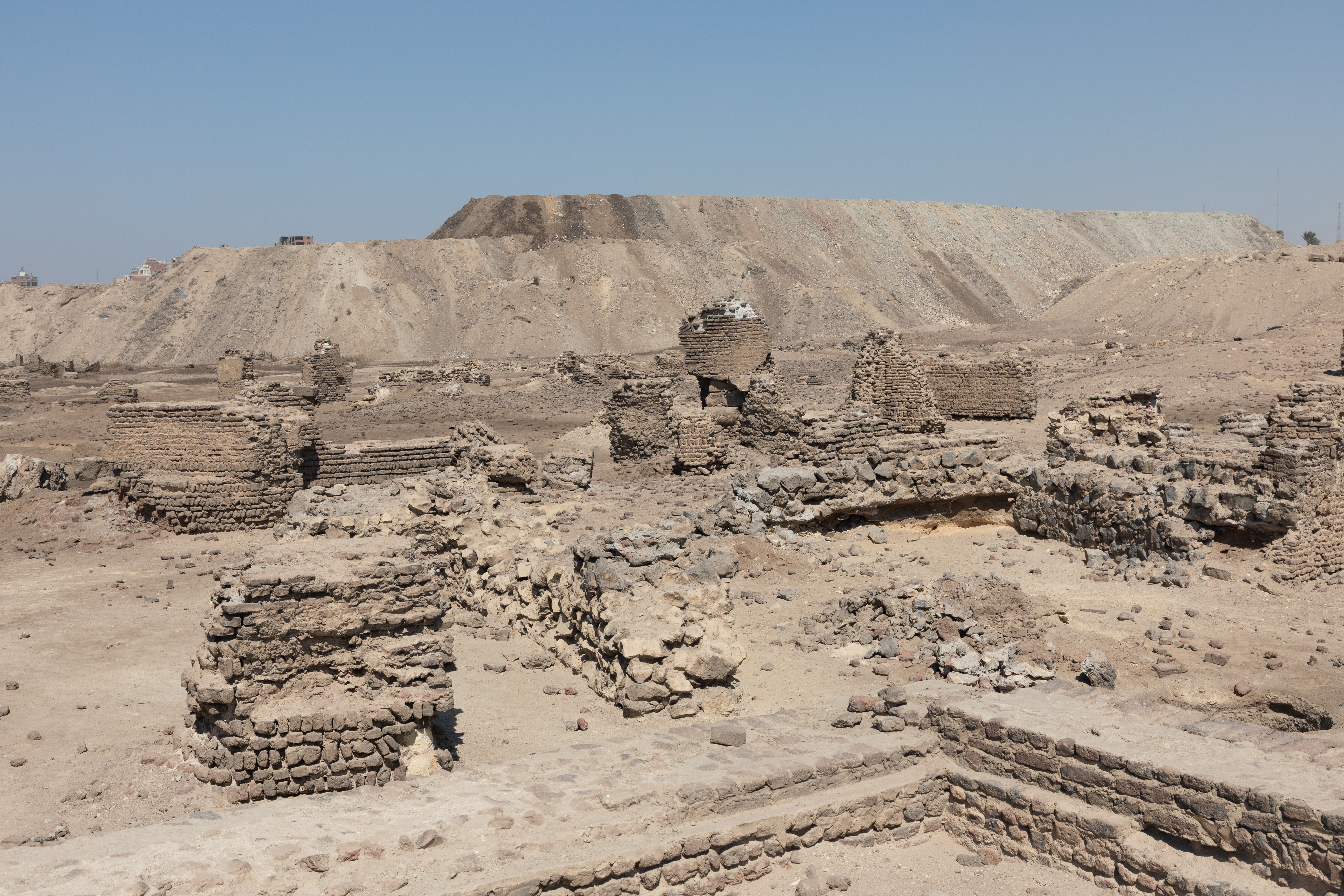
Ruinen von Fustāt im Süden von Kairo

Kairos Ursprünge liegen in mehreren Siedlungen. Im heutigen Stadtgebiet lag der Ort Cheri-aha, wo nach der ägyptischen Mythologie die Götter Horus und Seth einander bekämpften. Die altägyptische Siedlung am Ostufer des Nils – man nannte den Ort „Babylon in Ägypten“ – wurde im 1. Jahrhundert n. Chr. unter den Römern zur Zeit Trajans gegründet und später zur Festung ausgebaut. Der Name Babylon entstand aus einer Fehllesung der altägyptischen Ortsbezeichnung „Haus des Nils von Heliopolis“. In Babylon wurden Atum und die Neunheit verehrt. Ende des 4. Jahrhunderts begannen dort die ersten Kopten, Kirchen und Schutzmauern zu errichten und sich anzusiedeln.
Am 9. April 641 eroberten die Araber die oströmische Festung. Sie fanden bei ihrer Ankunft eine riesige Burganlage mit 42 Kirchen, großen Türmen und Bastionen vor. In unmittelbarer Nähe davon gründete ʿAmr ibn al-ʿĀs im Jahre 643 das Lager Fustāt, das sich allmählich zu einer Stadt entwickelte. Beide Siedlungen wuchsen im Laufe der Zeit zusammen. Während von der frühislamischen Stadt Fustāt außer Mauerresten und der ʿAmr-ibn-al-ʿĀs-Moschee kaum etwas übrig geblieben ist, ist das koptische Viertel bis heute erhalten.
Bis Ende des 9. Jahrhunderts war der Ort ein Karawanenlager und -stützpunkt und hatte keine große Bedeutung für die islamischen Herrscher in Damaskus (bis 750) und Bagdad (ab 750). Einen ersten kleinen Aufschwung erlebte die Stadt unter den Tuluniden, denen Fustāt als Hauptstadt diente und die in direkter Nachbarschaft die Siedlung al-Qatāʾiʿ gründeten. Zwei Bauwerke sind aus dieser Zeit noch erhalten: Die Ibn-Tulun-Moschee und der Nilometer. Nachdem diese Stadt durch Brände teilweise zerstört worden war, errichteten die Abbasiden eine weitere Siedlung am Nil.

### Gründung Kairos durch die Fatimiden

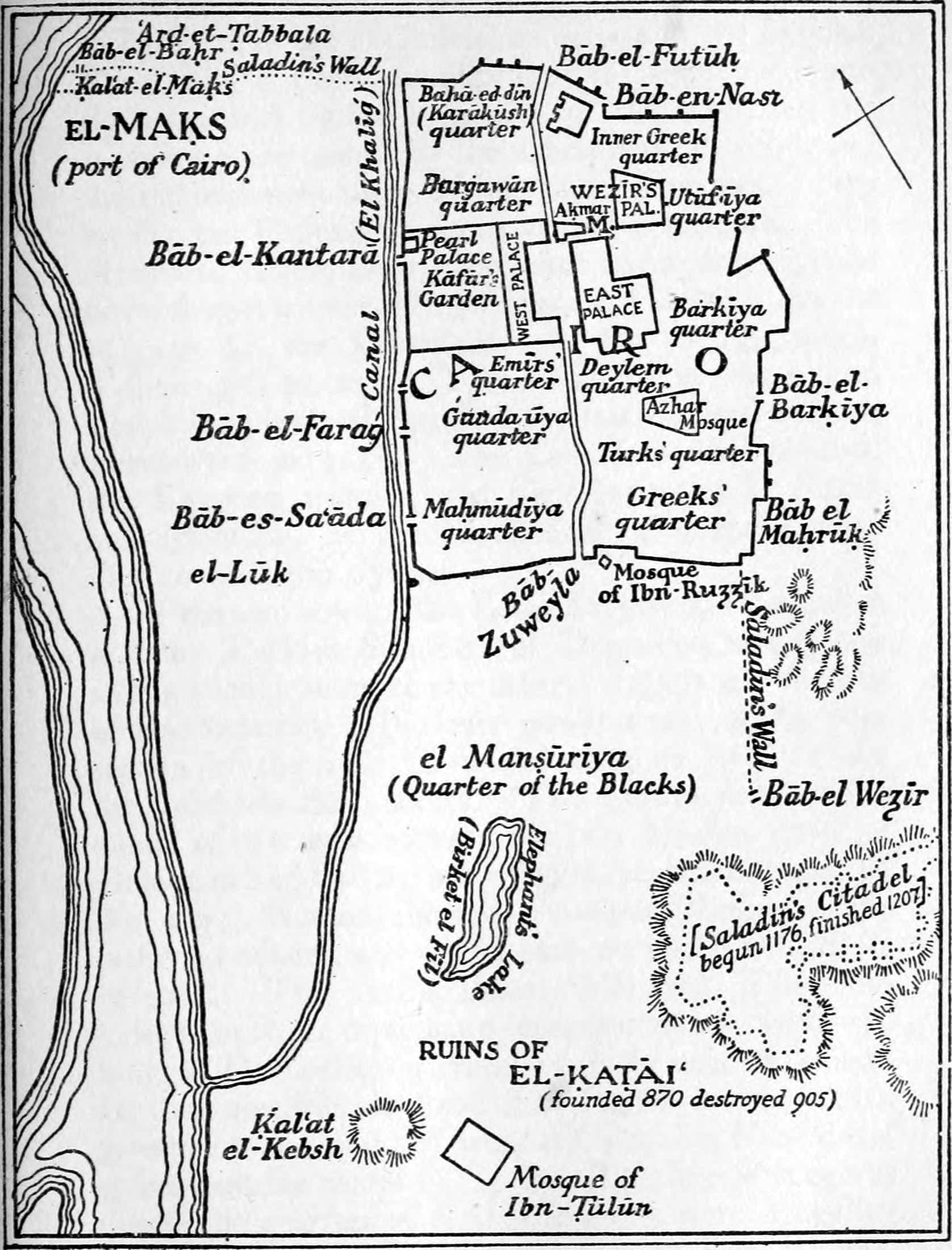
Von den Fatimiden angelegte Stadt al-Qāhira im 12. Jahrhundert (Karte von 1906). Fustat, das auf dieser Karte nicht zu sehen ist, liegt zwei Kilometer südlich der Ibn-Tulun-Moschee.

Nachdem die Fatimiden unter Dschauhar as-Siqillī im Jahre 969 Ägypten den Ichschididen entrissen hatten, errichteten sie vier Kilometer nordöstlich von Fustāt ein neues, rechteckiges Militärlager. Wie al-Maqrīzī berichtet, wurde mit den Bauarbeiten am 6. Juli 969 begonnen. Nördlich dieses Lagers, das wie die nordafrikanische Residenz des fatimidischen Imam-Kalifen al-Mansūrīya genannt wurde, legte Dschauhar einen Musallā an. Innerhalb des Lagers erbaute er eine Freitagsmoschee, in der im Juni 971 zum ersten Mal das Freitagsgebet verrichtet wurde.
Nachdem Dschauhar die bedeutendsten Angriffe der Qarmaten auf Ägypten abgewehrt hatte, traf im Sommer 972 der fatimidische Imam-Kalif Abu Tamim al-Muizz Vorbereitungen, um seine Hauptstadt an den Nil zu verlegen. Dschauhar legte im Frühjahr 973 in der neuen Lagerstadt einen prachtvollen Palast an, den der Imam-Kalif im Sommer des gleichen Jahres bezog. Bei dieser Gelegenheit wurde die neue Palaststadt in al-Qāhira al-Muʿizzīya („die Siegreiche des Muʿizz“) umbenannt. In der Kurzform al-Qāhira ist dies bis heute der Name der Stadt geblieben. Die von Dschauhar errichtete Moschee, die seit 1010 als Azhar-Moschee bezeichnet wird, bildet bis in die Gegenwart die Hauptmoschee von Kairo und ist Sitz der bekannten al-Azhar-Universität.
Die neue Stadt war nun politisches Zentrum eines Reiches, das sich von Marokko bis in den Nahen Osten erstreckte. Auch Fustāt profitierte von der politischen Bedeutung der neuen Nachbarstadt und entwickelte sich zu einem internationalen Handelszentrum. Der arabische Geograph al-Muqaddasī (946–1000) beschreibt die Stadt im Bericht über die Dinge, die ich mit eigenen Augen gesehen habe im Jahre 988 mit den Worten:

„Al-Fustat ist eine Metropole in jeder Hinsicht […]. Sie liegt auf der Trennlinie zwischen dem Maghreb und den Wohnsitzen der Araber, ihr Gelände dehnt sich weit, sie hat viele Bewohner, ihr Gebiet ist blühend, ihr Name berühmt, ihr Ansehen gewaltig. Sie ist die Metropole Ägyptens, stellt Bagdad in den Schatten, ist der Stolz des Islams, der Handelsplatz der Menschen und prächtiger als die Stadt des Friedens. [Anmerkung: gemeint ist Bagdad] Sie ist die Schatzkammer des Maghreb und das Lagerhaus des Ostens und zur Festzeit glänzend. Es gibt keine Metropole, die volkreicher ist; in ihr leben viele große und angesehene Männer. Sie hat staunenswerte Waren und Spezialitäten, schöne Märkte und Läden, ganz zu schweigen von den Bädern. […] in ihr gibt es feine Speisen, reine Zutaten und wohlfeile Süßigkeiten, viele Bananen und frische Datteln, reichlich Gemüse und Brennholz, leichtes Wasser und gesunde Luft.“

Die große Bedeutung Fustāts als internationales Handelszentrum geht auch aus den Texten hervor, die in der Geniza der in Fustāt gelegenen Ben-Esra-Synagoge gefunden wurden. Im Laufe der Zeit wurde allerdings Fustat in seiner wirtschaftlichen Bedeutung von Kairo überrundet.
Aus der Fatimidenzeit haben sich nur wenige Bauten in Kairo erhalten, darunter die al-Hākim-Moschee und die al-Aqmar-Moschee. Als Saladin (1137–1193) im Jahr 1171 Ägypten wieder dem abbasidischen Kalifat von Bagdad unterstellte, wurde Kairo zu einem wichtigen Zentrum des sunnitischen Islams. Für Saladin, der mit der ayyubidischen Eroberung Kairos die Führung der arabischen Welt übernommen hatte, war oberste Priorität, die schiitischen Einflüsse der Fatimiden zu beseitigen. Er ließ neue Moscheen und Schulen errichten und schuf die Grundmauern der späteren Zitadelle. Den Ayyubiden folgten 1250 die Mamluken, die Kairo wieder zur Hauptstadt machten. Sie ließen viele Paläste, Moscheen und Karawansereien errichten, um ihre Macht zu demonstrieren. Kairo wurde zum bedeutendsten Wirtschafts- und Kulturzentrum der islamischen Welt.
Im Jahr 1304 wurden der Grabkomplex von Salar und Sandschar al-Dschauli und 1345 die Grabmoschee Aslam as-Silahdars des Emirs Aslam al-Baha'i as-Silahdar errichtet.

### Osmanische und britische Herrschaft

Stadtplan Kairos von Frans Hogenberg und Georg Braun (1572) vom westlichen Nilufer in Richtung Osten

Nach der Schlacht von Raydaniyya wurde Kairo am 13. April 1517 von Streitkräften der Osmanen erobert, deren Regierungszeit in Ägypten bis ins späte 18. Jahrhundert andauerte. Ägypten wird zu einer osmanischen Provinz und Kairo verliert politisch stark an Bedeutung. Am 24. Juli 1798 übernahmen französische Truppen unter Napoleon Bonaparte (1769–1821) während dessen ägyptischer Expedition die Kontrolle über Kairo. Am 18. Juni 1801 kam die Stadt wieder unter osmanische Herrschaft.
Ein wirklicher Bedeutungswandel vollzog sich für Kairo im 19. Jahrhundert mit der Entstehung des Khediven-Reiches. Ismail Pascha, der zwischen 1863 und 1879 regierte, ließ in der Stadt zahlreiche Gebäude errichten und nahm die Eröffnung des Suezkanals im Jahre 1869 zum Anlass, Kairo den europäischen Mächten als blühende Metropole zu präsentieren. Der überwiegende Teil der Entwicklung wurde jedoch über Auslandsanleihen finanziert, wodurch besonders Großbritanniens Einfluss zunahm. 1876 hatte die staatliche Auslandsverschuldung bereits 91 Millionen britische Pfund erreicht.
Während der Herrschaft Ismail Paschas dehnte sich Kairo, das nun wieder Hauptstadt wurde, über den Nil Richtung Westen aus. Europäische Architekten wurden beauftragt, die Stadt zu erneuern, die Wohnviertel Zamalek und Muhandisin entstanden, aber auch große Teile der heutigen Innenstadt stammen aus dieser Zeit. Mit der nun forcierten Industrialisierung Ägyptens wuchs die Hauptstadt des Landes immer mehr. Bis Ende des 19. Jahrhunderts hatten die Auslandsverschuldung Ägyptens und die Schwäche des Osmanischen Reiches einen wachsenden europäischen Einfluss in Kairo zur Folge.
Mit der Besetzung Ägyptens durch britische Truppen und der Zerschlagung der Urabi-Bewegung (1881–1882) übernahm Großbritannien die Macht, ohne die formelle Zuordnung zum Osmanischen Reich zu beenden. Der Khediv von Ägypten blieb formell weiterhin Vasall der Osmanen. Die Urabi-Bewegung entstand im Herbst 1881, als nach dem finanziellen Ruin Ägyptens unter Ismail Pascha das Land unter internationale Finanzkontrolle geriet. Gegen diese internationale Kontrolle von Finanz- und Wirtschaftspolitik und die autokratische Herrschaft der Dynastie des Muhammad Ali wandte sich die Bewegung.

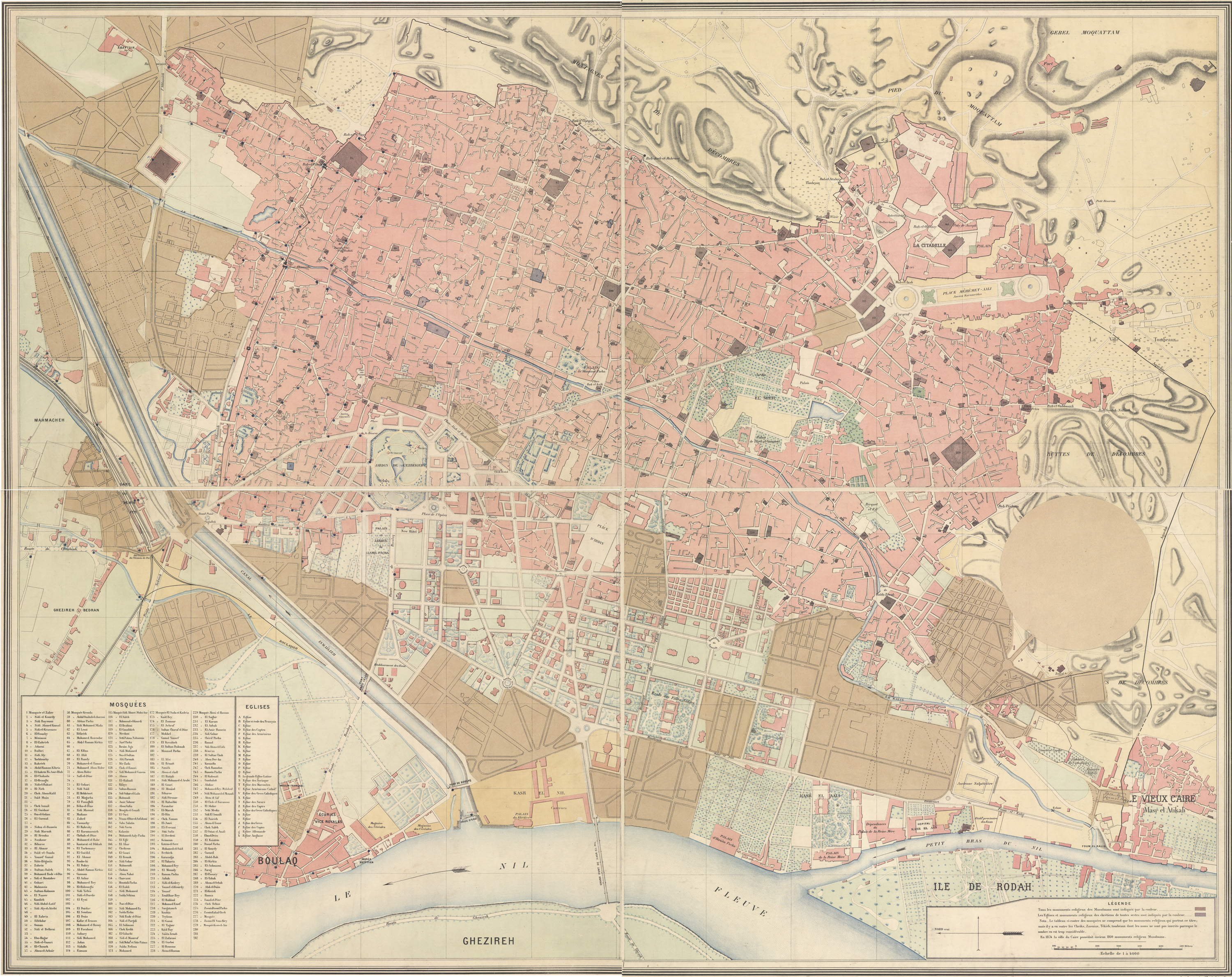
Stadtplan von 1874
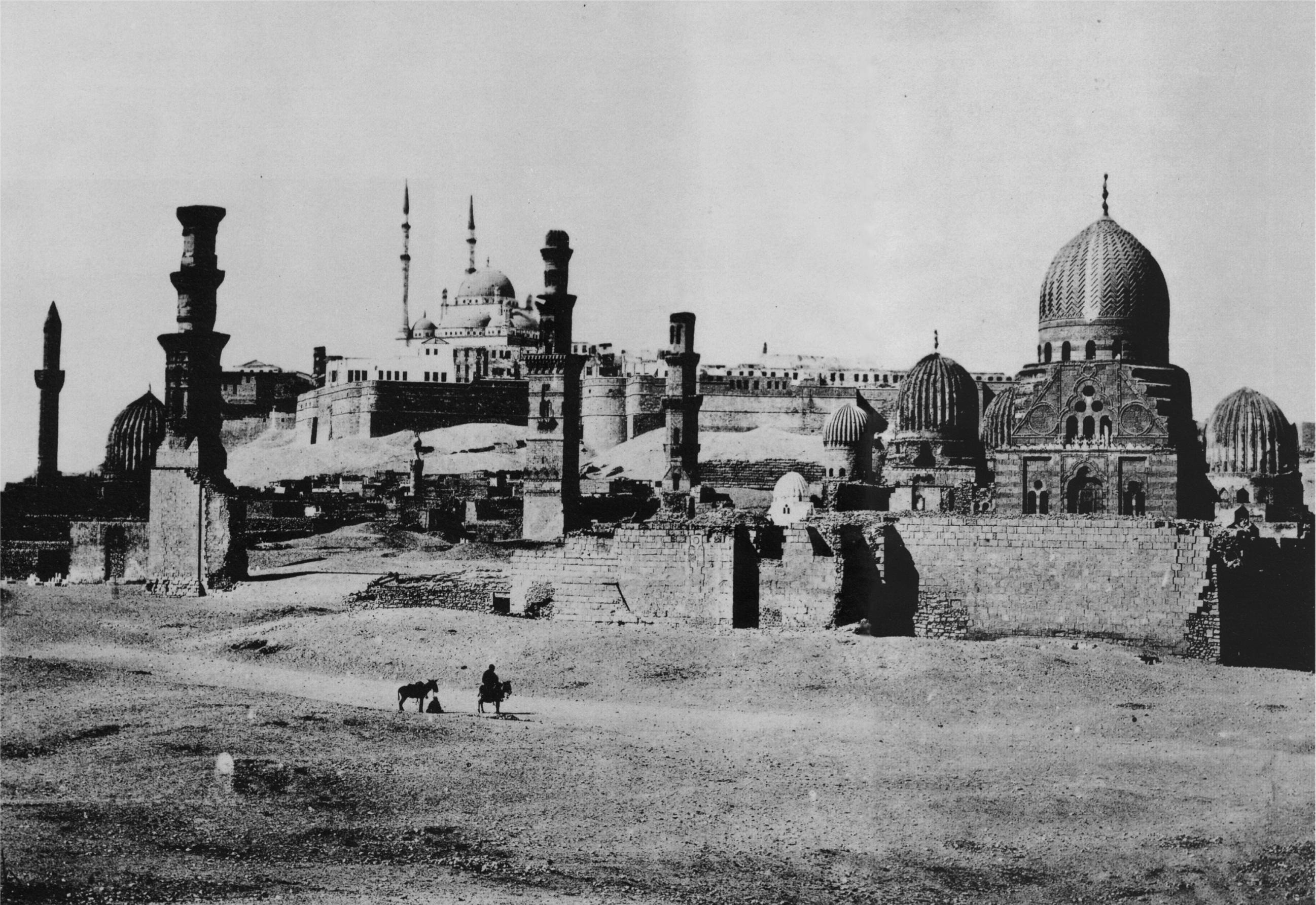
Blick über al-Qarafa, die „Stadt der Toten“, auf die Zitadelle mit der noch unvollendeten Alabastermoschee (1856)
Abd-ar-Rahman-Moschee (1887)
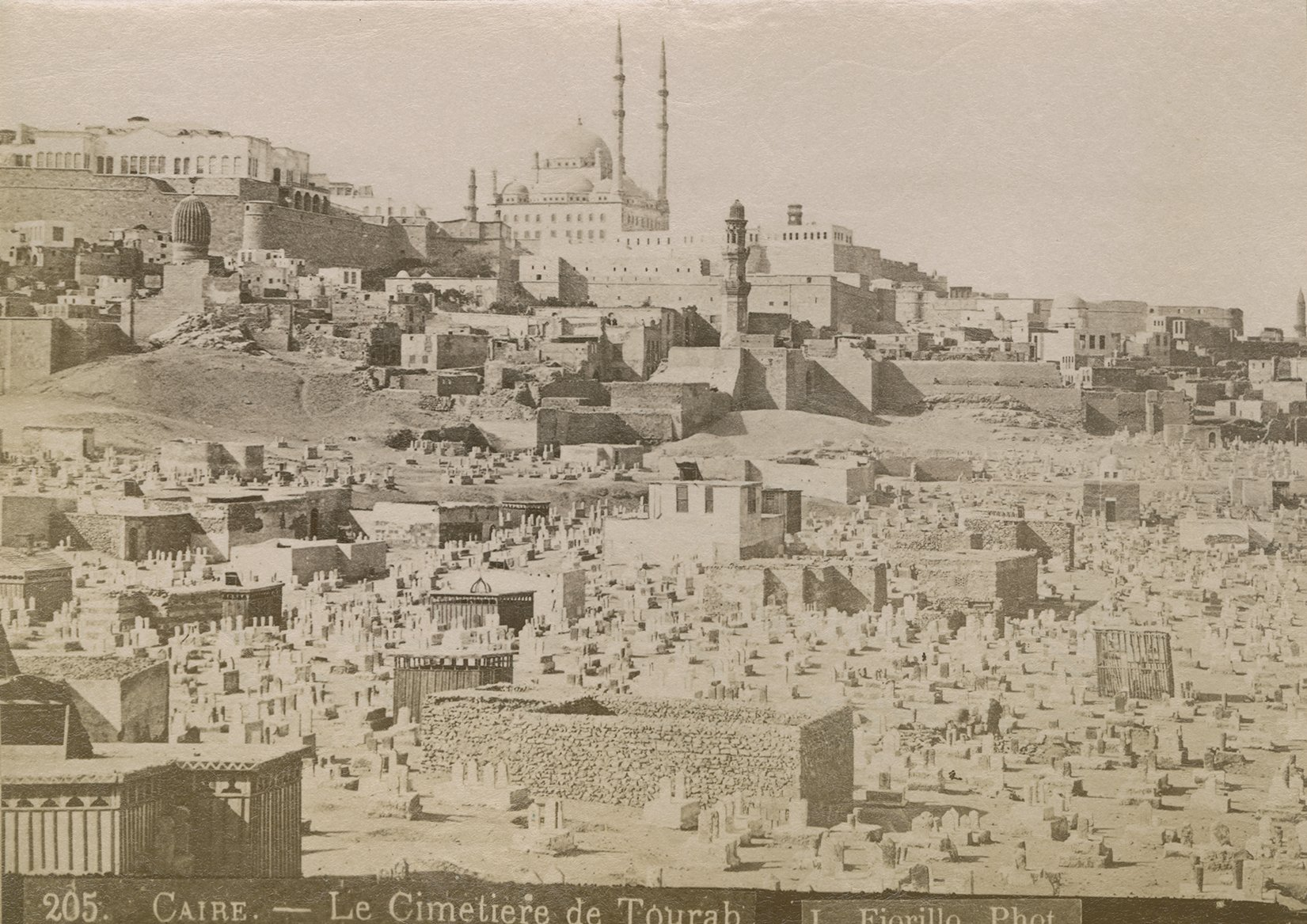
Der Tourab-Friedhof in Kairo, Ende 19. Jh. Fotografie: Luigi Fiorillo
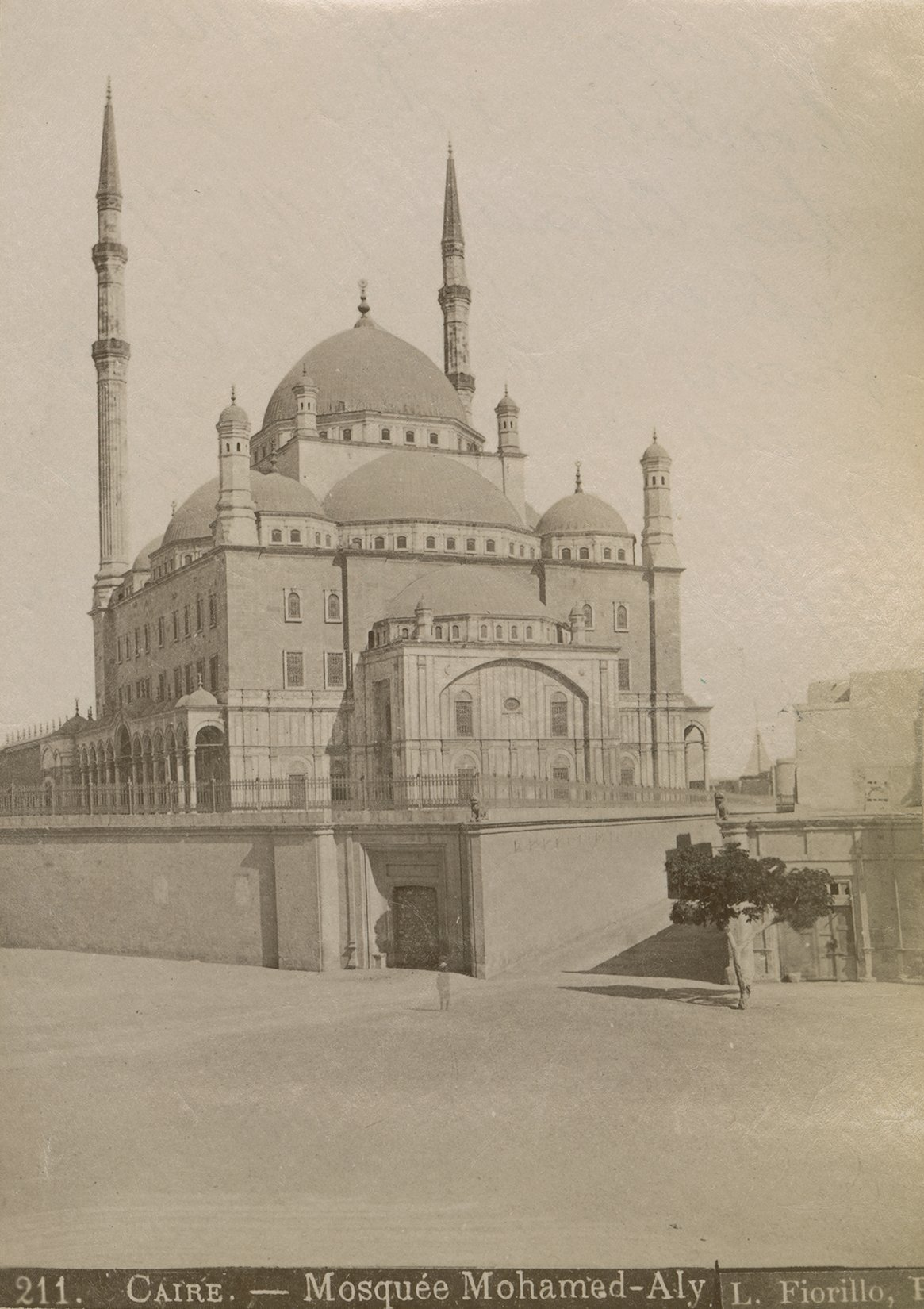
Muhammad-Ali-Moschee, Kairo, Ende 19. Jh. Fotografie: Luigi Fiorillo
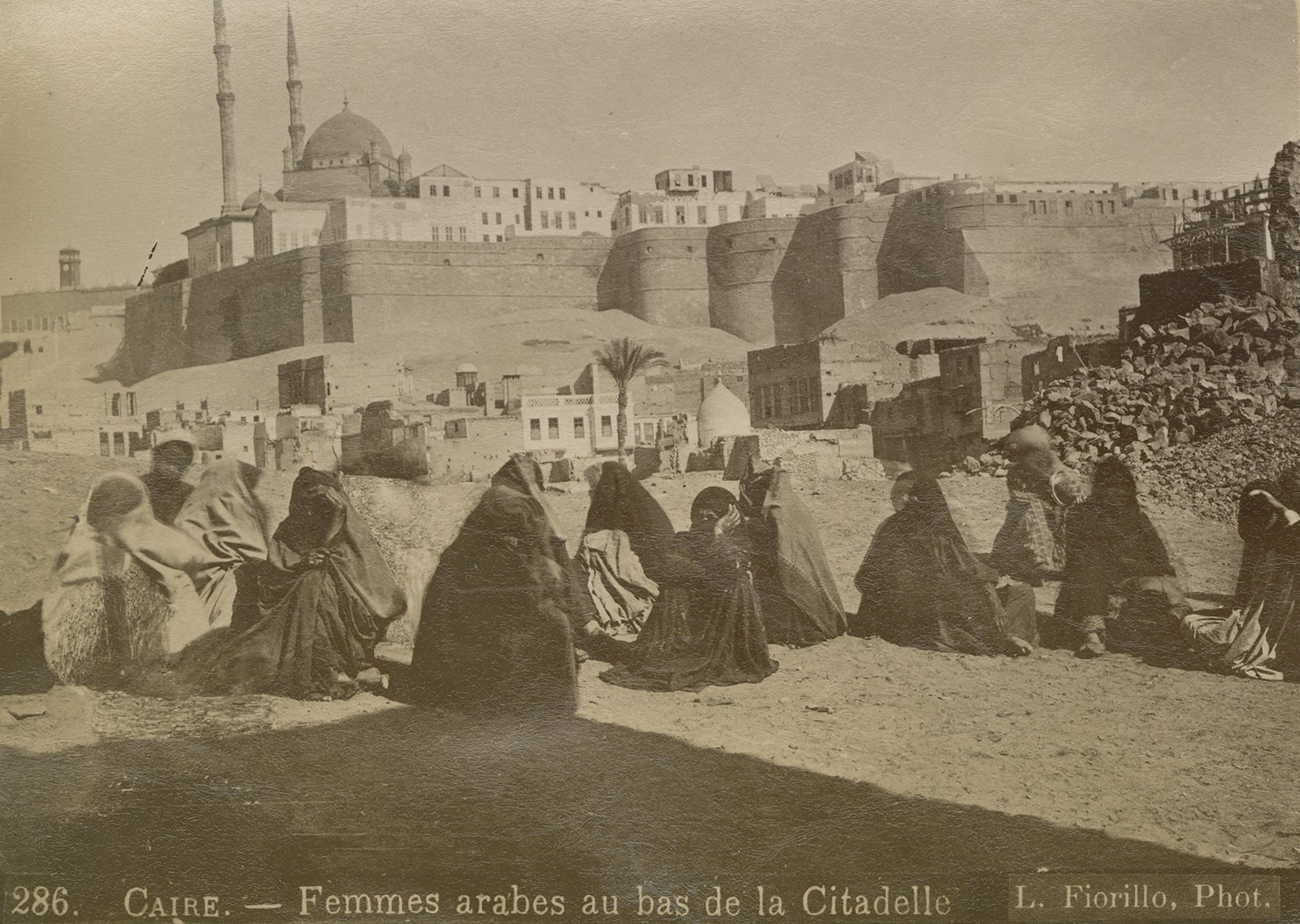
Arabische Frauen am Fuße der Zitadelle von Saladin in Kairo, Ende 19. Jh. Fotografie: Luigi Fiorillo
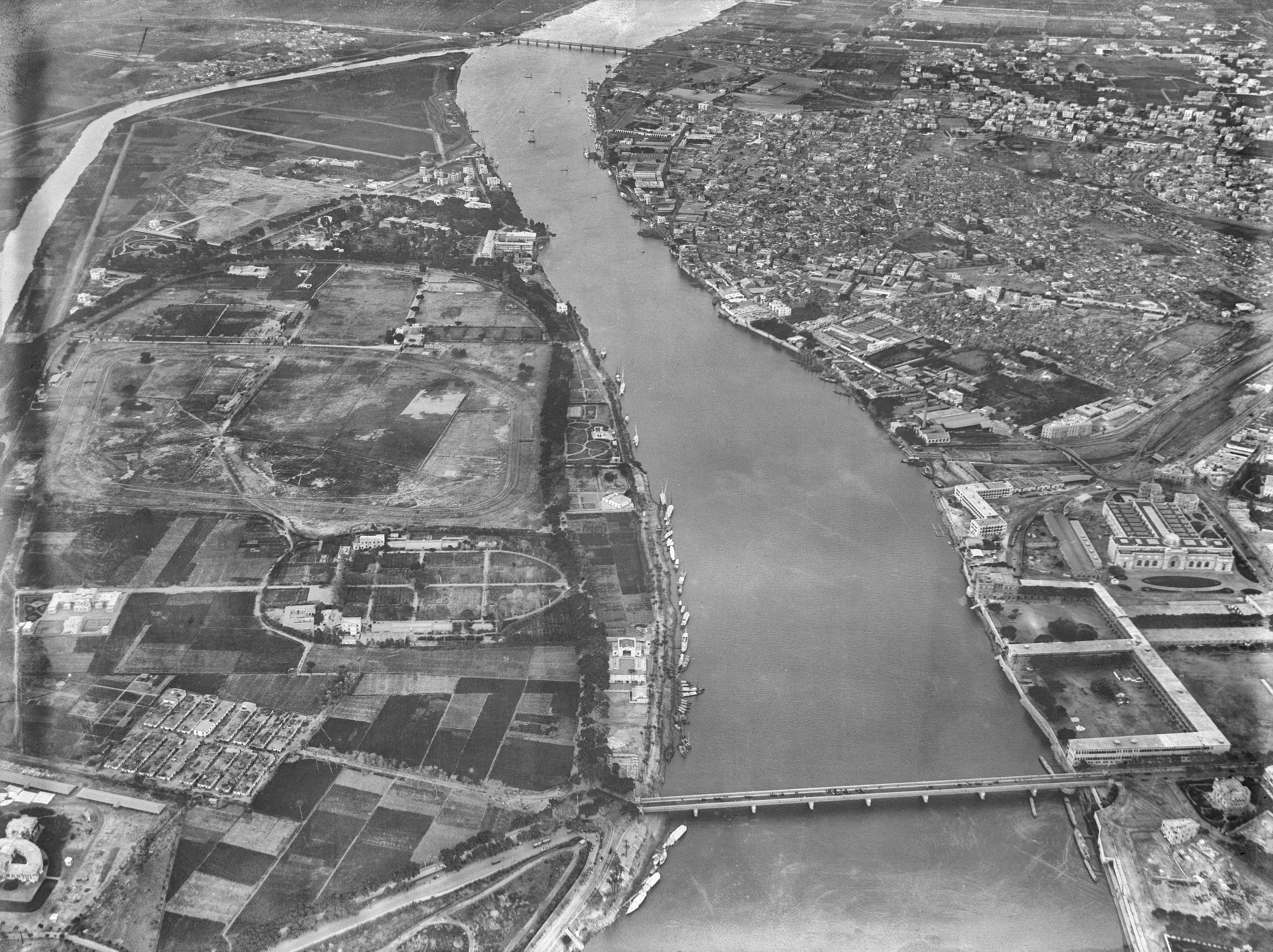
1904 von einem Ballon aus fotografiert, rechts das neue Ägyptische Museum
Kairo, Ortsteilansicht, Ballonaufnahme von Eduard Spelterini, 1904

Anfang des 20. Jahrhunderts wurde Kairo zur Kulturhauptstadt. Selbst die feine englische Gesellschaft zog es dorthin. Bis zum Beginn des Ersten Weltkrieges herrschte ein reges künstlerisches Schaffen. Am 18. Dezember 1914 erklärte Großbritannien Ägypten offiziell zum britischen Protektorat, womit die letzten formalen Beziehungen zum Osmanischen Reich aufgehoben wurden. Außerdem setzten die Briten die Kriegswirtschaft durch, was zu einer weitreichenden Verarmung der Bevölkerung führte, da durch die Kaufkraft der britischen Truppen die Lebensmittelpreise stark anstiegen, andererseits aber die Baumwollpreise auf britische Intervention stark gesenkt wurden.
Als die Briten 1919 die Reise einer Delegation ägyptischer Nationalisten unter Saad Zaghlul (Wafd-Partei) zur Pariser Friedenskonferenz verhinderten, kam es zu schweren Unruhen, Streiks und zum Boykott britischer Produkte. Unter diesem Druck setzte der britische Hochkommissar Allenby durch, Ägypten am 28. Februar 1922 die Unabhängigkeit zu gewähren, um weiterhin die britischen Interessen wahren zu können. Kairo blieb weiterhin Hauptstadt des Landes.

### Nach der Unabhängigkeit

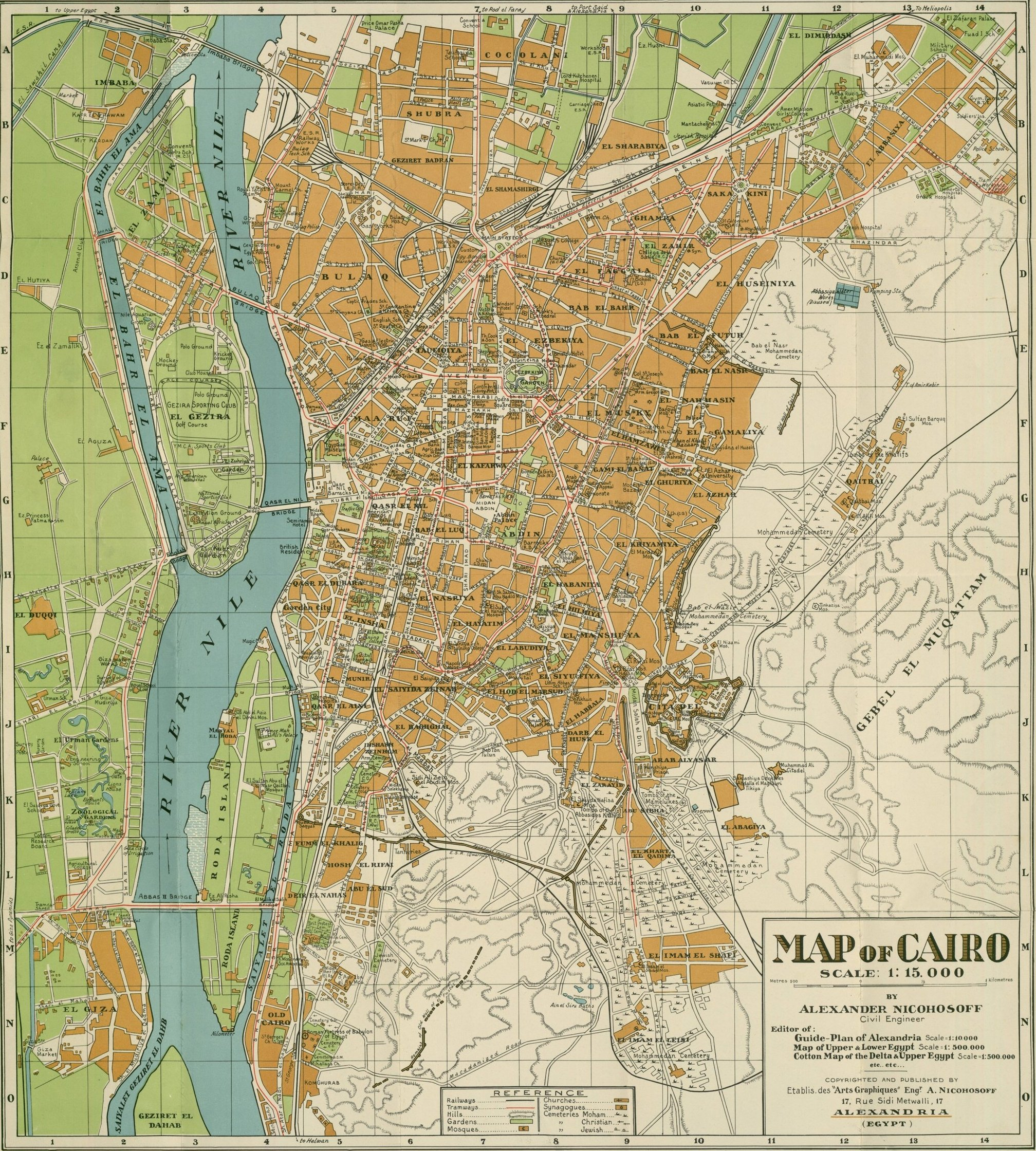
Stadtplan nach 1933

Zwischen den Weltkriegen wuchs die Einwohnerzahl Kairos rasch an und hatte bis zum Beginn des Zweiten Weltkrieges die Zweimillionengrenze erreicht. Das Wachstum der Bevölkerung hielt auch in der Folgezeit an. Der einsetzende Bauboom veränderte das Stadtbild durch hoch aufragende Wohn-, Gewerbe- und Regierungsgebäude. Am 22. März 1945 wurde in Kairo die Arabische Liga gegründet.
Nach dem „Schwarzen Samstag“ am 26. Januar, einem Großbrand in Kairo während des Aufruhrs von 1952, schnellte die Einwohnerzahl Kairos in die Höhe, immer mehr Landflüchtige siedelten sich dort an. Zahlreiche Trabantenstädte entstanden; es begann eine Siedlungsnot und die Stadt wurde zu einer unüberschaubaren Metropole. Heute umfasst das Stadtgebiet Orte, die einst mehrere Kilometer von Kairo entfernt lagen. Die Stadtverwaltung hat begonnen, durch günstige Mieten und Schaffung von Arbeitsplätzen Anreize zu schaffen, die die Kairoer Bevölkerung zur Umsiedlung in die Trabantenstädte bewegen sollen. Doch auf jeden Bürger, der die Stadt verlässt, kommen zwei, die durch Landflucht in die Stadt getrieben werden.
Im Jahre 1994 wurde die Weltbevölkerungskonferenz der Vereinten Nationen in Kairo abgehalten. Thema dieser Konferenz waren Probleme, mit denen auch Kairo konfrontiert ist. Hierzu zählen neben der Überbevölkerung vor allem Armut und die teilweise katastrophale hygienische und ökologische Situation.
Von 1992 an verübten islamische Fundamentalisten in Kairo wiederholt Anschläge auf inländische und ausländische Besucher, bei denen Menschen getötet wurden. Einer der folgenschwersten Anschläge in Kairo ereignete sich am 18. September 1997, als neun Deutsche und ein Ägypter bei einem Attentat auf einen Touristenbus vor einem Museum starben. Ziel dieser extremistischen Gruppen ist es, Touristen von Reisen nach Ägypten abzuhalten, um die innenpolitische Stabilität des von Devisen abhängigen Landes zu brechen.
Im Jahr 2011 kam es in Kairo zu Protesten weiter Teile der Bevölkerung. Die Revolution in Ägypten 2011 richtete sich vor allem gegen das autoritäre Regime mit einem ausgeprägten Sicherheitsapparat, fehlende Mitsprachemöglichkeiten der Bürger, sowie Korruption in Staat, Wirtschaft und Verwaltung. Im gleichen Jahr kam es zum Angriff auf die Kirchen von Imbaba sowie zum Maspero-Massaker, bei dem zahlreiche Angehörige der koptischen Minderheit getötet wurden.

### Einwohnerentwicklung
Die Einwohnerzahl Kairos stieg während der vergangenen Jahrzehnte rapide. Sie hat sich seit Mitte der 1960er-Jahre bis heute verdoppelt. Ein Grund hierfür ist neben der hohen Geburtenrate auch die zunehmende Landflucht. Um das ständige Bevölkerungswachstum auffangen zu können, haben sich um Kairo herum im Laufe der Jahre mehrere Satellitenstädte gebildet.
Durch die eng gezogenen Stadtgrenzen ist die Bevölkerungszunahme in der Stadt inzwischen deutlich abgeschwächt, diese findet vor allem in den zahlreichen Vororten statt, die inzwischen mit zusammen circa 8,2 Millionen Einwohnern ähnlich bevölkerungsreich sind wie die Stadt selbst mit 9,1 Millionen Einwohnern (2017). Davon entfallen allein auf Gizeh schon annähernd 2,5 Millionen Einwohner. In der Metropolregion Kairo lebten im Jahr 2022 insgesamt 20,75 Millionen Menschen. Für 2050 wird mit einer Bevölkerung von mehr als 24 Millionen Menschen im Ballungsraum gerechnet und für 2100 mit mehr als 40 Millionen.
Die folgende Übersicht zeigt die Einwohnerzahlen nach dem jeweiligen Gebietsstand. Bis 1877 handelt es sich um Schätzungen, von 1882 bis 2006 um Volkszählungsergebnisse und 2008 um eine Berechnung. Die Einwohnerzahlen beziehen sich auf das Gouvernement (arabisch Muhafaza) Kairo und schließen die anderen Gouvernements der Agglomeration, Gizeh und Qaliubia, nicht ein.
| Jahr | Einwohner |
| ---- | --------- |
| 1800 | 200.000   |
| 1859 | 254.000   |
| 1865 | 282.300   |
| 1870 | 313.400   |
| 1877 | 327.500   |
| 1882 | 374.838   |
| 1897 | 570.062   |
| 1907 | 654.476   |
| 1917 | 790.939   |
| 1927 | 1.059.800 |

| Jahr | Einwohner |
| ---- | --------- |
| 1937 | 1.312.096 |
| 1947 | 2.090.654 |
| 1960 | 3.349.000 |
| 1966 | 4.219.900 |
| 1976 | 5.084.463 |
| 1986 | 6.052.836 |
| 1996 | 6.789.479 |
| 2006 | 7.786 640 |
| 2008 | 7.947.121 |
| 2017 | 9.153.135 |

### Entwicklung der Wohnsituation

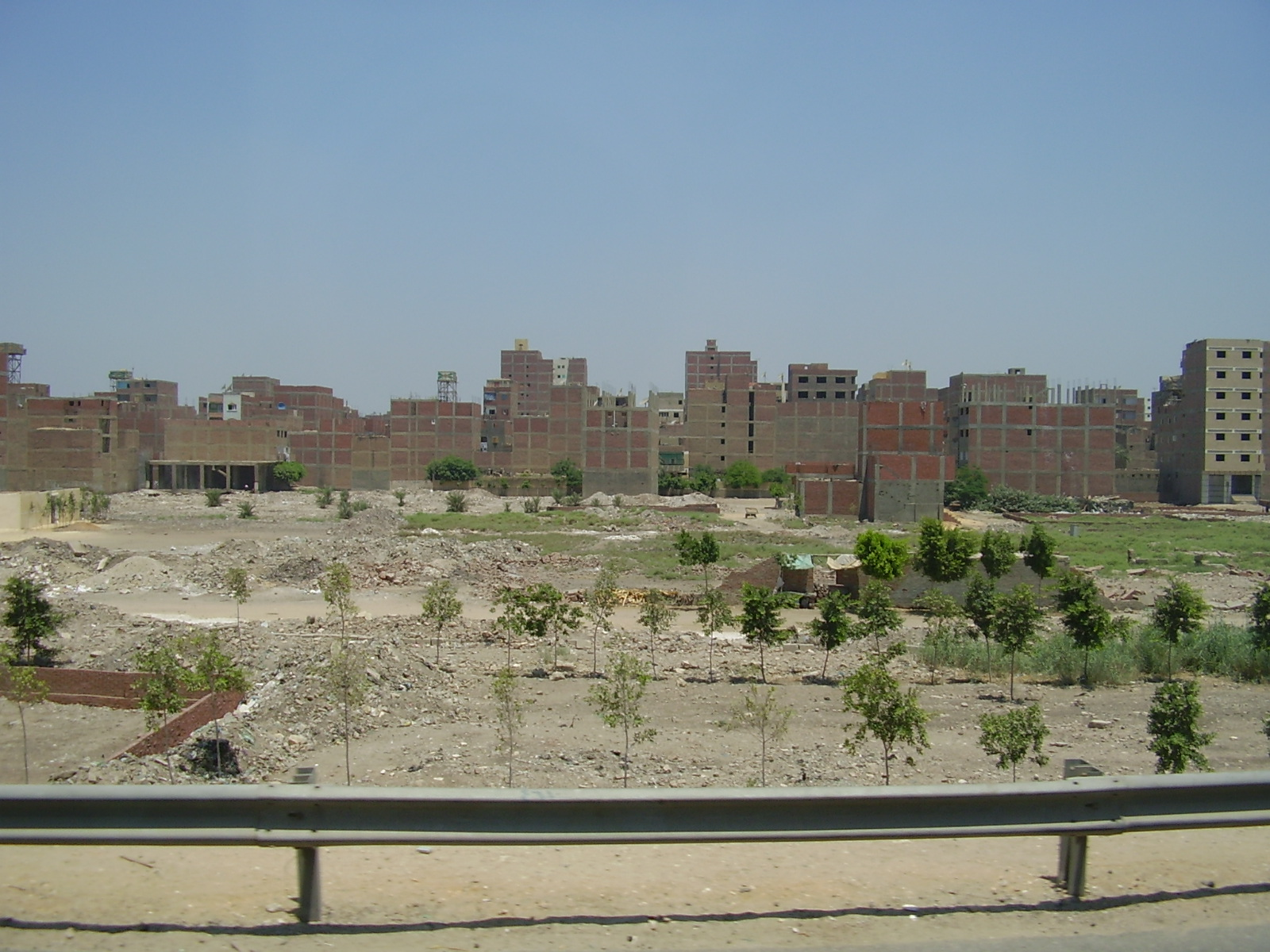
Anonyme Architektur am Stadtrand von Kairo

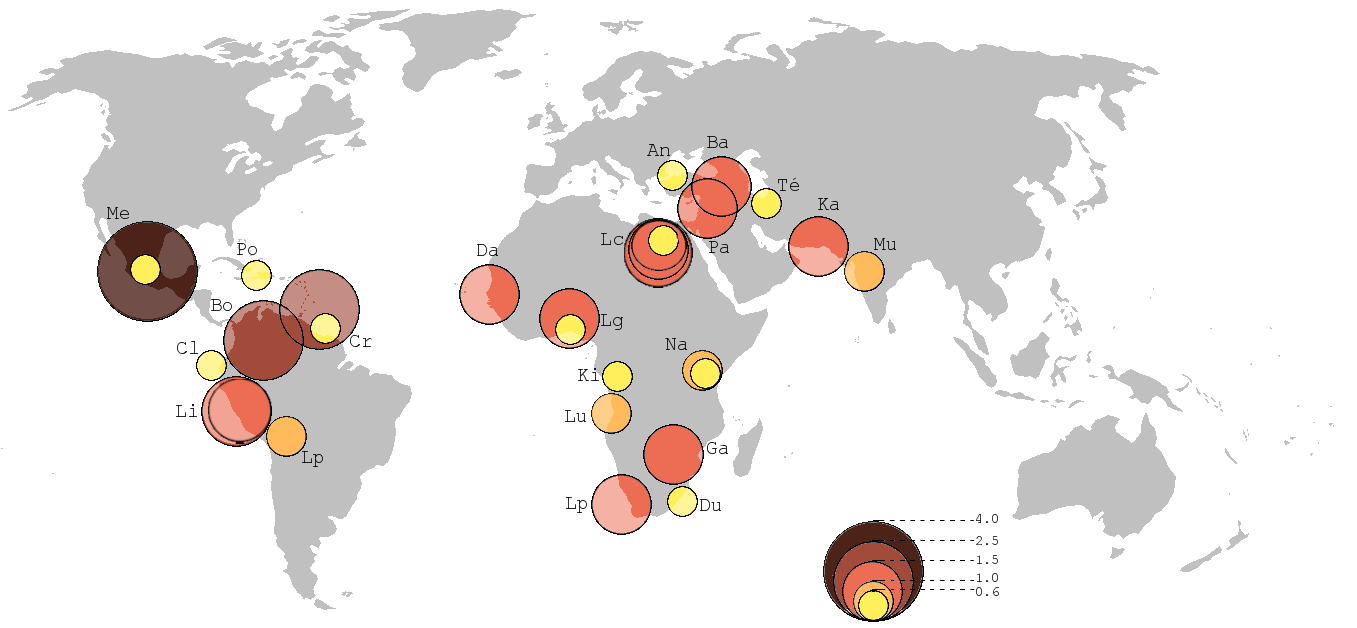
Die 30 größten Armenviertel weltweit

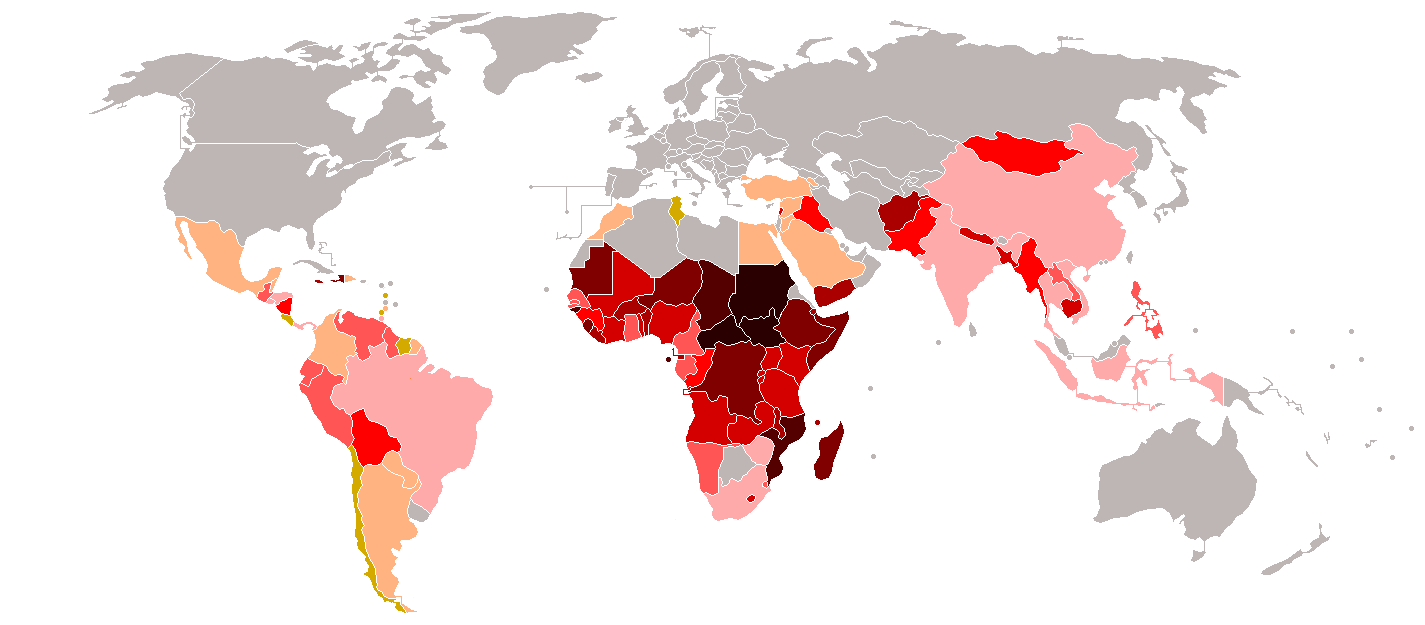
Armenviertel weltweit (UN-HABITAT 2014)

Etwa die Hälfte der Bevölkerung der Metropolregion Kairo lebt in sogenannten informellen Siedlungen, von Landflüchtlingen am Stadtrand illegal errichteten Behausungen mit unzureichender Infrastruktur und hoher Bevölkerungsdichte. Als vermuteter Aufenthaltsort islamischer Fundamentalisten stehen sie im Mittelpunkt ägyptischer Sicherheitspolitik.
Während zahlreiche Menschen vergeblich nach preiswerten Wohnungen suchen, stehen mehrere hunderttausend Wohnungen in der Region leer. Ein Grund dafür ist, dass die Mietpreise für Altbauten auf dem Stand der 1950er Jahre eingefroren sind. Die Häuser sind deshalb einem raschen Verfall ausgesetzt, da die Mieten nicht ausreichen, um die anfallenden Reparaturen zu finanzieren.
Für Neubauten werden die Mietpreise vom Staat auf einem so niedrigen Niveau festgesetzt, dass entweder vor dem Abschluss des Mietvertrages eine illegale Zahlung vom Mieter verlangt wird, die ungefähr die Höhe der Baukosten für die Wohnung erreicht, oder diese wird gleich zum Verkauf angeboten. Der gesetzliche Kündigungsschutz verhindert deren spätere Nutzung durch den Eigentümer.
Legal, aber statistisch nicht erfasst, hat sich eine fast dörflich anmutende Wohnszene auf den Flachdächern vieler Bauten gebildet. Die Bewohner haben keinen schriftlichen Vertrag, werden aber geduldet. Dafür leisten sie Hilfsdienste für die Miete zahlenden Bewohner, z. B. als Hauswart. In selbst errichteten Hütten leben Verwandte und Freunde. Auch Haustiere werden gehalten.
Auch die Immobilienspekulation bei Eigentumswohnungen trägt dazu bei, dass zahlreiche Wohnungen in der Region leer stehen. Nach dem Abbau der staatlichen Subventionen für Nahrungsmittel, Energie und öffentliche Transportmittel können sich die ärmeren Bevölkerungsschichten eine Mietwohnung oder den Kauf einer Eigentumswohnung nicht leisten.
Das Armenviertel Imbaba gehört zu den größten Slums der Welt.
In einer Rangliste der Städte nach ihrer Lebensqualität belegte Kairo im Jahre 2018 den 178. Platz unter 231 untersuchten Städten weltweit.

### Erdbeben 1992
Am 12. Oktober 1992 wurde Kairo um 15:09 Uhr Ortszeit von einem Erdbeben der Stärke 5,8 auf der Richterskala erschüttert. Rund 550 Menschen kamen durch das Beben ums Leben. Tausende Gebäude, vor allem in den Armenvierteln der Altstadt, wurden zerstört, und rund 50.000 Menschen verloren ihre Unterkünfte; auch wertvolle historische Gebäude wie die al-Azhar-Moschee erlitten schwere Schäden. Das Epizentrum des Erdbebens lag rund 26 Kilometer südwestlich von Kairo, in der Umgebung der Pyramiden von Dahschur. Es war das stärkste Erdbeben in Kairo seit 1847.

### Neuere Entwicklung
Als größte Stadt der arabischen Welt und Hauptstadt des bevölkerungsreichsten arabischen Landes war Kairo auch ein Zentrum des „Arabischen Frühlings“ ab 2010. Die Revolution in Ägypten 2011, die sich wesentlich in Kairo abspielte, führte 2011 zum Sturz des autoritären Regimes des Präsidenten Hosni Mubarak. Der Tahrir-Platz in Kairo stand im Zentrum der internationalen Berichterstattung, zum einen, weil sich hier gewalttätige Zusammenstöße zwischen Polizeikräften und Demonstranten abspielten, und zum anderen, weil sich hier während der Revolution verstörende Fälle von öffentlicher sexueller Gewalt gegen Frauen ereigneten (und bis heute ereignen).
Nachdem islamische und islamistische Gruppierungen wie die Muslimbrüder bei den Parlaments- und Präsidentschaftswahlen 2011 und 2012 erfolgreich waren, fanden erneut zahlreiche Demonstrationen der politischen Gegner statt. 2013 kam es zum Militärputsch und der Absetzung des gewählten Präsidenten aus der Muslimbrüderschaft, Mohammed Mursi. Die Präsidentschaftswahl 2014 gewann der Kandidat der Militärs Abd al-Fattah as-Sisi, wobei die Muslimbrüder von der Wahlteilnahme ausgeschlossen waren. In den Jahren 2010 bis 2014 war die Sicherheitslage in Kairo angespannt und die Stadt wurde durch meist islamistisch motivierte Bombenanschläge erschüttert. Vor dem Jahrestag der ägyptischen Revolution im Januar 2014 starben sechs Menschen bei vier Anschlägen. Am 11. Juli 2015 starb ein Mensch bei einem Bombenanschlag auf das italienische Konsulat. Am 20. August 2015 verursachte ein Autobombenanschlag mindestens 29 Verletzte. Am 4. Dezember 2015 starben mindestens 16 Menschen beim Angriff auf einen Nachtclub. Am 11. Dezember 2016 starben bei einem Bombenattentat auf die koptische Markuskathedrale mindestens 25 Menschen.

## Politik

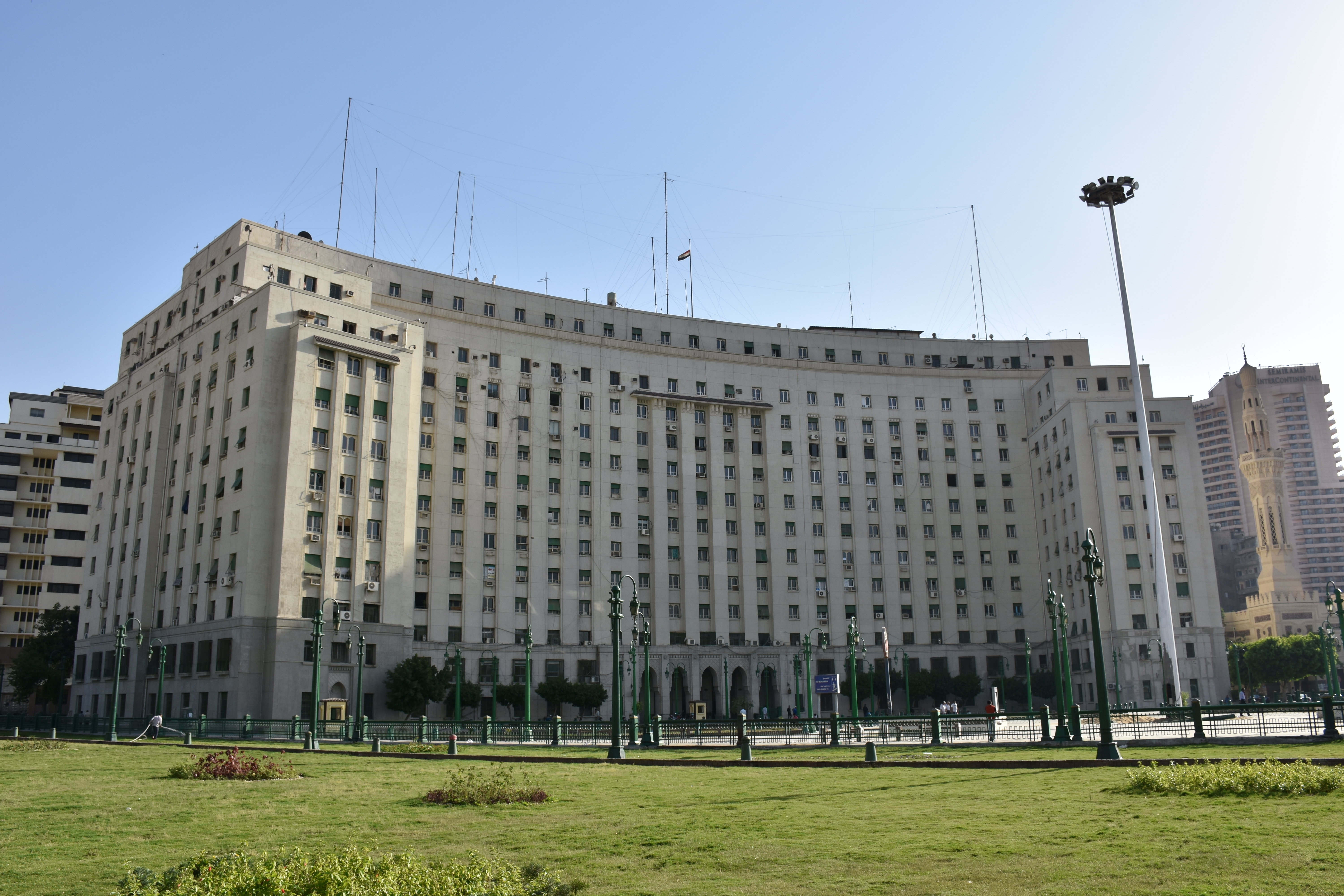
Mogamma, das Zentralverwaltungsgebäude Ägyptens

### Stadtregierung

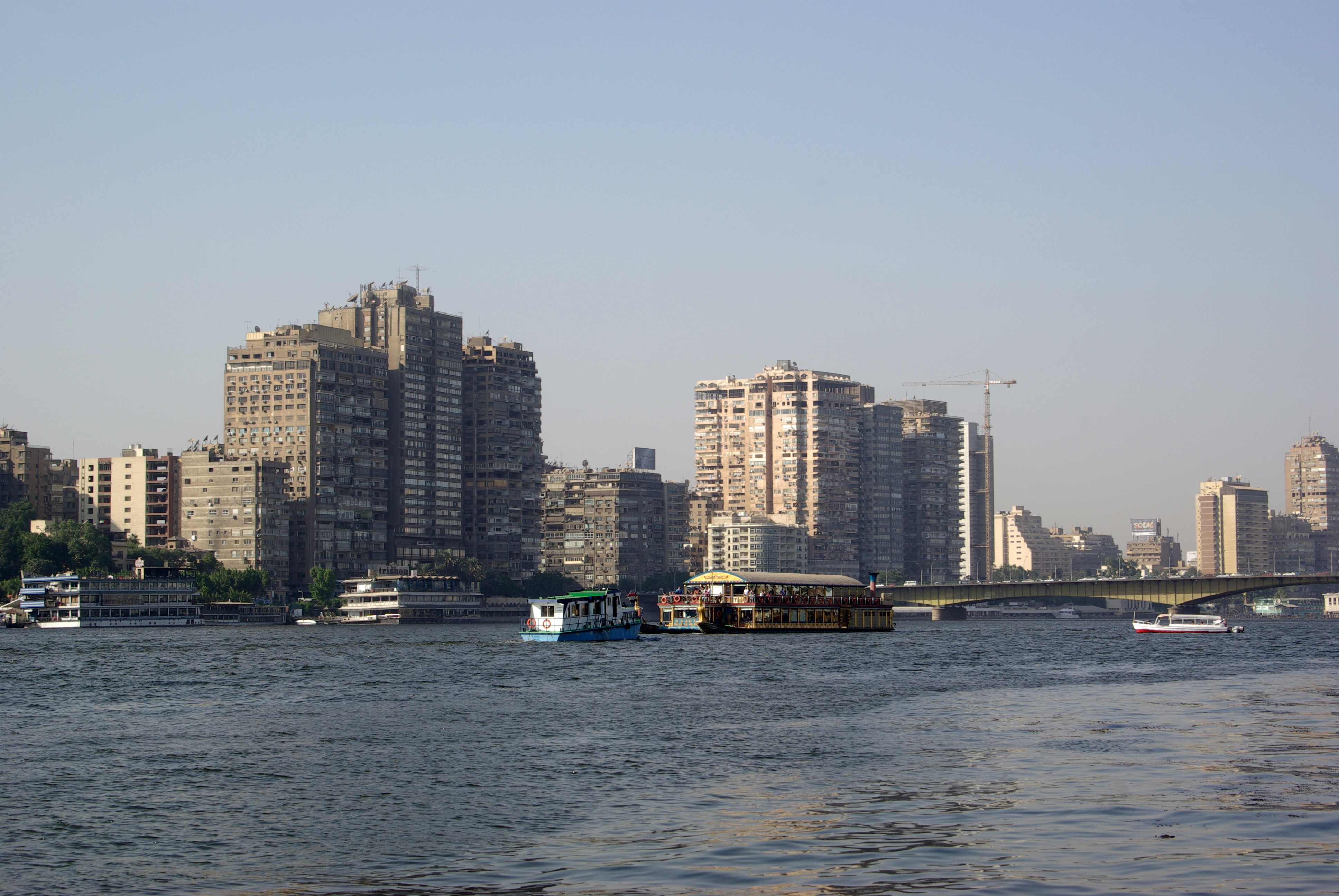
Nilabschnitt in Kairo

An der Spitze des Gouvernements in Kairo steht der vom Präsidenten des Landes persönlich ernannte Gouverneur, seit dem Jahre 2004 Abdel Azim Mussa Wazir. Er besitzt den Rang eines Ministers und ist formal der Repräsentant des ägyptischen Präsidenten im Gouvernement. Die Politik auf kommunaler und lokaler Ebene wird in Kairo im Wesentlichen von zwei verschiedenen Verfassungsorganen ausgeübt: dem ernannten Exekutivrat und dem gewählten Volksrat.
Der Exekutivrat ist das oberste Verwaltungsorgan im Gouvernement. Mitglieder sind beispielsweise der Gouverneur, sein Stellvertreter, die Vorsitzenden der Lokalräte sowie die Repräsentanten der exekutiven Verwaltung. Der Rat verfügt über eine umfangreiche Machtfülle mit zahlreichen Eingriffs- und Entscheidungsmöglichkeiten. Er stellt das bedeutendste administrative Organ zur Planung und Koordinierung sowie Durchsetzung zentralstaatlicher Politik auf der lokalen Ebene in Kairo dar.
Der für vier Jahre von der Bevölkerung gewählte Volksrat hat dagegen die Aufgabe gegenüber der administrativen Verwaltung beziehungsweise dem Exekutivrat die Interessen des Volkes wahrzunehmen beziehungsweise zu vertreten. Der Volksrat stellt damit im System der Lokalverwaltung das einzige politische Organ dar, das durch ein Wahlverfahren zustande kommt und deshalb auch grundsätzlich außerhalb jeden unmittelbaren Zugriffs der ägyptischen Regierung liegt. Laut Verfassung sind keine Bürgerbefragungen oder andere Formen der Bürgerbeteiligung auf lokaler Ebene im Land erlaubt.
Die letzten Kommunalwahlen fanden am 8. April 2002 statt. Sie waren zuerst für das Jahr 2001 vorgesehen, wurden aber wegen der im gleichen Jahr stattfindenden Parlamentswahlen um ein Jahr verschoben. Während bei den Wahlen 1997 die sogenannten unabhängigen Kandidaten der Opposition, die oft der Muslimbruderschaft nahestehen, noch 20 Prozent der abgegebenen Stimmen erhielten, boykottierten sie die Wahl im Jahre 2002 wegen unzureichender Kontrolle durch unabhängige Richter. So ist auch der hohe Wahlsieg von 97 Prozent der regierenden Nationaldemokratischen Partei (NDP) von Präsident Muhammad Husni Mubarak zu erklären. Die für 2006 geplanten Kommunalwahlen wurden auf das Jahr 2008 verschoben. Grund ist die Einführung des neuen Gesetzes zur kommunalen Verwaltung.

### Städtepartnerschaften
Kairo unterhält mit folgenden Städten Partnerschaften:
- Algier, Algerien
- Amman, Jordanien
- Amsterdam, Niederlande
- Ankara, Türkei
- Athen, Griechenland
- Bagdad, Irak
- Islamabad, Pakistan
- Beirut, Libanon
- Buenos Aires, Argentinien
- Damaskus, Syrien
- Dschidda, Saudi-Arabien
- Isfahan, Iran
- Istanbul, Türkei
- Khartum, Sudan
- Lissabon, Portugal
- London, Vereinigtes Königreich
- Madrid, Spanien
- Moskau, Russland
- New York, USA
- Paris, Frankreich
- Peking, Volksrepublik China
- Prag, Tschechien
- Rabat, Marokko
- Rom, Italien
- São Paulo, Brasilien
- Seoul, Südkorea
- Stockholm, Schweden
- Stuttgart, Deutschland
- Präfektur Tokio, Japan
- Toronto, Kanada
- Tunis, Tunesien

### Städtefreundschaften
Kairo hat 1979 mit folgender Stadt einen Freundschaftsvertrag abgeschlossen:
- Frankfurt am Main, Deutschland

## Kultur und Sehenswürdigkeiten

### Sprachen

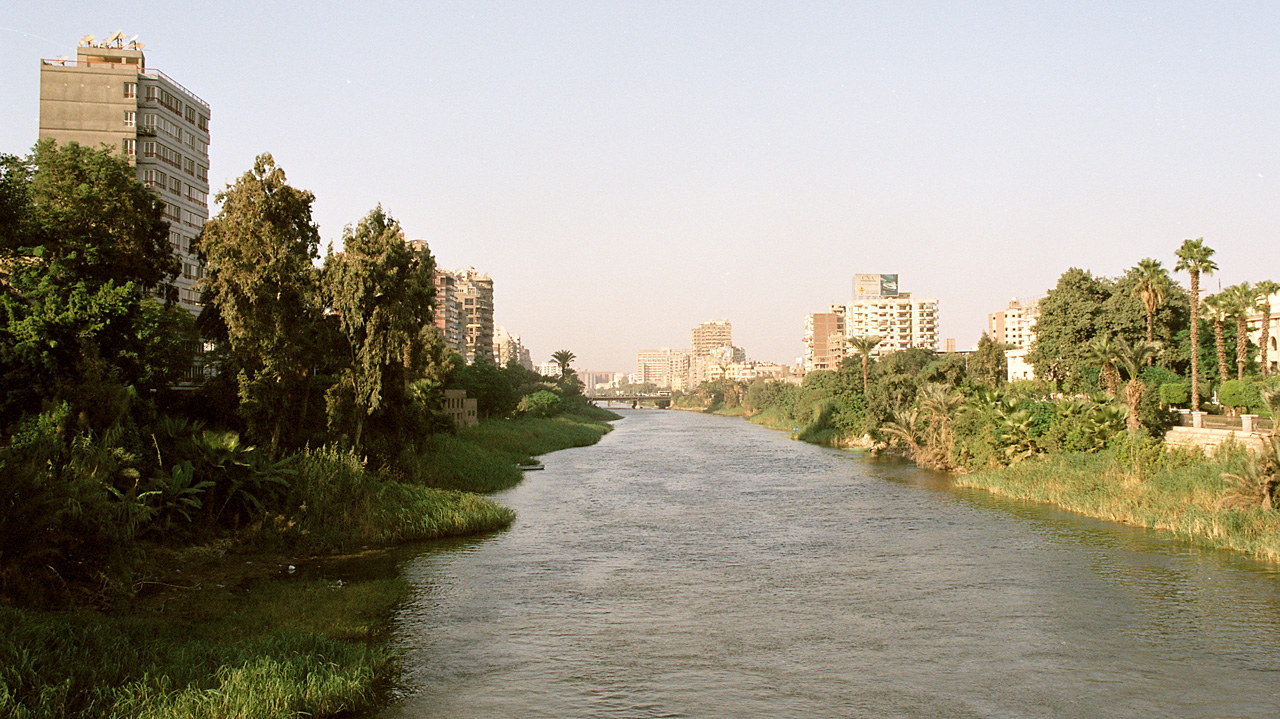
Nilarm zwischen der Insel Roda und Alt-Kairo

In Kairo spricht man wie fast überall im Land Ägyptisch-Arabisch. Das in der Hauptstadt gesprochene Arabisch unterscheidet sich aber zum Teil beträchtlich von den Dialekten Mittel- und Oberägyptens. Ägyptisch-Arabisch ist der bedeutendste neuarabische Dialekt. Dies liegt vor allem daran, dass die ägyptische Filmindustrie mit Sitz in Kairo die größte der arabischen Welt ist. Ägyptische Filme werden im gesamten arabischsprachigen Raum gezeigt, ohne Synchronisation oder Untertitel.
Im Gegensatz zu Nachrichten und ähnlichem werden Filme nicht auf Hocharabisch, der Schriftsprache des gesamten arabischen Raums, gedreht, sondern in der jeweiligen Umgangssprache; für die meisten Filme ist dies eben Ägyptisch-Arabisch. Dadurch wird Ägyptisch-Arabisch beziehungsweise der Kairoer Dialekt heute im gesamten arabischen Raum verstanden.
Das Hocharabische ist seit der arabischen Eroberung im 7. Jahrhundert Schriftsprache. Nur in der koptischen Kirche wird als Liturgiesprache noch das Koptische verwendet, das in eigener Schrift, die von der griechischen abgeleitet ist, geschrieben wird. Die Sprache des alten Ägyptens, die im Koptischen ihre Fortsetzung fand, wird heute nur noch als Sakralsprache gesprochen. Als Fremdsprache ist Englisch und in der Oberschicht auch Französisch verbreitet. Durch den Tourismus und deutschsprachige Universitäten wird auch die deutsche Sprache immer populärer.

### Religionen
In Kairo ist die vorherrschende Glaubensrichtung der Islam, die Scharia ist laut der ägyptischen Verfassung die Hauptquelle der Gesetzgebung. Neben der sunnitischen Mehrheit lebt in der Stadt auch eine christliche Minderheit. Eine amtliche Zählung der Christen wird bewusst nicht durchgeführt, obwohl die Religion im Pass eingetragen sein muss. Nach Schätzungen sind etwa 90 Prozent der Bevölkerung sunnitische Muslime. Der Großteil der verbleibenden zehn Prozent sind orthodoxe Kopten, deren Markuskathedrale im Stadtteil ʿAbbāsīya heute die zweitgrößte Kirche Afrikas ist. Des Weiteren gibt es auch mehrere Tausend katholische Kopten und griechisch-orthodoxe Christen (siehe auch: Griechisch-orthodoxe Kirche St. Georg). Außerdem lebt eine kleine jüdische Gemeinde in Kairo und es bestehen oder bestanden weitere christliche Gemeinden der Diaspora. Meist leben die Religionsgemeinschaften mehr oder minder friedlich nebeneinander. Auslandschweizer haben den Schweizer Friedhof von Kairo gegründet.
Vor allem die Kopten sind aber immer wieder Ziel von Angriffen radikaler Islamisten, häufig mit Wissen der lokalen Behörden. Viele der islamischen Fundamentalisten leben in den informellen Siedlungen (Slums) am Stadtrand von Kairo. Vor dem Gesetz sind alle Ägypter, unabhängig von ihrem Glauben, gleichberechtigt. In der Praxis müssen Muslime, die zum Christentum übertreten, jedoch mit staatlichen Zwangsmaßnahmen rechnen. Neue Kirchen dürfen nur durch einen Präsidialerlass gebaut werden, auch für kleinere Reparaturen ist dieser notwendig.
Neben den zahlreichen Moscheen und Kirchen gibt es in Kairo auch viele Synagogen, verwaiste jüdische Schulen, Hospitäler und Gemeindehäuser. Sie erinnern an die Zeit, als Juden in der Stadt wichtige Rollen in Wirtschaft und Kultur innehatten. Juden waren es auch, die den Stadtteil Zamalek und die Vororte Maadi und Heliopolis gründeten. Die Gemeinde war überwiegend französischsprachig. 1937 lag die Einschulungsrate bei ägyptischen Juden mit 75 % deutlich über dem Landesdurchschnitt. 1917 waren die meisten Juden staatenlos oder Bürger europäischer Nationen, 22 % besaßen die ägyptische Staatsbürgerschaft. Bis 1927 war der Anteil auf 33 % gestiegen.
In den 1930er und 1940er Jahren erschien die jüdische Zeitung al-Shams in arabischer Sprache. Daneben gab es mehrere Publikationen auf Französisch. Am Ende des Zweiten Weltkrieges lebten in ganz Ägypten schätzungsweise 75.000 Juden, davon allein 55.000 in Kairo, die meisten von ihnen Sepharden. Doch bereits kurz nach Kriegsende kam es zu Pogromen gegen die Minderheit. Mit Beginn der arabisch-israelischen Auseinandersetzungen, die 1948 mit der Gründung des Staates Israel ihren Anfang nahmen, ging ihre Zahl weiter stark zurück. Viele Juden wurden verhaftet und in das Gefängnis von Huckstep nahe Kairo oder in Lager gebracht, jüdische Zeitschriften und Zeitungen verboten sowie jüdisches Vermögen beschlagnahmt. Die meisten zog es dadurch schnell in den neu gegründeten Staat Israel. Die letzte Flüchtlingswelle von Juden nach Israel kam mit der Suezkrise 1956 und dem Sechstagekrieg 1967. Die Zahl der Juden in ganz Ägypten wurde im Jahr 2000 auf rund 100 Personen geschätzt, einige wenige Familien, die meisten davon ältere Menschen.
Geblieben vom religiösen und kulturellen Leben ist ein kleines jüdisches Viertel, das Harat al-Yahud, das jedoch von vielen Juden bereits um das Ende des 19. Jahrhunderts verlassen wurde. Nahe dem Viertel Muski mit der Maimonides-Synagoge besteht ein sehr ausgedehnter Friedhof zwischen Maadi und Zentrum, eine Totenstadt aus dem 9. Jahrhundert, die sich über 850.000 Quadratmeter erstreckt. Es ist einer der bedeutendsten Friedhöfe der jüdischen Welt.
Außerdem leben schätzungsweise zwischen einigen 100 bis zu 2000 Bahai im Land, darunter viele in Kairo, die sich durch die Regierung diskriminiert sehen, da auf den ägyptischen Pässen die Religionsangabe Bahai nicht verfügbar ist, sondern nur zwischen muslimisch, christlich oder jüdisch gewählt werden kann.

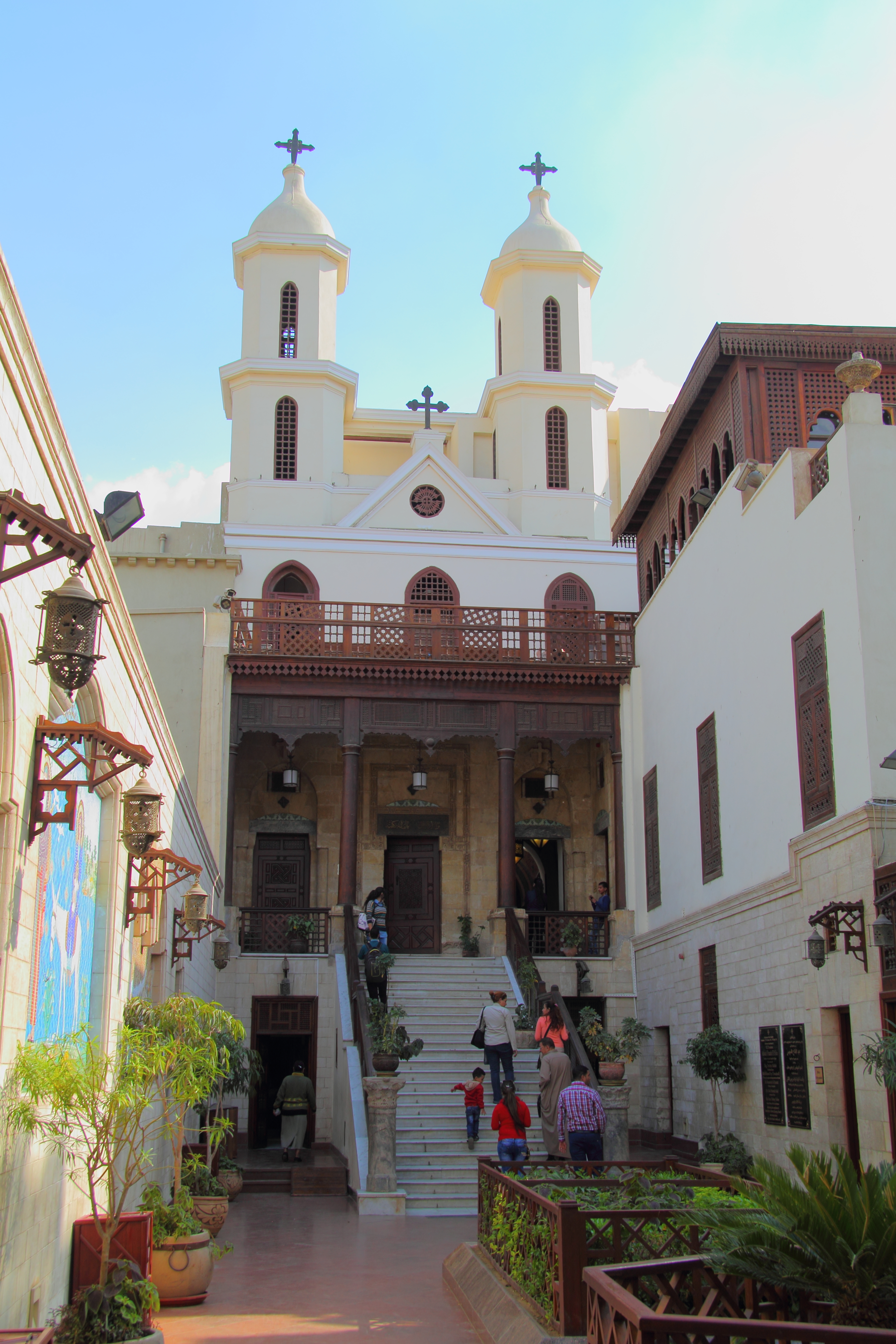
al-Muʿallaqa, Hängende Kirche
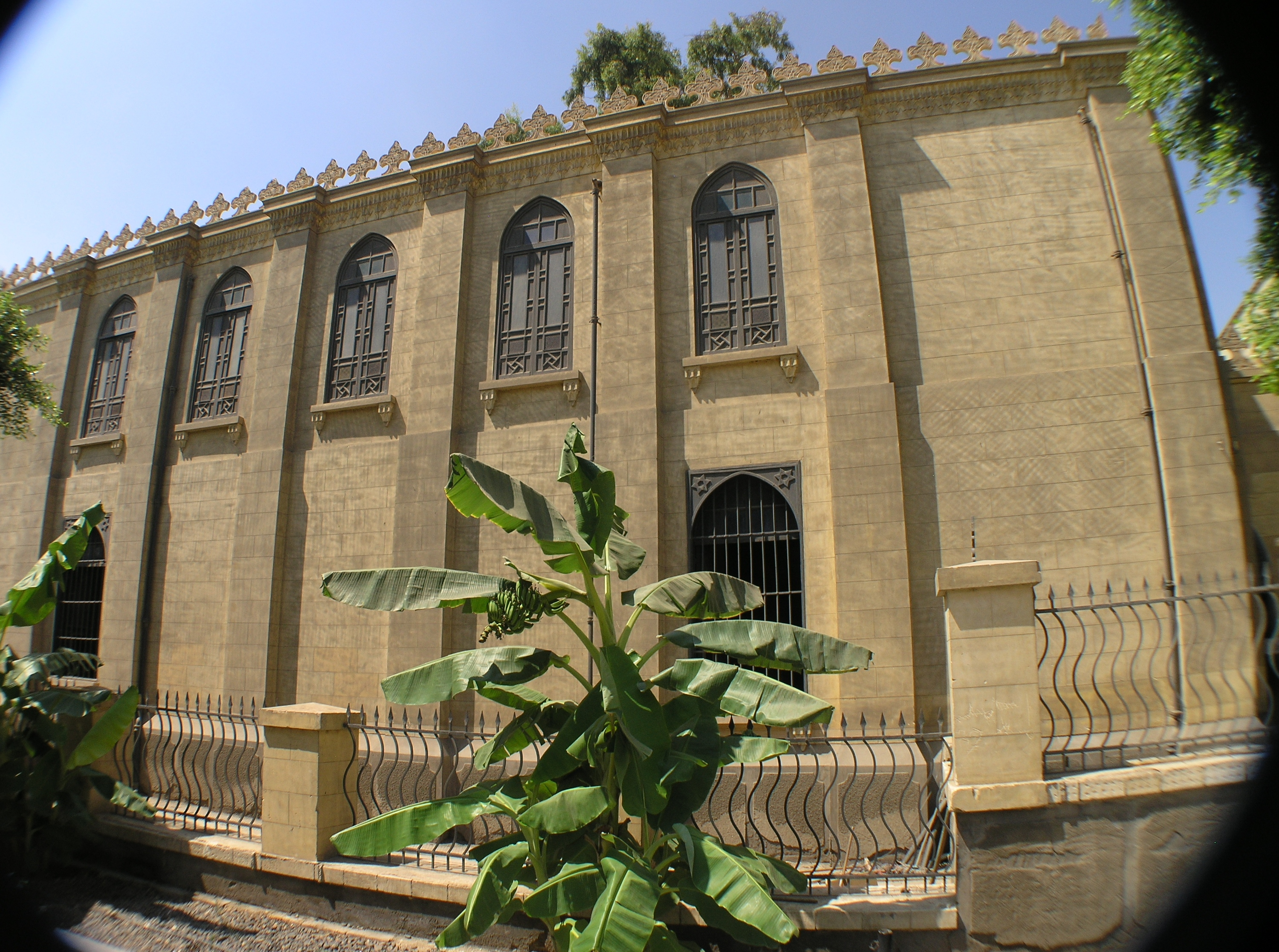
Ben-Esra-Synagoge in Kairo
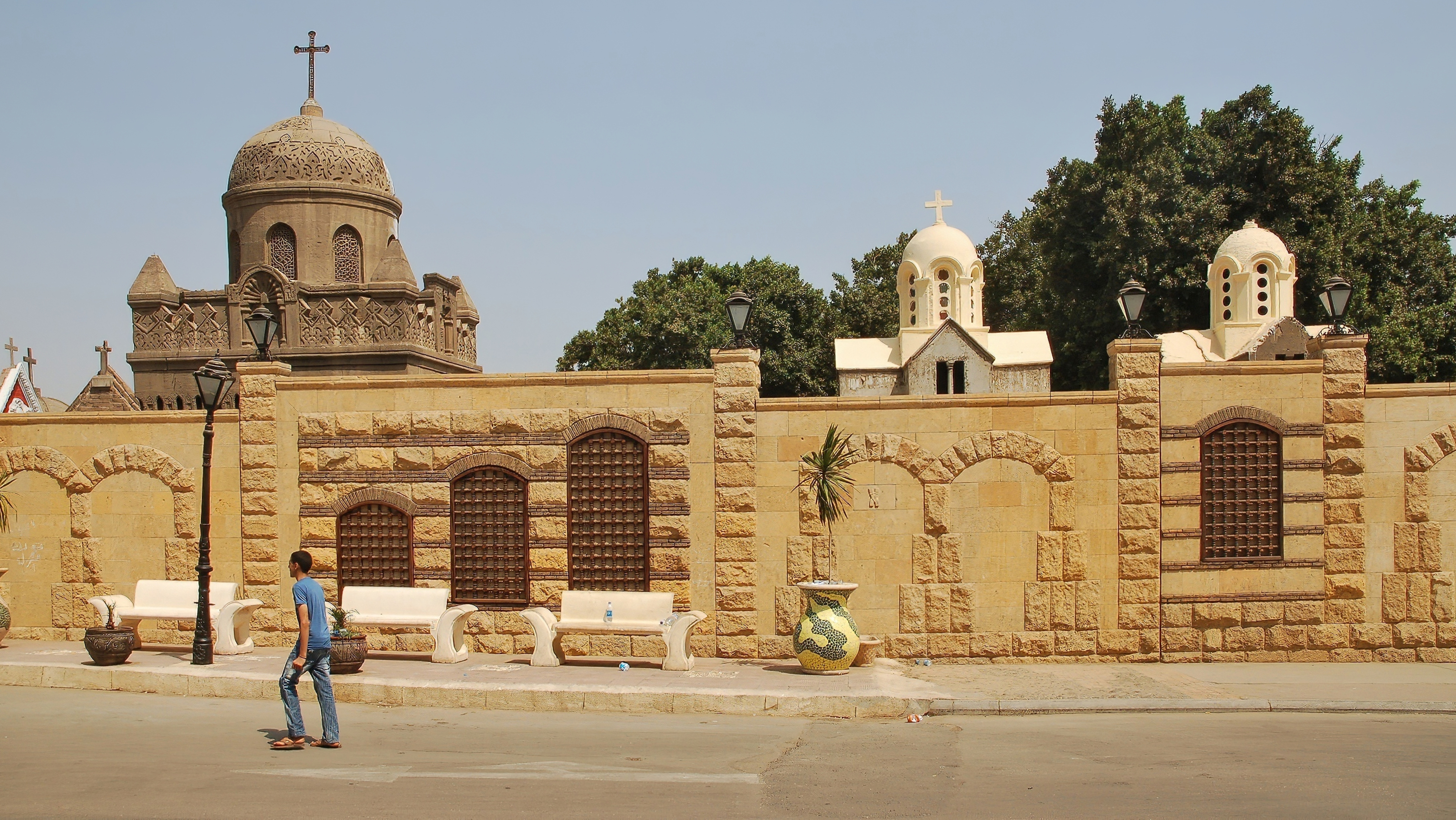
Koptisches Viertel

### Theater

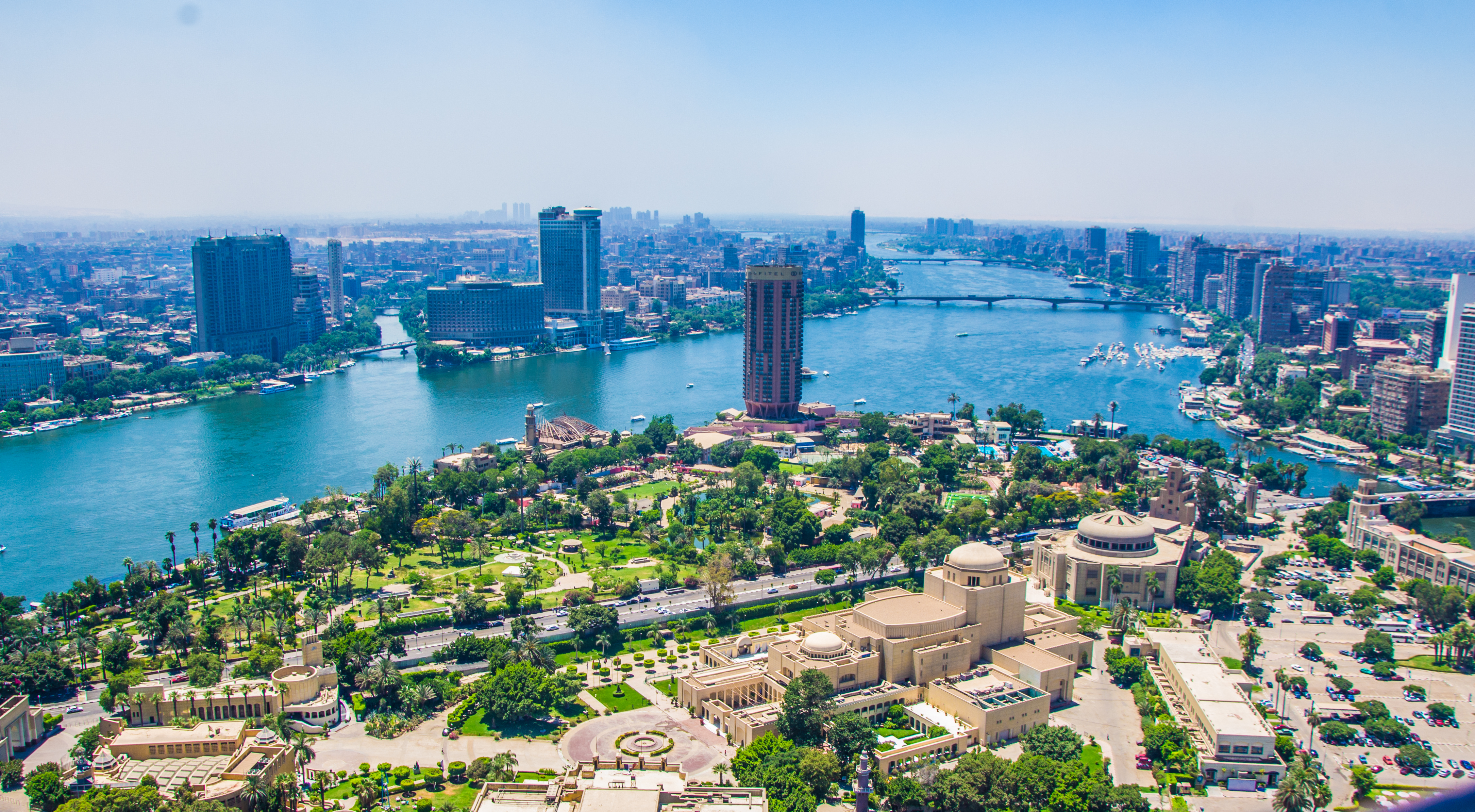
Blick vom Cairo Tower in Richtung Süden (2017): Im Vordergrund der südliche Teil der Insel Gezira mit dem Opernhaus Kairo und dem Museum für Moderne Ägyptische Kunst

Kairo beherbergt zahlreiche Theater, Opern- und Konzerthäuser. Das anlässlich der Eröffnung des Suezkanals im Jahre 1869 in Kairo errichtete Khedivial-Opernhaus brannte 1971 ab. 1988 wurde das neue Opernhaus Kairo eröffnet und ist heute das Zuhause der „Cairo Opera Company“. Die Konzerthalle wird auch vom „Cairo Symphony Orchestra“ und der „Cairo Opera Ballet Company“ genutzt. Die Opernhausanlage beherbergt mehrere Galerien, darunter das Museum für Moderne Kunst.
Das „Gomhouriya-Theater“ wurde ursprünglich als Kino gebaut und diente als Oper, als das Opernhaus nach dem Brand renoviert wurde. Heute wird das Gebäude als Konzerthalle für verschiedene Musikereignisse benutzt. Dort finden regelmäßig Aufführungen arabischer Musikgruppen und eines folkloristischen ägyptischen Orchesters statt. Das mit der „American University of Cairo“ verbundene „Wallace Theater“ bietet mehrmals im Jahr englischsprachige Stücke an. Es wird auch für Musikaufführungen – vom Jazz bis zu Kammermusik – genutzt.
Ein weiteres Theater ist das „Al-Arayes“ (Cairo Puppet Theatre) am Ataba-Platz im Zentrum von Kairo. Die Vorstellungen des Marionettentheaters sind in arabischer Sprache. Aufgeführt werden dort klassische Stücke wie Alibaba oder Sinbad. Das Um-Kulthum-Theater (Al-Balloon Theatre) in Agouza führt Folklore, arabische Stücke und ägyptischen Volkstanz auf.

### Museen

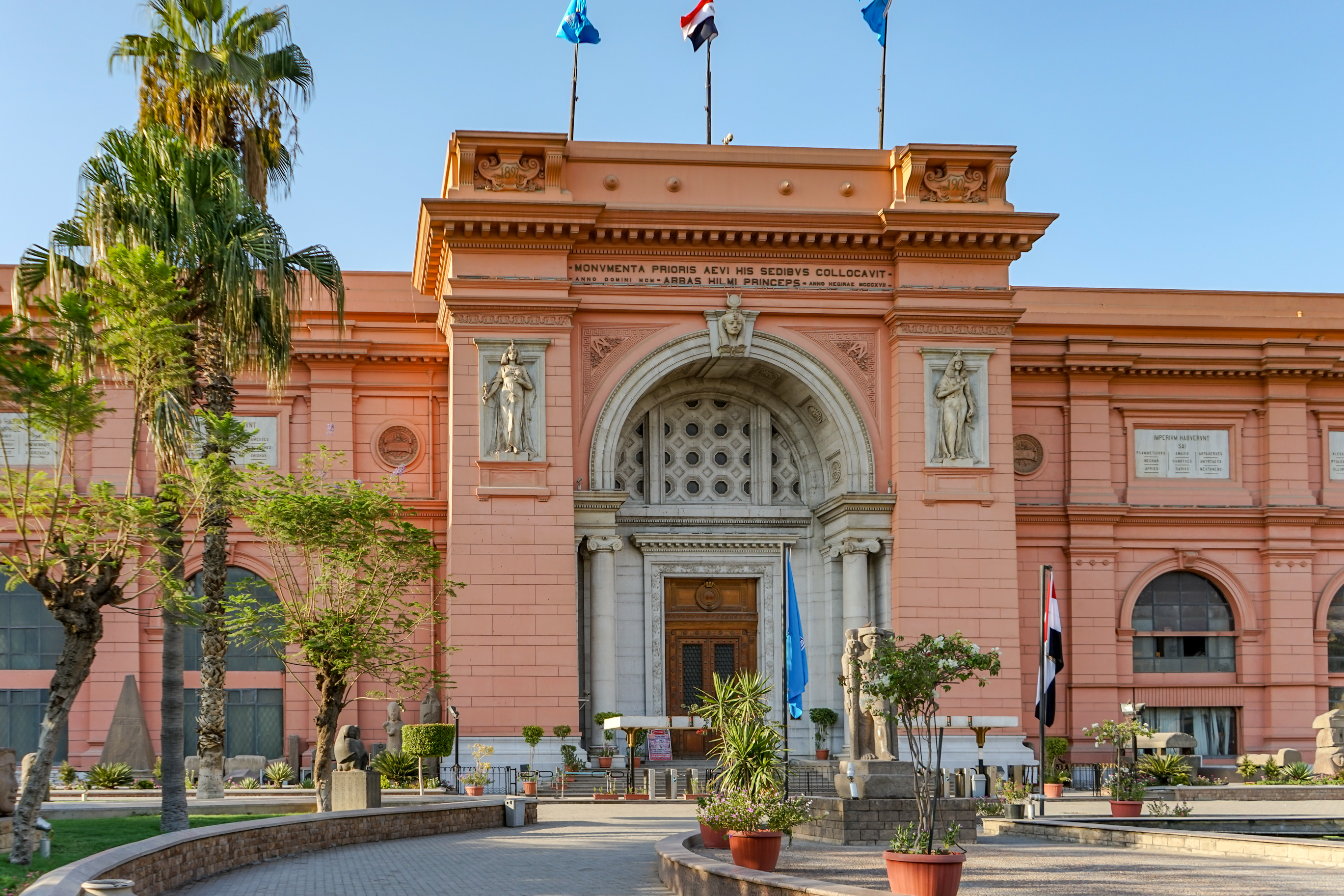
Eingang des Ägyptischen Museums

Zu den bekanntesten Museen Kairos zählt das Ägyptische Museum am Tahrir-Platz. Das Museum wartet mit einer bedeutenden Sammlung ägyptischer Kunstschätze aus allen Epochen der altägyptischen Geschichte, so der Prädynastik, den Zwischenzeiten und der griechisch-römischen Zeit auf. Bevor der jetzige Standort bezogen wurde, war die Ausstellung altägyptischer Antikenstücke im Museum in der Nähe der Asbakiya Gärten untergebracht (1835–1855). Aufgrund chronischen Platzmangels wurden die Artefakte in das Museum nach Bulaq am Nil gebracht, wo sie bis zur flutbedingten Schädigung des Museums 1878 ausgestellt waren. Danach wurden die Exponate in Gizeh, im Palast des Khediven Ismail Pascha zwischengelagert und nur teilweise ausgestellt.
Das heutige Gebäude in Tahrir wurde 1900 von der ägyptischen und britischen Regierung als Aufbewahrungsstätte für Fundstücke erbaut. Der ehemalige Service des Antiques de l'Egypte (heute Supreme Council of Antiquities) wurde damit beauftragt, altägyptische Kunstschätze zu sammeln und die im Giza-Palast, dem Herrschaftssitz von Ismail Pascha, aufbewahrten Stücke dorthin zu bringen. Der Neubau des Museums und der Umzug der Ausstellung war bis zum Jahre 1902 komplett abgeschlossen. Diese Maßnahme sollte vor allem dazu dienen, Grabplünderungen aufzuhalten und so das wertvolle Kulturerbe für Ägypten zu erhalten. Kernstücke des Museums waren die Exponate aus dem Grab (KV62) des Pharao Tutanchamun. Dazu gehörten Streitwagen, Schmuck, Betten und weitere Möbelstücke. Die Särge aus vergoldetem Holz und Gold des Pharao und das Kernstück der Sammlung, die goldene Totenmaske des jugendlich anmutenden Königs, waren die wohl bekanntesten Attraktionen. Diese Artefakte werden im Großen Ägyptischen Museum restauriert und werden nach der Eröffnung der Einrichtung dort zu sehen sein. Zu besichtigen sind weiterhin Alltagsgegenstände aus der mehr als 5.000 Jahre zurückliegenden Geschichte, monumentale Statuen, Mumien, Sarkophage und Münzen aus griechisch-römischer Zeit. Das Museum beherbergt heute mit rund 150.000 Ausstellungsstücken die größte Sammlung altägyptischer Artefakte weltweit.
Das Nationalmuseum der ägyptischen Zivilisation wurde 2017 als weiteres kulturgeschichtliches Museum in Kairo teileröffnet. Auf einer Fläche von 23.000 Quadratmetern werden Objekte aus sämtlichen Epochen der ägyptischen Geschichte gezeigt. Darunter sind 22 Königsmumien, die 2021 öffentlichkeitswirksam mit einer Goldenen Parade der Pharaonen vom Ägyptischen Museum in den Museumsneubau überführt wurden. Andere Artefakte hat die American University in Cairo gespendet.
Das Museum Arabischer und Islamischer Kunst (eröffnet 1903) umfasst eine umfangreiche Sammlung zur frühen islamischen Kultur. Das 1910 von Marcus Simaika Pascha eröffnete und 1984 renovierte Koptische Museum verfolgt die Geschichte der koptischen Gemeinde in Ägypten zurück und ist auf den Ruinen der Römischen Garnisonsfestung Babylon erbaut. Im 1963 fertiggestellten Mahmoud-Khalil-Museum am Westufer des Nils sind Werke von Vincent van Gogh, Paul Gauguin, Peter Paul Rubens und anderen namhaften europäischen und ägyptischen Malern ausgestellt.
Neben dem Hauptbahnhof befindet sich das kleine zweistöckige Ägyptische Eisenbahnmuseum der Egyptian National Railway (ENR). Im oberen Stockwerk sind Modelle von Transportmitteln aus der Zeit vor der Erfindung der Dampfkraft zu sehen, Lokomotiven, Waggons, aber auch Modelle des Wasser- und Lufttransportes. Zu den Ausstellungsstücken gehört auch ein Modell des Khediven-Zuges von 1859 mit Wagen für Offiziere, Minister und die Khediven-Familie. Im Erdgeschoss sind unter anderem Modelle von Brücken, Bahnhöfen und Expresslokomotiven aus der Khediven-Zeit ausgestellt. Dort steht neben anderen Zugmaschinen eine Originallokomotive, die 1862 für Prinzessin Eugenie in England hergestellt wurde. Sie verkehrte einst zwischen Ra's el Tin und dem Montaza-Palast in Alexandria.
Einen Einblick in die Kairener Wohnkultur der frühen Neuzeit und das arabisch-ägyptische Kunsthandwerk vermittelt das Gayer-Anderson-Museum neben der Ibn-Tulun-Moschee. Das Museum enthält interessante Exponate aus dem Privatbesitz des britischen Sanitätsoffiziers Robert Grenville Gayer-Anderson, der das Haus mehrere Jahre bewohnte.

### Bauwerke (Auswahl)

#### Gebäude in Kairo
Das Zentrum Kairos bildet der Tahrirplatz, an dem sich auch das Gebäude der Arabischen Liga, die Oman-Makran-Moschee und ein Busbahnhof befinden. Das Stadtbild wird durch viele historisch bedeutende Bauwerke geprägt. Von den mehreren hundert Moscheen zählen die im 9. Jahrhundert errichtete Ibn-Tulun-Moschee sowie die Azhar- und die Al-Hakims-Moschee (beide aus dem 10. Jahrhundert) zu den bekanntesten.

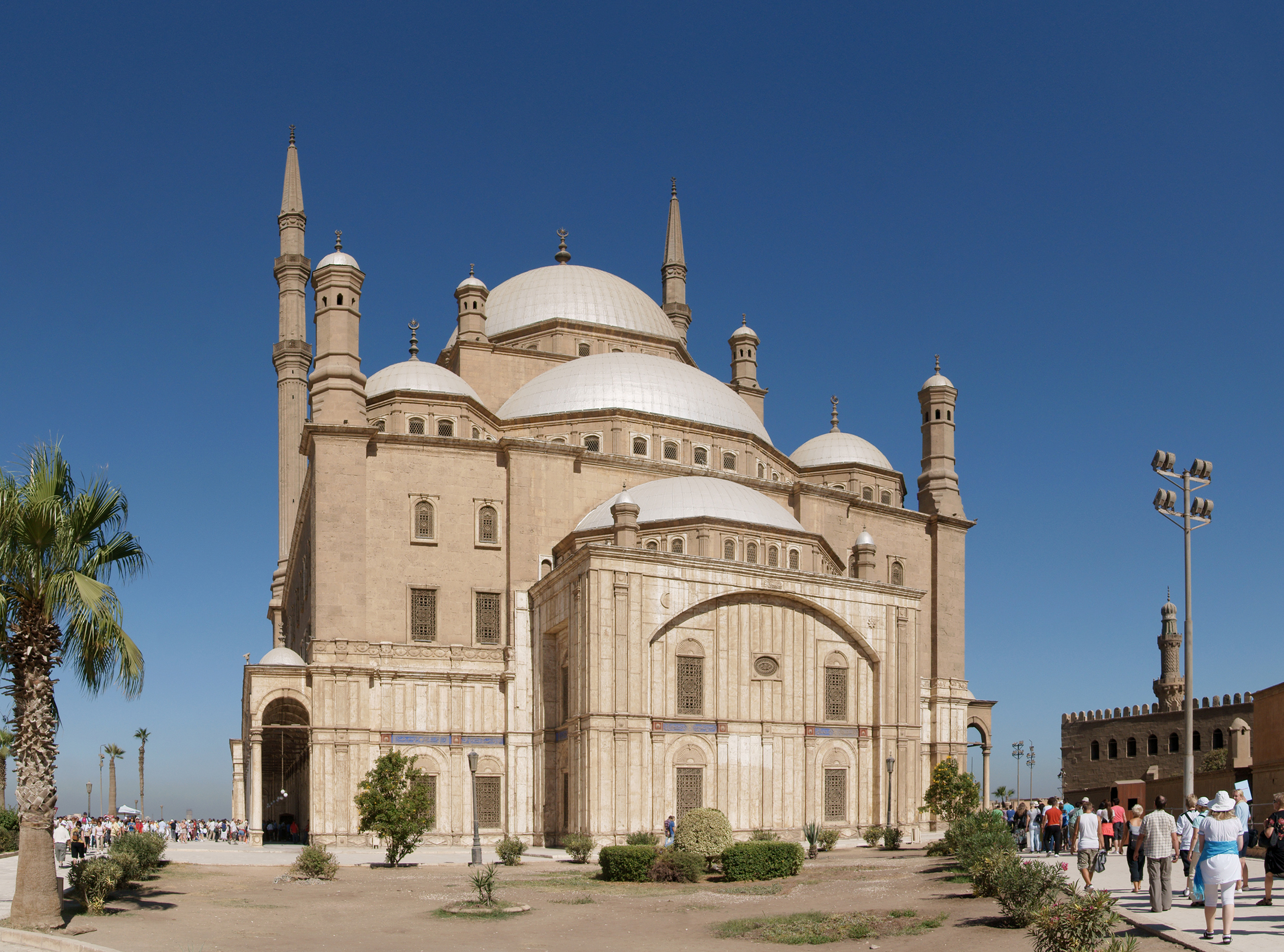
Mohammed-Ali-Moschee auf der Zitadelle

Die Zitadelle im östlichen Teil der Stadt wurde im Jahre 1176 vom Sultan Salah ad-Din auf einer Anhöhe erbaut. Ihre verzierten Gebäude sind ein Teil der Silhouette von Kairo. Die im 19. Jahrhundert erbaute Muhammad-Ali-Moschee ist die bemerkenswertere der beiden Moscheen in der Zitadelle. Sie besitzt mehrstöckige Kuppeln und ein Doppelminarett, das aus zwei der ältesten der berühmten „Tausend Minarette“ der Stadt besteht.
Die 1125 fertiggestellte Al-Aqmar-Moschee im Norden der Muizz-Straße ist die erste Moschee Kairos, deren Hauptachse nicht nach Mekka ausgerichtet ist, sondern dem Straßenverlauf folgt.
In der Altstadt von Kairo befinden sich sehenswerte Stadttore; sie sind Überreste einer ehemaligen, die Stadt umgebenden Befestigungsanlage. Von den ursprünglich acht Stadttoren sind jedoch nur noch drei erhalten (Bab al-Futuh, Bab an-Nasr und Bab Zuweila). Die Märkte (Suqs), von denen sich zahlreiche auf bestimmte Waren wie Gewürze, Stoffe oder wertvolle Metalle spezialisiert haben, verbinden heutiges Wirtschaftsleben mit traditionellen Formen des Handels und Kunsthandwerkes.

Die islamische Altstadt von Kairo wurde von der UNESCO im Jahre 1979 in die Liste des Weltkulturerbes aufgenommen. Außerhalb von Alt-Kairo, das von alten Wohnvierteln und engen Gassen geprägt wird, breitet sich das moderne Kairo mit Hochhäusern und breiten Straßenzügen aus.

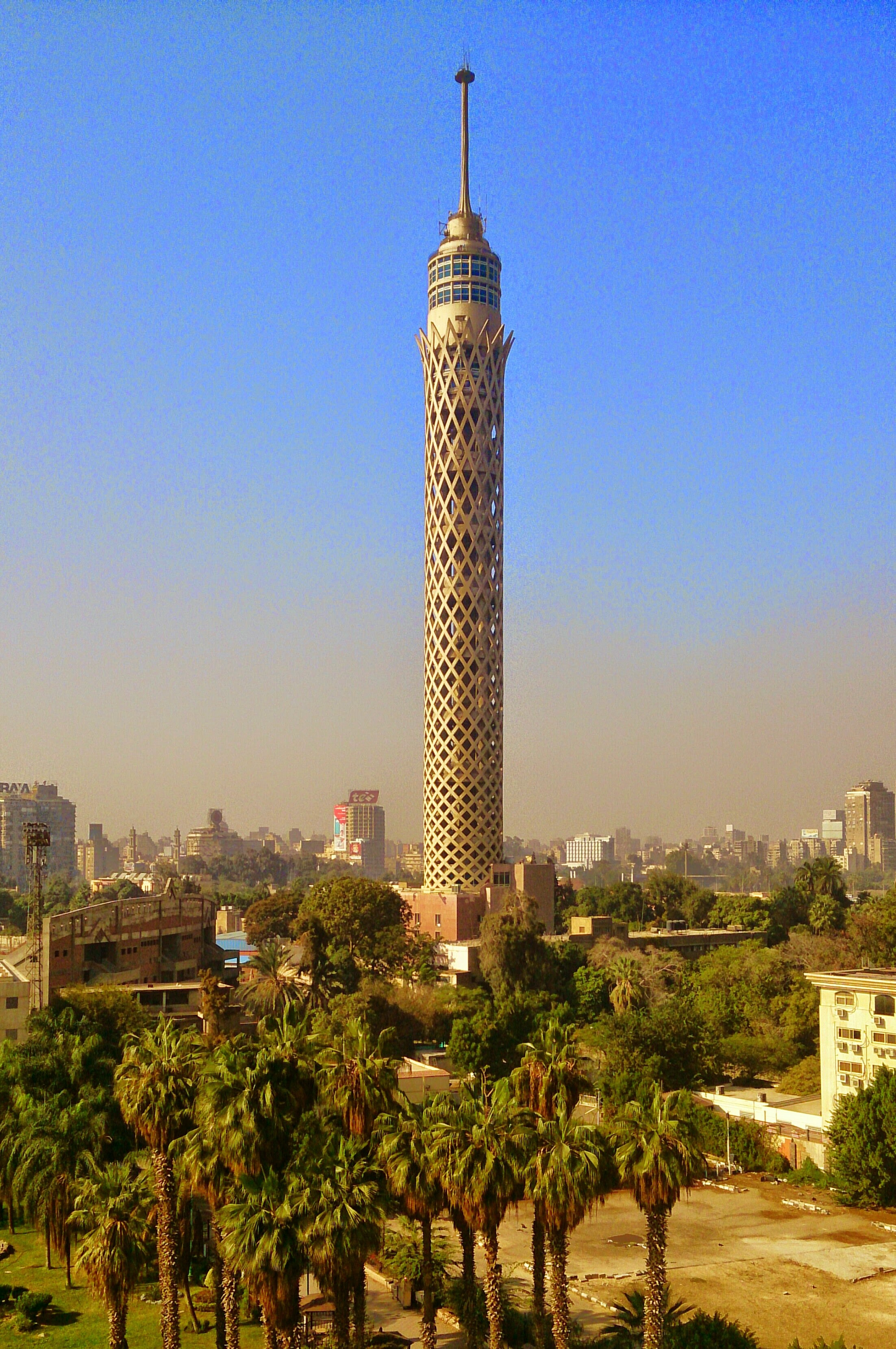
Der Fernsehturm, oft als Cairo Tower (برج القاهرة) bezeichnet, auf der Nil-Insel Gezira

Westlich des historischen Stadtkerns durchläuft der Nil von Süden nach Norden das Stadtgebiet. Auf dem Nil finden sich einige Inseln, die größte davon ist die zentral gelegene al-Gesira, auf der sich unter anderem das 1869 eröffnete Opernhaus und der 187 Meter hohe Fernsehturm befinden. Der aus Stahlbeton erbaute Turm erinnert in seiner Bauweise an eine Lotusblume. Der Fernsehturm wurde 1961 fertiggestellt und besitzt eine für den Publikumsverkehr geöffnete Aussichtsplattform. Mehrere Brücken verbinden die Insel al-Gesira mit den gegenüberliegenden Flussufern.
Gegenüber dem Ausgang der Metro-Station Mar Girgis befindet sich die „Hängende Kirche“, die Kanisa Mu'allaqa. Als „hängend“ bezeichnet man sie, da sie über dem einstigen Eingang des römischen Forts gebaut wurde und deshalb erhöht steht. Der Jungfrau Maria geweiht, wurde sie im 4. Jahrhundert gebaut und im 7. Jahrhundert zum Bischofssitz ernannt. Im 9. Jahrhundert wurde sie zerstört, dann aber im 11. Jahrhundert wieder aufgebaut und zum koptischen Patriarchalsitz erhoben. Seitdem wurde sie immer wieder renoviert. Die Fassade stammt aus dem 19. Jahrhundert.
Einen Besuch wert sind auch die Totenstädte, die bewohnten Friedhöfe Kairos. Während in anderen islamischen Ländern oder auch in Europa Tote unter der Erde begraben liegen, hat sich in Ägypten der pharaonische Totenkult gehalten: Statt die Menschen im Boden zu verscharren, baut man ihnen Häuser. Je mächtiger und reicher ein Mensch zu Lebzeiten war, desto größer und prachtvoller ist sein Mausoleum. Viele der Grabbauten haben mehrere Zimmer, um die herum eine Schutzmauer errichtet wird. Der Leichnam ruht im Untergeschoss in einem Sarkophag aus Stein, der oft reich dekoriert und mit Koranversen verziert ist.
Um die Wende zum 20. Jahrhundert waren auch französische Architekten in Kairo tätig. Georges Parcq errichtete im Jahre 1928 die Börse (Stock Exchange) an der Cherifein Street, sowie im Jahre 1913 das Wohngebäude Sednaoui an der Midan Khazindar. Weitere Werke waren die Mubarak-Bibliothek und die französische Botschaft.

#### Pyramiden und Große Sphinx von Gizeh

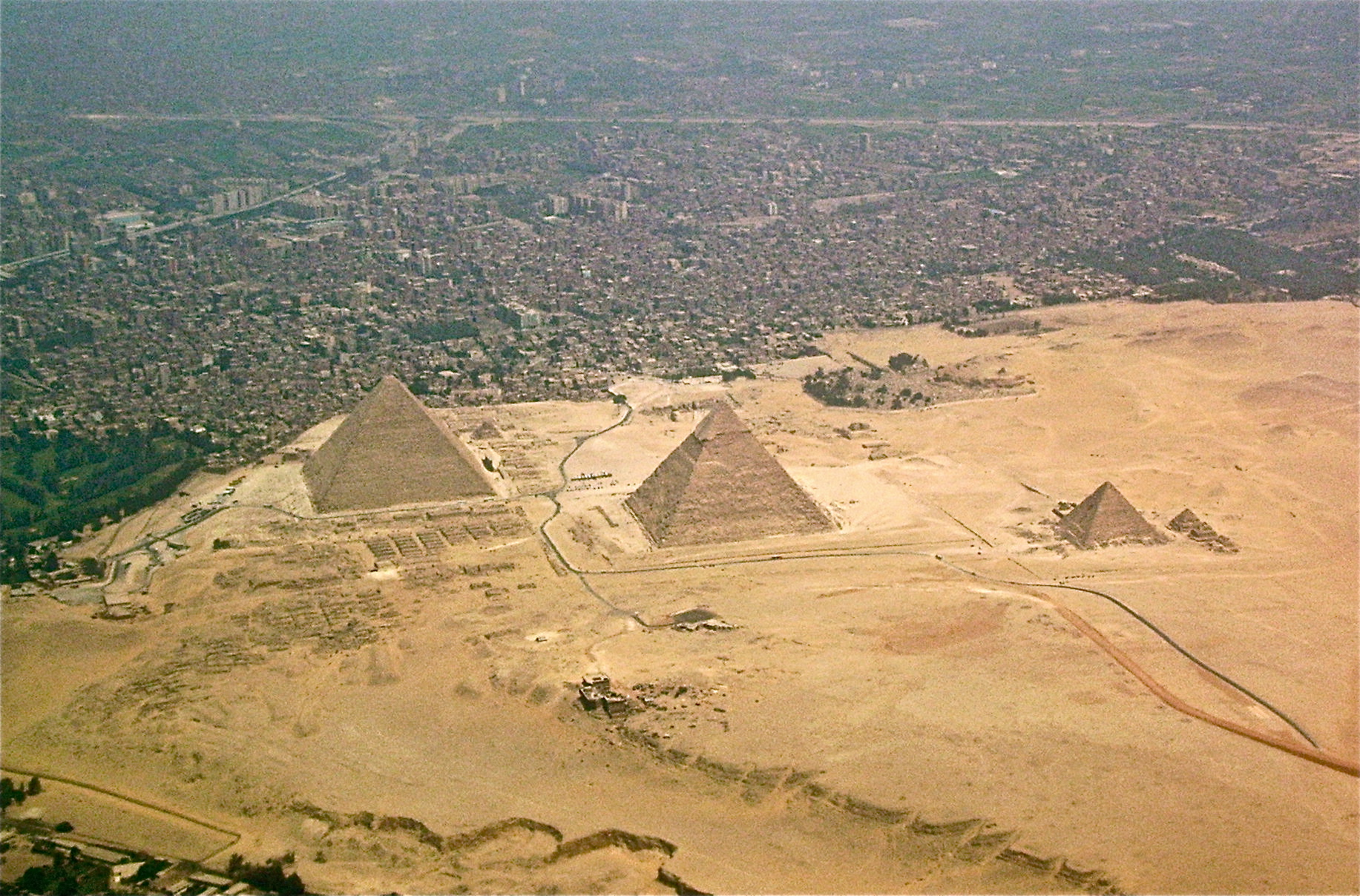
Die Pyramiden und die große Sphinx von Gizeh sind von drei Seiten von modernen Siedlungsgebieten eingerahmt, Bild von 2009.

Die Pyramiden von Gizeh nahe Kairo gehören zu den bekanntesten Bauwerken der Menschheit. Nach der Zerstörung aller übrigen sechs Weltwunder der Antike sind sie als letztes erhalten geblieben. Die Pyramiden werden von den Ägyptern El Ahram („die Heiligtümer“) genannt und erheben sich auf einer Hochfläche, einem Ausläufer der westlichen Wüste etwa acht Kilometer südwestlich der Stadt Gizeh (Gîza), einem Kairoer Vorort. Die Pyramiden befinden sich somit rund 15 Kilometer vom Stadtzentrum entfernt, direkt an der Pyramidenstraße (Scharia el-Ahram).
Die Große Sphinx von Gizeh ist die wohl berühmteste und größte Sphinx und ragt schon seit mehr als viereinhalb Jahrtausenden aus dem Sand der ägyptischen Wüste. Sie stellt einen liegenden Löwen mit einem Menschenkopf dar und wurde in der 4. Dynastie circa 2700–2600 v. Chr. errichtet. Die Figur ist circa 73,5 Meter lang, sechs Meter breit und circa 20 Meter hoch. Allein die Vorderpfoten haben eine Länge von etwa 15 Metern. Farbreste am Ohr lassen darauf schließen, dass die Figur ursprünglich bunt bemalt war. Die Figur wurde aus dem Rest eines Kalksteinhügels gehauen, der als Steinbruch für die Cheops-Pyramide diente. 

### Heliakischer Aufgang des Sirius
Der Sirius war mit seinem heliakischen Aufgang ab ca. 2850 v. Chr. im Alten Ägypten der Bringer der Nilflut. In der heutigen Zeit kann dieses Schauspiel am 6./7. August (je nach Sicht) beobachtet werden.
| Vorgang                     | Jahr | Gregorianischer Kalender | Ägyptischer Kalender      |
| --------------------------- | ---- | ------------------------ | ------------------------- |
| Frühlingsanfang             | 2009 | 20. März                 | 4. Schemu IV (4. Mesori)  |
| Heliakischer Aufgang Sirius | 2009 | 7. August                | 19. Achet IV (19. Choiak) |

### Parks
Zu den vielen Parks in Kairo gehört der gepflegte „Gabalaya-Park“. Er wurde im 19. Jahrhundert angelegt und ist heute eine grüne Oase im Verkehrschaos der Stadt. Sehenswert sind die in labyrinthartigen Grotten gehauenen Aquarien mit Nilfischen. Die Anlage ist auch ein beliebter Picknickplatz für Einheimische und Touristen.
Der größte Zoologische Garten Afrikas befindet sich neben der Universität von Kairo in Gizeh und wurde bereits im Jahre 1891 eröffnet. Er beherbergt rund 400 verschiedene Tierarten, darunter bis 2006 König Faruks Schildkröte, die mit 270 Jahren angeblich älteste Schildkröte der Welt. Die Tierhaltung ist in zahlreichen Fällen nicht artgerecht. Der Zoo ist vor allem freitags ein beliebtes Picknick- und Ausflugsgebiet der Einwohner Kairos.
Dr. Ragab’s Pharaonic Village ist ein pharaonisches Disneyland, gelegen auf einem 150.000 Quadratmeter großen Gelände mit von Papyruspflanzen gesäumten Wasserwegen. Dort sind die genauen Nachbildungen alter ägyptischer Bauten zu besichtigen. Junge Ägypter zeigen in historischen Trachten, mit Werkzeugen und Ackergerät im Stile ihrer Vorfahren das Leben und Arbeiten von damals. Ein Höhepunkt der Attraktionen ist die Nachbildung des Grabes von Tutenchamun.
Der Dream Park an der Oasis Road in 6th of October City, einem Vorort Kairos, ist einer der größten Themenparks im Nahen Osten für die ganze Familie, mit zahlreichen Fahrgeschäften, Attraktionen, Shows und über 20 Restaurants.
Der al-Azhar-Park ist eine 30 Hektar große Gartenanlage oberhalb der al-Azhar-Moschee. Er wurde im Jahr 2005 eröffnet und vom Aga Khan Development Network (AKDN) mit 30 Millionen Dollar unterstützt, als Geschenk von Aga Khan IV., dessen Vorfahren im Jahre 969 die Stadt Kairo begründet hatten. Es ist der größte öffentliche Park von Kairo. Zuvor befand sich an dieser Stelle eine Mülldeponie, die sich in 500 Jahren aufgetürmt hatte. Bei der Anlage des Parks wurden Stadtmauern aus der Zeit der Ayyubiden gefunden, die Saladin im 12. Jahrhundert hatte erbauen lassen. Zum Projekt gehörten zudem die Restaurierung der Um Sultan Shaban Moschee aus dem 14. Jahrhundert, des Khayrbek-Komplexes aus dem 13. Jahrhundert sowie der Darb Shoughlan Schule. Im Park befinden sich auch Einrichtungen für soziale und gesundheitliche Dienste. Der Müll wurde auf einer weiter entfernte Deponie umgesetzt.

### Regelmäßige Veranstaltungen

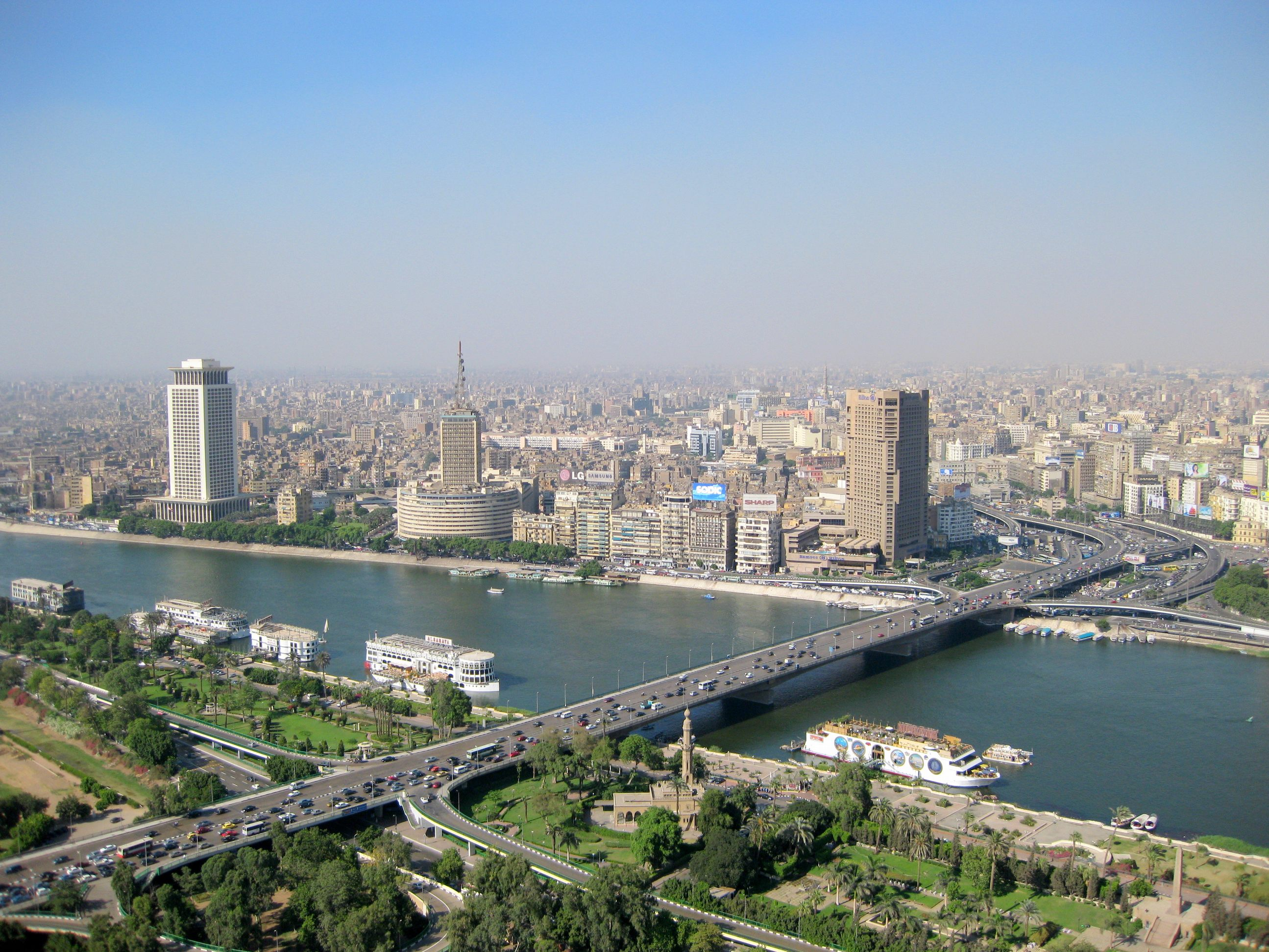
Blick vom Cairo Tower in Richtung Nordosten

In Kairo und Umgebung finden das ganze Jahr über zahlreiche Feste und Veranstaltungen statt. Dazu gehören unter anderem im Januar der „Internationale ägyptische Marathon“ in Gizeh, im Februar die Internationale Buchmesse, im März die Cairo International Fair, Afrikas größte Handelsmesse, und im Juli das Dokumentarfilm-Festival.
Weitere bedeutende Veranstaltungen sind im September das Festival des experimentellen Theaters, das Wafa el Nil Festival, ein großes Folklorefestival, sowie der Welttourismustag, eine Veranstaltung mit Musik und Ständen, auf der sich die Regionen Ägyptens vorstellen.
Im Oktober finden die Pharaonen-Rallye, eine Motorrad-Rallye, sowie der Arabische Reise-Markt, eine Touristikmesse, in Gizeh statt. Im Dezember werden das Internationale Rowing Festival, ein Ruder-Wettbewerb auf dem Nil, und das Cairo International Film Festival veranstaltet.
In Kairo sind vor allem zwei Mulids interessant und zwar das Mulid Sayyidna Hussein im dritten islamischen Monat und das Mulid Sayyida Zainab im zweiten islamischen Monat. Beide Mulids sind sehr große Feste, die zu Ehren des Enkels beziehungsweise der Enkelin des Propheten veranstaltet werden. Das Mulid der Zainab ist eines der größten im Land und wird mehrere Tage lang mit viel Musik, sufischen Tänzen, Gebeten und Prozessionen gefeiert.
Ende März findet in Kairo jährlich die Kairo-Konferenz, eine der derzeit bedeutendsten Anti-Kriegs-Konferenzen weltweit, statt.

### Kulinarische Spezialitäten
Kairo beherbergt viele Restaurants, die ägyptische wie auch internationale Küche anbieten. Die einheimische Küche wartet mit einer besonders großen Auswahl an Vorspeisen (mezze) auf, die dem Gast auf kleinen Tellern serviert und nach Landessitte mit dem Fladenbrot ('aish balladi) gegessen wird. Unter den mezze finden sich häufig auch tamaya (Gemüsefrikadellen) und ful (Bohnenbrei), für einen Großteil der weniger verdienenden Ägypter tägliches Frühstück und wichtigste Hauptmahlzeit. Eine weitere ägyptische Spezialität ist Kuschari, ein Gericht aus Nudeln, Reis, Linsen und einer pikanten Sauce aus Tomaten und Röstzwiebeln.
Das Fleisch von Rind, Huhn und Lamm (Schwein ist den Muslimen verboten) wird überwiegend auf dem offenen Feuer gegrillt oder im Ofenrohr gebrutzelt wie Hackfleischbällchen (kofta) und „kebab“. Empfehlenswert ist auch die Fischküche des Mittelmeeres und des Roten Meeres, in der Barrakudas, Garnelen, Hummer, Krabben und Tintenfische je nach Küstenregion verschieden zubereitet werden. Eine Spezialität der Mittelmeerküste ist der stark gepökelte fesich, ein sehr schmackhafter Fisch.

### Handel

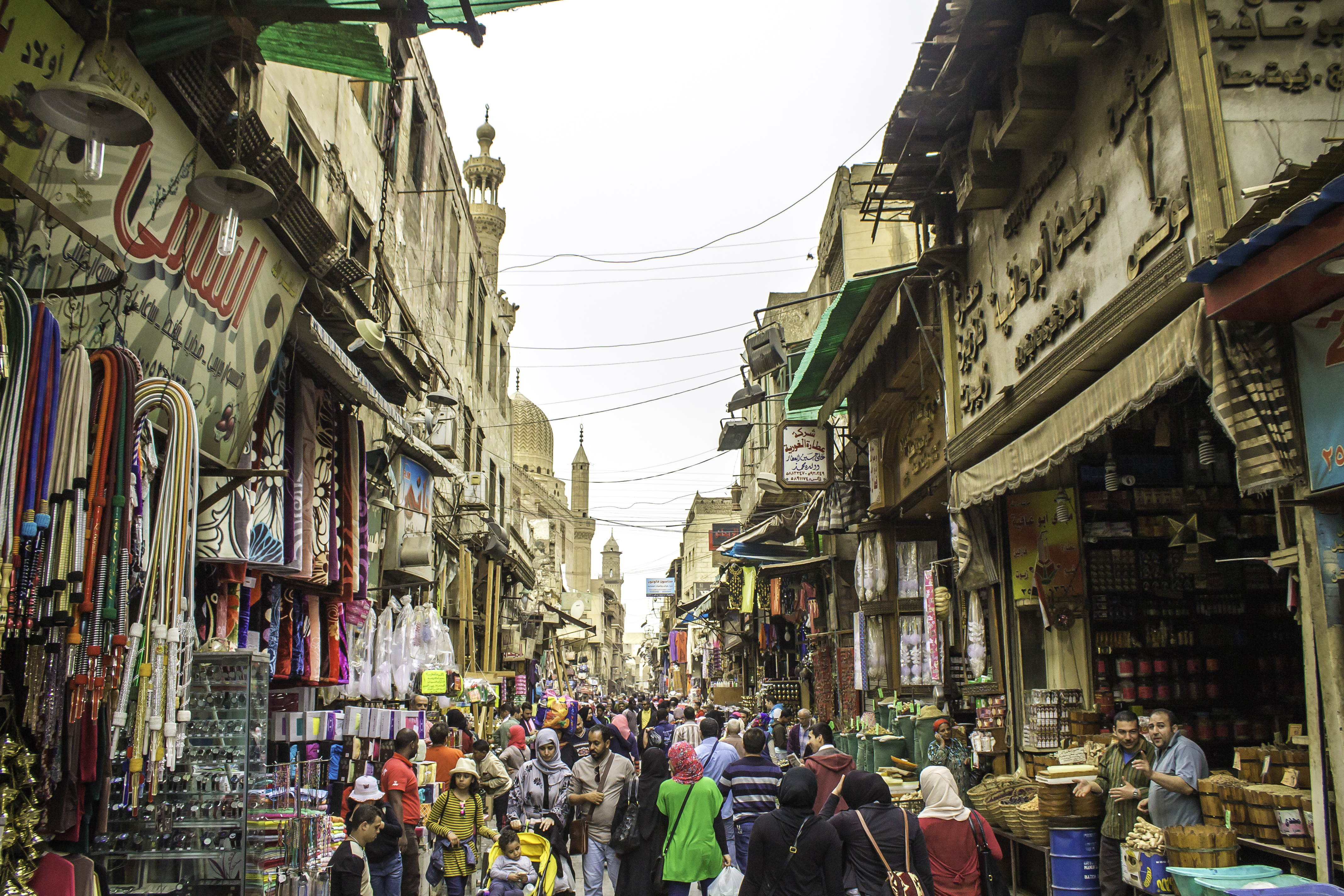
Suq/Basar in der Altstadt von Kairo

Die zahlreichen Einkaufszentren, Geschäfte und Basare in Kairo bieten vielfältige Möglichkeiten zum Einkaufen. Der Wekalat Al-Balah-Markt bietet eine große Auswahl an Vorhängen. Geschnürt zu Tafeln werden diese in vielen kleinen Nischen, in den Gassen und in großen, palastartigen Läden, oft bis zu drei Schichten hoch, gestützt von weißen Säulen, verkauft. Der 1650 erbaute Tentmakers' Basar ist Kairos einzig erhaltener überdeckter Markt. Er liegt südlich von Chan el-Chalili. Dort werden Segelprodukte und geometrische Tapisserien angeboten.
Kleidung jeder Art gibt es auf den großen Märkten entlang der Sh. 26th July, nahe der 6. Oktober-Brücke, sowie in den Läden zwischen Midan Urabi und Talʿat Harb, der Kairoer Flaniermeile. Rechts und links der Straßen gibt es Tausende von Läden mit Kleidung im vorwiegend westlichen Modestil. Diese wird auch in diversen Läden im World Trade Center angeboten.
Ein ständiger Obst- und Gemüsemarkt hat sich nahe dem Midan Urabi etabliert, an der Sh. Talaat Harb, und einen am Midan Falaki, der im gedeckten Marché Bab el Louk, einer Markthalle aus dem Jahre 1912, untergebracht ist. Auf dem Campus der American University of Cairo befindet sich die größte Buchhandlung Ägyptens, vor allem mit englischsprachiger Literatur zu Kairo und Ägypten, vielen Reiseführern, Bildbänden, Fachliteratur rund um den Islam und den Orient sowie einer großen Auswahl an Büchern zu Politik und Geschichte.

## Wirtschaft und Infrastruktur

### Wirtschaft

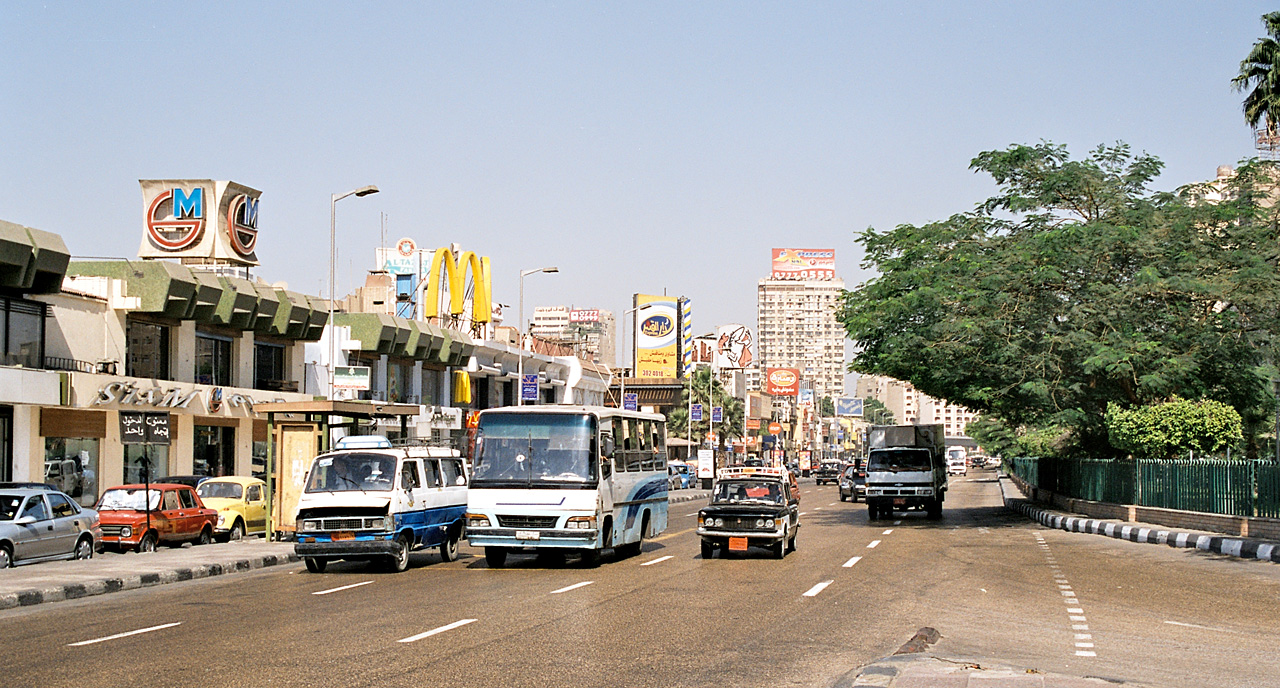
Gameat al-Dowal al-Arabiya in Mohandessin

Laut einer Studie aus dem Jahr 2014 erwirtschafte der Großraum Kairo ein Bruttoinlandsprodukt von 102,2 Milliarden US-Dollar (KKP). In der Rangliste der wirtschaftsstärksten Metropolregionen weltweit belegte er damit den 131. Platz. Zusammen mit Johannesburg und Lagos zählt Kairo zu den führenden Wirtschaftszentren in Afrika.
Kairo wurde durch die verkehrsgünstige Lage an der Drehscheibe zwischen Südeuropa, Vorderasien, Maghreb und Subsahara-Afrika schon früh ein wichtiges Handelszentrum. Bedeutendste Produktionszweige sind die Metallverarbeitung, die Zementindustrie, die Herstellung von Möbeln, Schuhen, Tabakwaren und Textilien sowie das Druckgewerbe. Die Stadt ist als wichtigstes Geschäftszentrum des Nahen Ostens Sitz zahlreicher Konzerne und Wirtschaftsorganisationen. Der größte Wirtschaftsbereich der Stadt ist der öffentliche Sektor, einschließlich der Regierung, der öffentlichen Einrichtungen und des Militärs. Darüber hinaus ist der Fremdenverkehr von herausragender Bedeutung. Kairo ist das touristische Zentrum des Landes und dessen größte Deviseneinnahmequelle. Etwa ein Drittel aller ägyptischen Industriebetriebe sind im Raum von Kairo angesiedelt. Die Stadt ist das bedeutendste Verlagszentrum im Nahen Osten.
Auch die nationale Wertpapierbörse, die Egyptian Exchange befindet sich hier.

### Soziale Probleme
Die sogenannte Informelle Wirtschaft macht in Kairo ungefähr ein Viertel der gesamten wirtschaftlichen Aktivität aus. Der Einzelhandel, das Handwerk, aber auch die Infrastruktur sind sehr stark davon abhängig. In diesem Bereich, in dem es keine soziale Absicherung gibt und die Arbeitsbedingungen katastrophal sind, arbeiten immer mehr Frauen und auch kriminelle Kinderarbeit hat dort ihre größte Verbreitung. Die Liberalisierung in der Wirtschaft, zu der auch der Abbau von Subventionen gehörte, hat die sozialen Lebensumstände verschlechtert. Die Arbeitslosigkeit ist sehr hoch. Zu den von der Regierung angegebenen rund zehn Prozent Arbeitslosen kommen noch zahlreiche nicht registrierte Erwerbslose hinzu. So gehen Schätzungen von einer Rate über 20 Prozent aus. Ein Drittel der Bevölkerung Kairos lebt unterhalb der Armutsgrenze, die Familien können sich ein Minimum an Nahrung und Obdach nicht leisten. Die im Stadtgebiet lebenden Menschen sind relativ gesehen heute ärmer als im Jahre 1958.

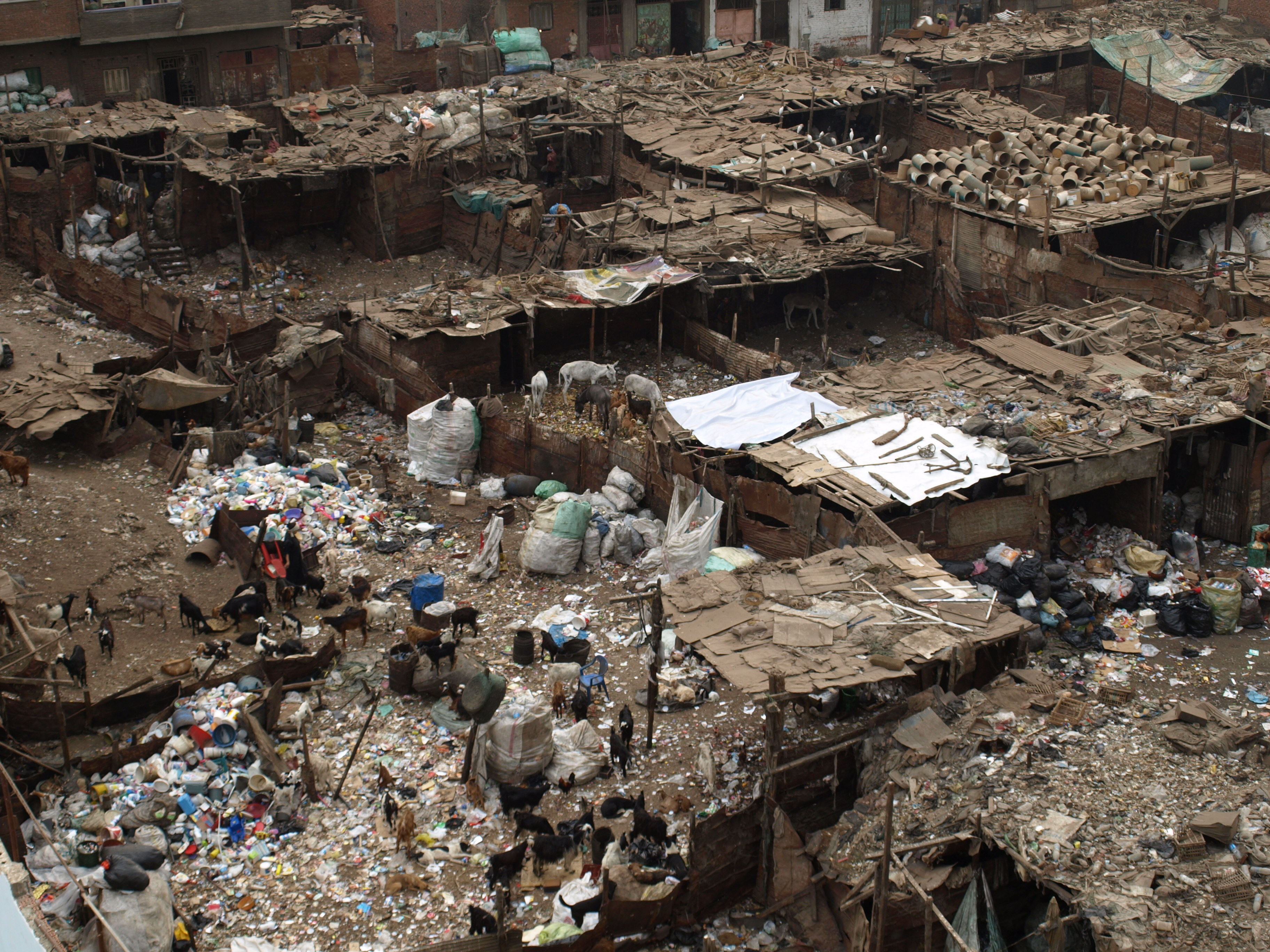
Müllgebiet in Ezbet an-Nachl, nordöstlich der Innenstadt

### Umwelt- und Müllprobleme
Probleme bereiten die unzureichende Infrastruktur und die, bedingt durch die Landflucht, außerordentlich große Wohnungsnot. Die Strom- und Wasserversorgung befinden sich in einem desolaten Zustand und es vergeht kaum ein Tag, an dem nicht baufällige Häuser einstürzen.
In der Industrie, die sich in der Metropolregion Kairo konzentriert, bestehen nur ungenügende Entsorgungs- und Reinigungskapazitäten für Abwässer, Abgase und Abfälle. Zu den Infektionserkrankungen wie Cholera, Diarrhöe und Typhus, die durch unzureichende hygienische Bedingungen verbreitet werden, kommen so Atemwegs- und Hauterkrankungen aufgrund der giftigen Emissionen der vielen Industriebetriebe und des Kraftfahrzeugverkehrs. Besondere Probleme ergeben sich aus der oft direkten Nachbarschaft ärmerer Wohngebiete und der Industrie.
Die Luftverschmutzung und die Zersiedlung historisch bedeutender Areale zerstören viele Kulturdenkmäler Kairos. Die Stadtverwaltung Kairos versucht dem entgegenzuwirken. So dürfen keine Industriebetriebe mehr in der Stadt angesiedelt werden und der Bau von Hochhäusern und großen Hotels soll gestoppt werden.

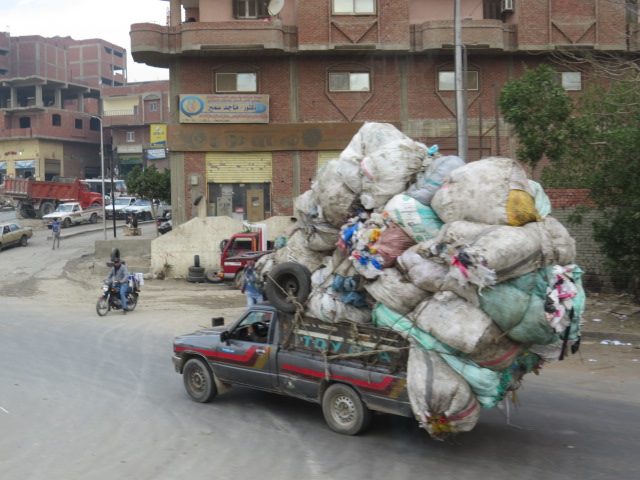
Müllauto in Kairo, am Tage unterwegs

Es gibt keine von Staats wegen unterhaltenen Müllentsorgungsanlagen. So werden täglich durch Freiwillige und private Unternehmen Müllsäcke eingesammelt und mit kleinen Lastautos weit an den Rand Kairos transportiert. Dort entstehen nach einer groben Sortierung und teilweisen Weiterverarbeitung moderne Pyramiden.

### Kfz-Herstellung
Seit dem Jahr 1961 werden in Kairo Autos als Lizenzproduktion verschiedener großer Firmen hergestellt, den Anfang bildete ein 1959 geschlossener Vertrag zwischen der damaligen ägyptischen Regierung und einem deutschen Autoproduzenten (Mercedes), der die Errichtung einer Fabrik für Lastwagen und Omnibusse in Wadi Hof nahe Helwan (Assuan) zur Folge hatte. Diese erhielt den Namen El Nasr Automotive Manufacturing Company (NASCO) und wurde 1961 in Betrieb genommen. Die NASCO nahm bald mit weiteren Firmen Beziehungen auf und produzierte dann auch Traktoren und Personenkraftwagen.
Im Nutzfahrzeugsektor ist die MCV Corporate Group ansässig. Aber auch der älteste und größte Fahrzeughersteller des Nahen Ostens, die Ghabbour Group, hat hier ihren Sitz und ist mit 25 Prozent Marktanteil für die Hyundai Motor Company und auch Volvo Trucks sowie die Fuso von wichtigem Stellenwert. Dahinter rangiert die General Motors Egypt seit 1993 mit den KfZ-Marken Chevrolet und Isuzu. Ein weiterer in Kairo ansässiger Automobilhersteller ist das zu Chrysler gehörige Unternehmen Arab American Vehicles. Neben kompletten Autos werden in Ägypten auch wichtige Autokomponenten firmenoffen hergestellt, beispielsweise Reifen, Autoglas, Aluminium- und Plastikteile, verschiedene Filter.
Nahezu unbekannte Automobilhersteller Kairos sind zum einen die Seoudi Group, welche für Suzuki, Nissan und auch den Fiat-Konzern Fahrzeuge produziert. Ein anderer Hersteller, der hauptsächlich im Nutzfahrzeugsektor tätig ist, ist das Projekt Mod Car. Ein mittlerweile erloschener Hersteller war die Egyptian Light Transport Manufacturing Company, welche von 1958 bis 1973 den NSU Prinz unter dem Markennamen Ramses für den ägyptischen Markt montierte.
Anfang des Jahres 2011 hatten die Firmen Nissan, Isuzu (Personennautos) und Suzuki (leichte Nutzfahrzeuge) ihre Autoproduktion in Ägypten wegen der starken Unruhen im Land vorübergehend eingestellt.
Insgesamt werden 26 Produktionsstandorte für Auto genannt, 133.000 Autos kamen im Jahr 2011 aus dem eigenen Land, dagegen wurden 97.000 Auto importiert. Im Jahr 2018 wurden 150.016 Fahrzeugeinheiten im Land verkauft.
In den Folgejahren gab es stetige Weiterentwicklungen an den Produktionsstandorten, Dienstleister gesellten sich hinzu, die Tourismusindustrie führte zu einem Aufschwung der Busproduktion und zugehörigen Dienstleistern. – Das Zeitalter der Elektromobilität hat auch in Kairo Einzug gehalten: seit 2019 entstehen in Lizenz mit einer chinesischen Firma innerhalb von vier Jahren rund 2000 Omnibusse. Die Ägypter produzieren rund 45 Prozent der benötigten Teile selbst, der Rest kommt aus China. Mit türkischen Autoherstellern bestehen ebenfalls vertragliche Beziehungen. Eine gesonderte Rolle kommt der Ausrüstung der Militärs mit Nutzfahrzeugen aller Art (Busse, Panzer, leichte Feldfahrzeuge) zu, für die ebenfalls Elektroantriebe vorgesehen sind. Mit schottischen Unternehmen (Scottish energy company SSE und Marathon International Ltd.) wurde die Errichtung eines Netzes von Ladestationen vereinbart. Ein stark wachsendes Segment ist die Herstellung von Elektrobussen (Stadtbusse, Reisebusse, Privatbusse, Minibusse usw.) Ein wichtiger Aspekt für den Kraftfahrzeugverkehr ist der Ausbau der Verkehrswege, wofür im Jahr 2020 eine chinesische Firma als Investor gewonnen wurde.

## Verkehr

### Fernverkehr

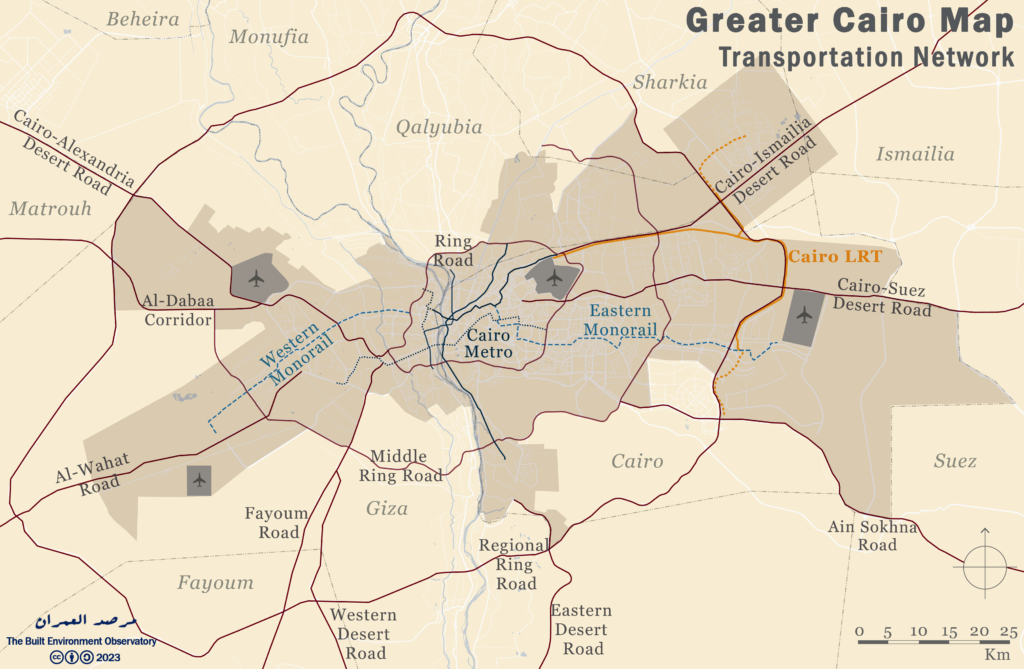
Schematische Karte der Verkehrsinfrastruktur der Metropolregion Kairo: Ringstraßen und Verbindungsstraßen, Metro Kairo, Einschienbahn (Monorail), Lightrail Transit (LRT) und Flughäfen

In Kairo kreuzen sich zwei transafrikanische Straßenrouten:
- Trans-African Highway  (TAH 1), Kairo-Dakar-Highway
- Trans-African Highway  (TAH 4), Kairo-Gaborone-Kapstadt-Highway

Ein ausgedehntes Straßennetz verbindet die ägyptische Hauptstadt mit allen größeren Städten des Landes. Die wichtigsten Verbindungen von Kairo in nordwestliche Richtung nach Alexandria und an die Mittelmeerküste sind die Autobahn Nr. 1 durch das Nildelta und die Wüstenautobahn Nr. 11. In südliche Richtung am Nil entlang nach Luxor verläuft die Autobahn Nr. 2, in nordöstliche Richtung nach Port Said die Autobahn Nr. 3 und in östliche Richtung nach Suez die Autobahn Nr. 33.
Der Flughafen Kairo-International liegt in Heliopolis, 22 Kilometer nordöstlich des Stadtzentrums von Kairo. Mit 18,7 Millionen Passagieren war der Flughafen 2024 der meistgenutzte Flughafen auf dem afrikanischen Kontinent. Die Inlandsflüge werden hauptsächlich durch Egypt Air und kleinen nationalen Linien angeboten, die jedoch alle über Egypt Air gebucht werden können. Man kann nach Alexandria, Assuan, Luxor, Taba, Abu Simbel, Kharga, Sharm el Shaikh und Hurghada fliegen. Mit der neu gegründeten Tochtergesellschaft Egypt Air Express kam eine Flotte von Embraer 170 auf den Inlandsflügen zum Einsatz. Die 12,5 km lange Brücke des 6. Oktober verbindet die Stadt mit dem Flughafen.

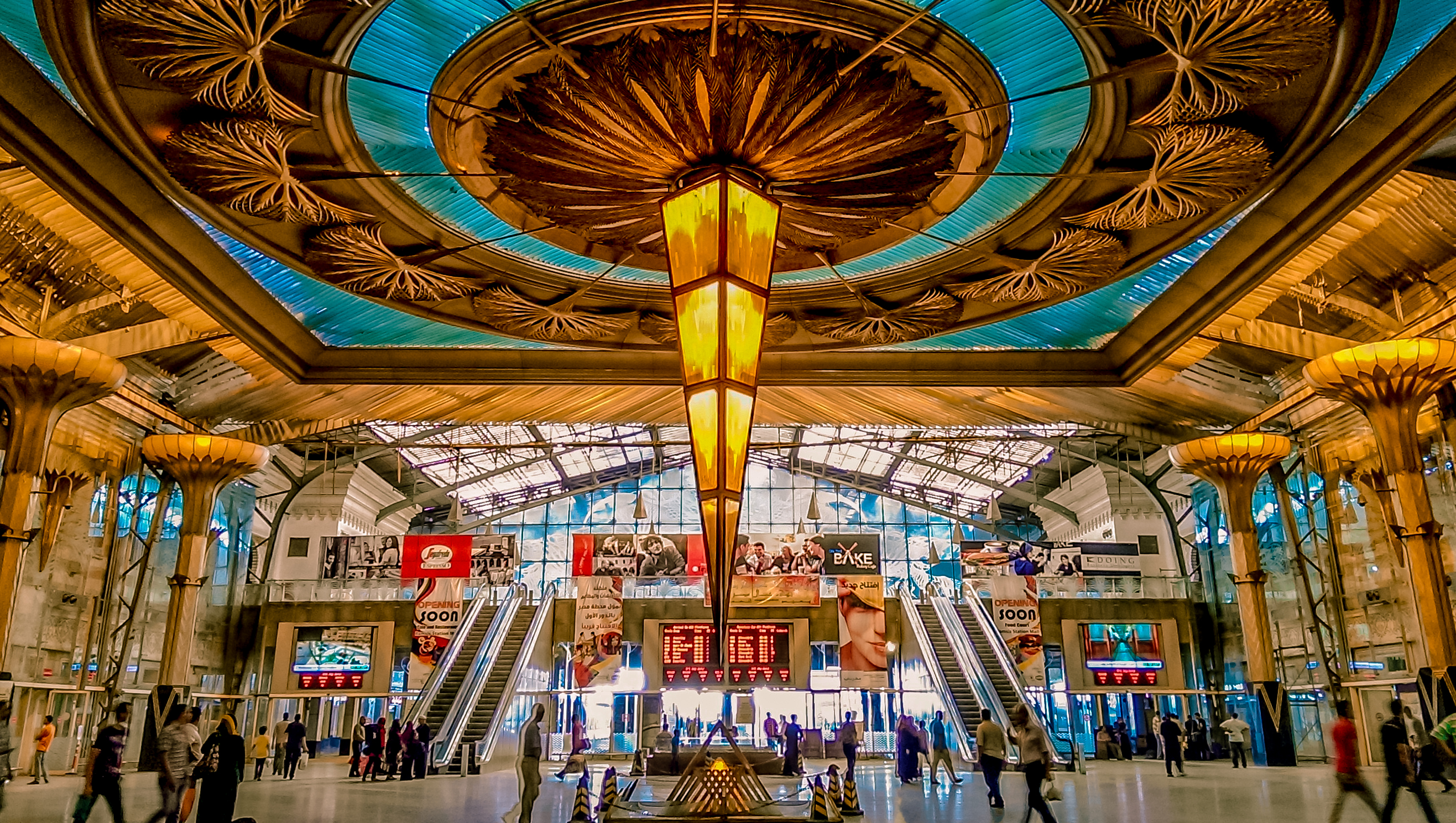
Innenansicht des Ramses-Bahnhofs

Das ägyptische Niltal kann von Alexandria im Norden bis Assuan im Süden mit der Eisenbahn befahren werden. Die Bahn ist für afrikanische Verhältnisse komfortabel und schnell. Sie befördert den Reisenden vom Ramses-Bahnhof nach Alexandria, an den Suezkanal und entlang des Nils nach Süden. Ansonsten ist das gesamte Land von Kairo aus mit Fernbussen zu erreichen. In Kairo gibt es zehn Brücken über den Nil.
Der zentrale Busbahnhof Turgoman liegt in der Nähe des Ramses-Bahnhofs. Von dort fahren die meisten Busse in alle Richtungen ab. In Heliopolis halten fast alle Busse, die Richtung Norden oder Sinai fahren, noch einmal. Wer dort wohnt kann auch erst dort zusteigen. Rund um den Ramses-Bahnhof gibt es außerdem ein paar weitere kleine Busbahnhöfe. Minibusse nach El-Fayum fahren nördlich des Midan Ulali ab, Minibusse nach Port Said und Ismailiya direkt südlich des Ramses-Bahnhofs an der Straße Richtung Midan Ulali.

### Nahverkehr

#### Stadtbusse
Die 2.600 Omnibusse der Cairo Transport Authority befördern pro Jahr 1,3 Milliarden Fahrgäste. Die Busse verkehren auf 450 Linien mit einer Länge von 8.460 Kilometern. Der zentrale Busbahnhof für den Nahverkehr befindet sich in Kairo auf dem Midan Abdelmunim Riad zwischen dem Ägyptischen Museum und der Corniche. Das nahe gelegene Gizeh kann mit Minibussen vom nördlich des Midan Ulali gelegenen Busbahnhof erreicht werden. Der erste Oberleitungsbus fuhr 1950 in der Stadt. Nach 31 Jahren Betrieb wurde dieser am 22. Oktober 1981 eingestellt.

#### Metro

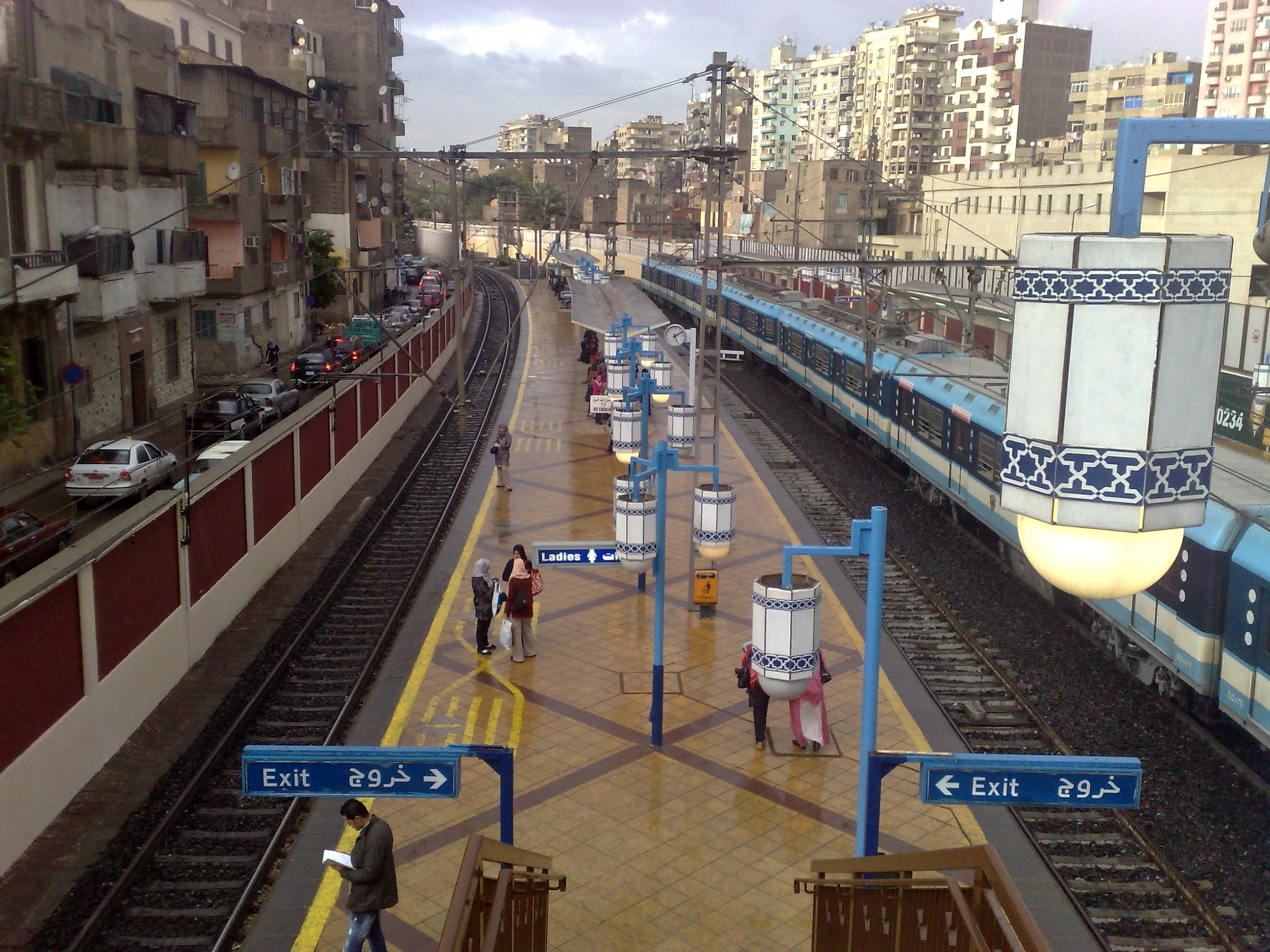
Metro-Station Syeda Zainab; In der Mitte des Bahnsteigs ist ein Schild mit der Aufschrift Ladies zu sehen. Seit 1989 bestehen in der Metro von Kairo eigene Waggons, die nur für Frauen vorgesehen sind.

Der erste Streckenabschnitt der Metro wurde am 26. September 1987 eingeweiht. Heute fährt sie auf drei Linien mit einer Länge von rund 65 Kilometern:
- Linie 1 führt in Nord-Süd-Richtung von New El Marg (المرج الجديدة el-Marg el-dschadīda) nach Helwān (حلوان). Sie besteht aus zwei Vorortlinien, die bis 1989 durch einen Innenstadttunnel miteinander verbunden wurden.
- Linie 2 ist im Gegensatz dazu eine Voll-U-Bahn: sie wurde in den 1990er Jahren gebaut und verläuft in der Innenstadt unterirdisch, in den Außenbezirken oberirdisch. Ein Tunnelabschnitt verläuft unter dem Nil. Die Linienführung ist ebenfalls Nord-Süd – von Shubra (شبرا الخيمة Shobrā el-Chēma) nach Giza Suburban (ضواحي الجيزة Dawāhī el-Gīzā) – jedoch verläuft sie in der Innenstadt in Ost-West-Richtung. Sie kreuzt zweimal die Linie 1 (Stationen أنور السادات Anwar as-Sadat und الشهداء Al-Shohadaa ‚Märtyrer‘).
- Linie 3 verläuft in Ost-West-Richtung und soll die Stadtteile Mohandessin und Imbaba mit dem Flughafen anbinden. Auch hier ist eine Untertunnelung des Nils geplant. Der erste Bauabschnitt zwischen Attaba (Umstieg zur Linie 2) und ʿAbbāsīya wurde am 21. Februar 2012 eröffnet.

#### Einschienenbahn
2019 schloss die ägyptische Regierung einen Vertrag mit den Orascom, Bombardier Transportation (ab 2021 Alstom) und arabischen Partnern ab, um zwei Einschienenbahn-Linien bauen zu lassen, die Ost-Kairo von Nasr City vom Internationalen Stadion Kairo aus mit der Neuen Hauptstadt Ägyptens und die Stadt des 6. Oktober mit Gizeh verbinden sollen. Geplant wurde eine Gesamtlänge von 97 km. Am 6. Oktober 2024 wurde der erste Teilabschnitt (8 von 22 Stationen) der östlichen Linie in Betrieb genommen. Die vollständigen Inbetriebnahme wurde im Frühjahr 2025 auf Anfang 2026 geschätzt. Die vollautomatisierten Linien sind auf bis zu 45.000 Passagiere pro Stunde pro Richtung ausgelegt.

#### Privater Kraftverkehr
Rund zwei Millionen Autos fahren in der sehr dicht besiedelten Stadt. Probleme bereiten die täglichen Staus und die hohe Umweltverschmutzung.

#### Straßenbahn

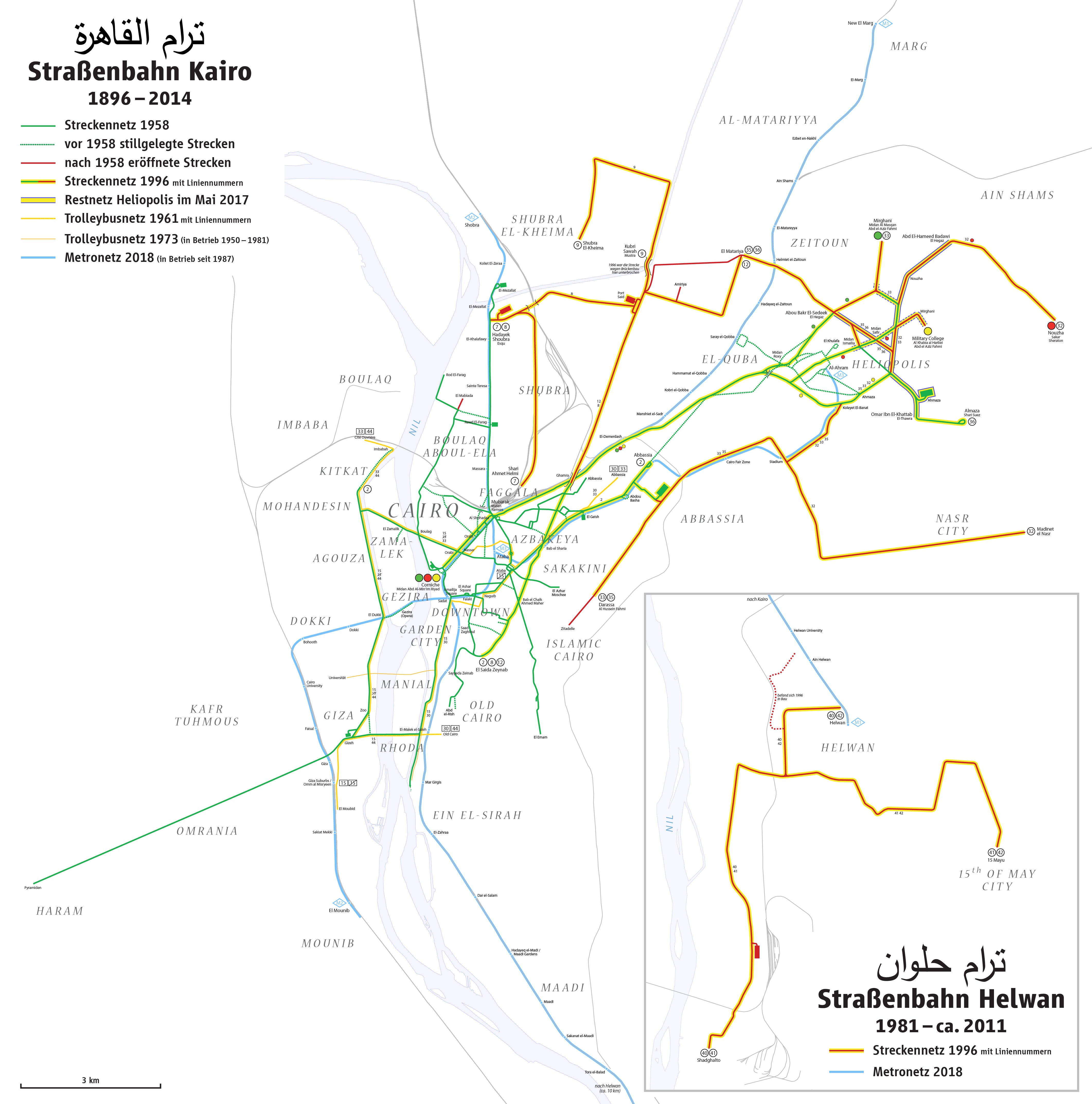
Straßenbahnnetz 1996

Die Cairo Transport Authority betrieb in Kairo und Heliopolis zuletzt auf einer Länge von 30 Kilometern zwei miteinander verbundene meterspurige Straßenbahnnetze. Seit der Übernahme der früher selbständigen Heliopolis-Gesellschaft im Jahre 1991 unterstanden alle Strecken der CTA. Am 12. August 1896 wurde in Kairo die erste Straßenbahnstrecke eröffnet, in Heliopolis am 5. September 1908. Isoliert vom Netz in Kairo und Heliopolis betrieb die CTA seit dem 19. Februar 1981 auch einige neu gebaute Straßenbahnstrecken in der südlich von Kairo gelegenen Industriestadt Helwan mit zusätzlich 16 Kilometern Länge. Seit Ende der 2010er Jahre fahren in Kairo keine Straßenbahnen mehr.

## Bildung

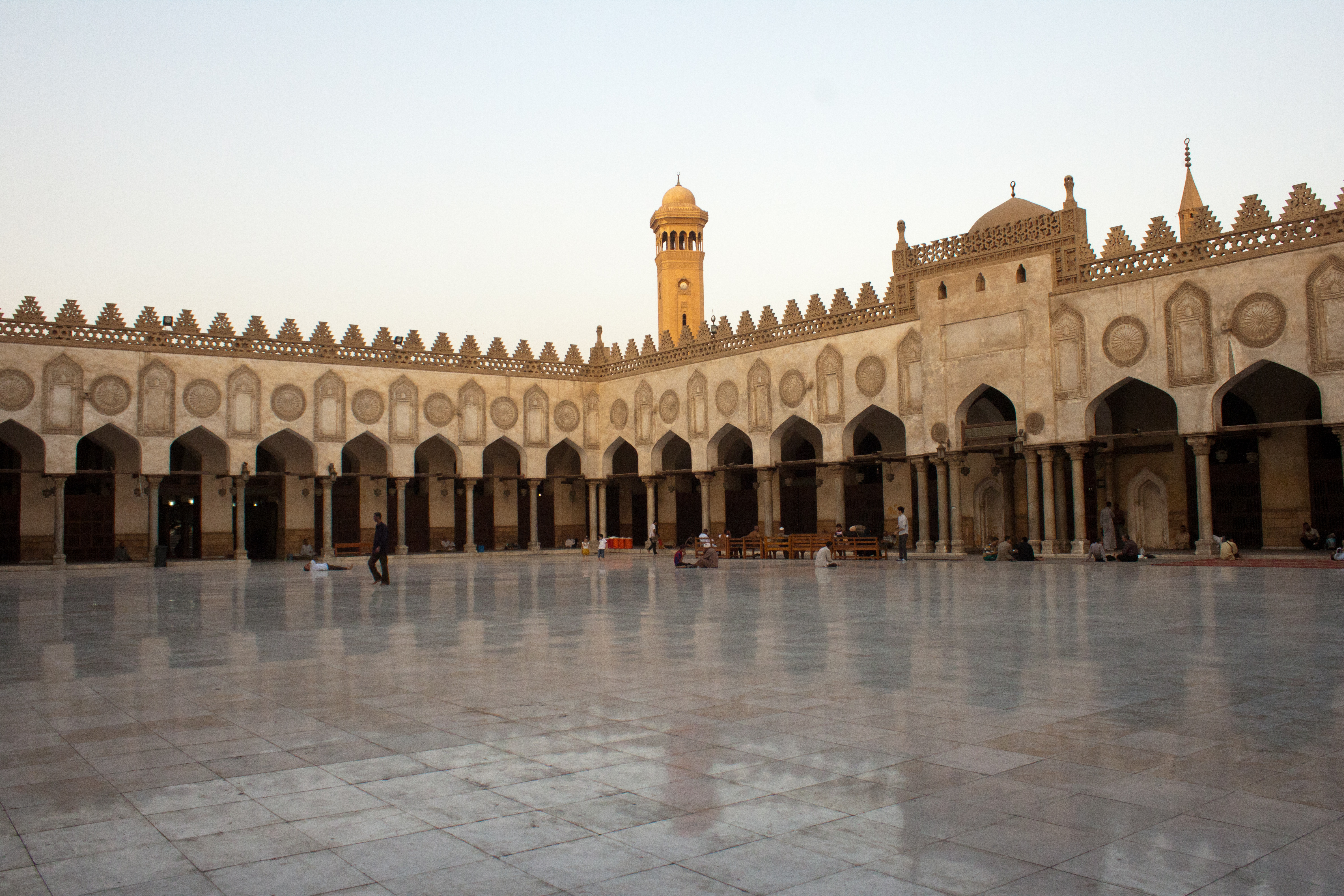
al-Azhar

Die Metropolregion Kairo beherbergt zahlreiche Universitäten, Hoch- und Fachschulen, Akademien, Forschungsinstitute sowie Bibliotheken.
Die al-Azhar-Universität ist die berühmteste islamische Bildungseinrichtung der Stadt sowie eine der ältesten und angesehensten Bildungsinstitutionen der muslimischen Welt. Gleichzeitig besitzt sie eine hohe Autorität in islamischen Rechtsfragen (Scharia) für die sunnitische Glaubensrichtung, der 85 Prozent aller Muslime angehören. Oberhaupt der Universität war bis 2010 Scheich Muhammad Sayyid Tantawi. Die Bedeutung der Universität lässt sich auch an der Zahl der Studierenden ablesen, die völlig außerhalb dessen steht, was an US-amerikanischen oder europäischen Universitäten üblich ist: Im Jahr 2004 waren an der Azhar etwa 375.000 Studenten eingeschrieben, davon mit 150.000 fast die Hälfte Frauen. Rund 16.000 Dozenten lehren an der al-Azhar.
Weitere Universitäten in der Region sind die Universität Kairo (1908 gegründet), die American University in Cairo (1919), die Ain-Schams-Universität (1950), die Helwan-Universität (1975) und die German University in Cairo (2003) (alle in Kairo), die Misr University for Science & Technology (in 6th of October City), die Modern Sciences & Arts University (in Gizeh), The Arab Open University – Cairo Branch (in Nasr City) sowie The British University in Egypt (in El Shorouk City).
Weitere bedeutende Bildungseinrichtungen sind die Arab Academy for Science & Technology & Maritime Transport, das Cairo American College, das Canadian International College, die Khedeve Ismail Secondary School, die Modern Academy, die Police Academy und die Sadat Academy for Management & Computer Sciences (alle in Kairo), die El Shorouk Academy (in El Shorouk City), das High Cinema Institute – Haram (in Gizeh), das Higher Technological Institute (in 10th of Ramadan City), die Modern Academy for Engineering & Technology (in Maadi) sowie das St Clare's College und das St George’s College (beide in Heliopolis).
Für die Allgemeinbildung in Kairo sorgen rund 1.000 Schulen. Die Schulbildung in Ägypten ist als Grundrecht in der Verfassung verbürgt. Die seit 1923 bestehende sechsjährige allgemeine Schulpflicht ab sechs Jahren wurde wegen Lehrermangels 1991 auf fünf Jahre verkürzt. Zum Hochschulzugang berechtigt die anschließende sechs Jahre dauernde Sekundarstufe. Das ägyptische Pendant zum deutschen Abitur ist die ṯanāwīya ʿāmma. Grund- und Sekundarstufe sind generell kostenfrei. Die Anstrengungen im Bildungswesen führten in der Statistik zu einer Einschulungsrate von beinahe 100 Prozent für die Grundschule. Immerhin noch 75 Prozent der Kinder im entsprechenden Alter werden für die Sekundarschule angemeldet.
Doch diese Zahlen verschleiern ein wenig die Realität an den Kairoer Schulen, denn es gibt zahlreiche Schulabbrecher (bis zu 30 Prozent). Oft haben Kinder keine Zeit für die Schule, denn, obwohl verboten, arbeiten viele Kinder, um zum Lebensunterhalt der Familien, meist in den ärmeren Stadtvierteln und informellen Siedlungen am Stadtrand lebend, beizutragen. Auch die Qualität der Schulbildung lässt zu wünschen übrig. Klassen mit mehr als 70 Schülern sind keine Seltenheit. Die schlecht bezahlten Lehrer sind unmotiviert, da sie von ihrem Gehalt kaum leben können.
Obwohl Ägypten im Jahre 1998 den UNESCO-Preis für die Bekämpfung des Analphabetentums erhielt, liegt die Analphabetenquote in Kairo noch sehr hoch. Vor allen Dingen für Erwachsene ab 15 Jahren liegen die Schätzungen zwischen 40 und 50 Prozent. Dabei liegt die Rate bei den Frauen um über zehn Prozent höher als bei Männern, da die Ausbildung von Mädchen von konservativen Familien teils noch immer als sekundär betrachtet wird.

## Söhne und Töchter der Stadt
Kairo ist Geburtsort zahlreicher prominenter Persönlichkeiten. Dazu gehören unter anderem der italienische Musiker und Komponist Miguel Ablóniz, der kanadisch-armenische Regisseur Atom Egoyan, der palästinensische Politiker Jassir Arafat, der Generaldirektor der Internationalen Atomenergie-Organisation Mohammed el-Baradei, der bedeutende arabische Denker Faradsch Fauda und der berühmte Literat und Denker der arabischen Welt Salama Moussa.
Weitere Söhne und Töchter der Stadt sind die letzte Königin Ägyptens Nariman Sadiq, der König von Ägypten Fu'ād I., die Schauspielerin und Sängerin Marika Rökk, die ägyptischen Schriftsteller Nagib Mahfuz und Ala al-Aswani sowie der frankophone Schriftsteller Albert Cossery, der Islamwissenschaftler, Semitist, Orientalist und katholische Theologe Samir Khalil Samir, der albanische Schriftsteller und Übersetzer Andon Zako Çajupi und der Berater von Osama bin Laden und ägyptische Terrorist Aiman az-Zawahiri.